# Zollikon
Zollikon (zürichdeutsch Zolike [ˈtsolikχə]) ist eine politische Gemeinde im Schweizer Kanton Zürich. Sie liegt am nordöstlichen Zürichseeufer an der sogenannten Goldküste im Bezirk Meilen (bis 1986 gehörte Zollikon zum Bezirk Zürich). Zur Gemeinde gehört auch der Zollikerberg.
Die Gemeinde wird gemeinhin zu den wohlhabenderen Vororten Zürichs gezählt.

## Geographie

### Lage
Das Gemeindegebiet von Zollikon erstreckt sich in einem rund zwei Kilometer breiten und fünf Kilometer langen Streifen von West nach Ost vom Zürichsee die Flanke des Pfannenstiels hinauf bis zum Breitmoos an der Grenze zu Maur. Der tiefste Punkt liegt am See auf einer Höhe von 408 Metern, der höchste auf einer Höhe von 662 Metern beim Breitmoos.
Die Dorfteile Zollikerberg und Zollikon-Dorf sind durch einen Waldgürtel voneinander getrennt. Unterhalb des Waldes liegt auf einer Terrasse die Allmend.
Nachbargemeinden Zollikons sind die Stadt Zürich im Norden, Maur im Osten, Zumikon im Südosten und Küsnacht im Süden. Die Gemeindefläche beträgt 785 ha, davon sind 36 % Wald, 33 % Siedlungen und 12 % Landwirtschaftsgebiet.

### Wald
Von Zürich nach Küsnacht erstreckt sich ein breiter Waldgürtel quer durch die Gemeinde Zollikon. Die Waldfläche macht mit 280 Hektaren mehr als ein Drittel des Gemeindegebietes aus; prozentual gesehen gehört Zollikon damit zu den waldreicheren Gemeinden des Kantons.
Am 30. April 1330 schlossen sich die circa 250 Einwohner zur Holzkorporation Zollikon zusammen, die die Nutzung des Waldes regelte und seine Veräusserung an Auswärtige verhinderte. Die Holzordnung bildete die Grundlage für die 1572 erstellte Dorfordnung, in der die in Zollikon geltenden Satzungen und Gebräuche festgehalten wurden. 1798, nach dem Ende der alten Eidgenossenschaft erhielt die Korporation privatrechtlichen Charakter.
Der grösste Teil des Zolliker Waldes ist heute im Besitz der Holzkorporation. Weitere Besitzer sind der Alt-Bürgerverband Zollikon, die Gemeinde und einige Private.

### Gewässer
Der längste Bach im Dorf ist der Salsterbach. Er entspringt in zwei Armen im Wald zwischen Berg und Dorf und bildet im bewohnten Gebiet als Düggelbach die Grenze nach Küsnacht. Im Norden bildet der Nebelbach die Grenze zur Stadt Zürich. Er fliesst durch den gleichnamigen Weiher.
Im Zollikerberg bildet der Wehrenbach über weite Strecken die Grenzen zur Stadt Zürich. In den Wehrenbach münden von Maur her der Rossweidbach und von der Rüterwies der Stumpbach. Das Brunnenbächli, das von Zumikon her die Forchstrasse entlang floss, wurde fast gänzlich zugeschüttet. An einen Weiher im Rietholzquartier erinnert nur noch der Strassenname Weiherweg. Der Seeanstoss in Zollikon beträgt knapp 1,5 Kilometer.

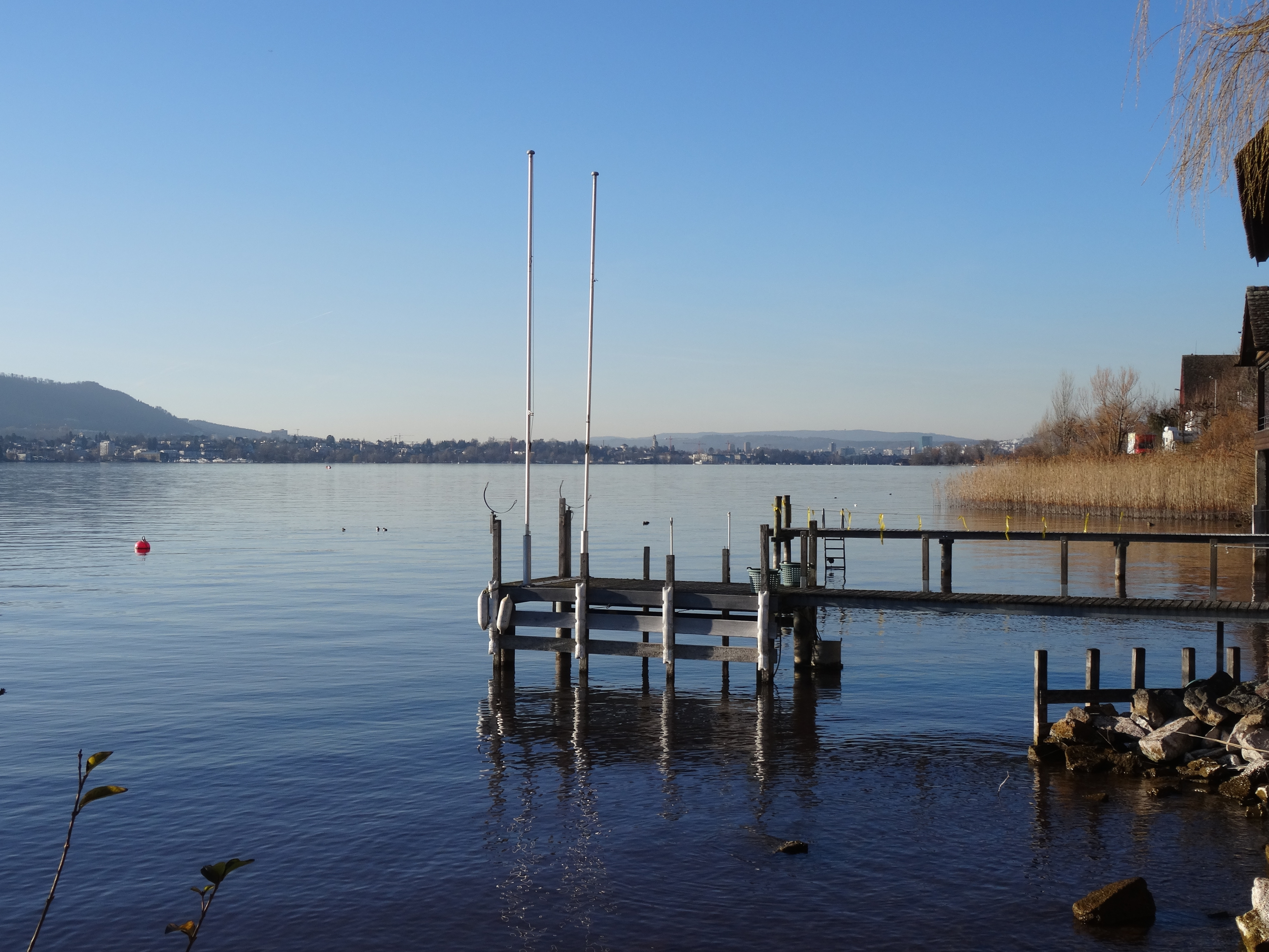
Ufer beim Altersheim am See
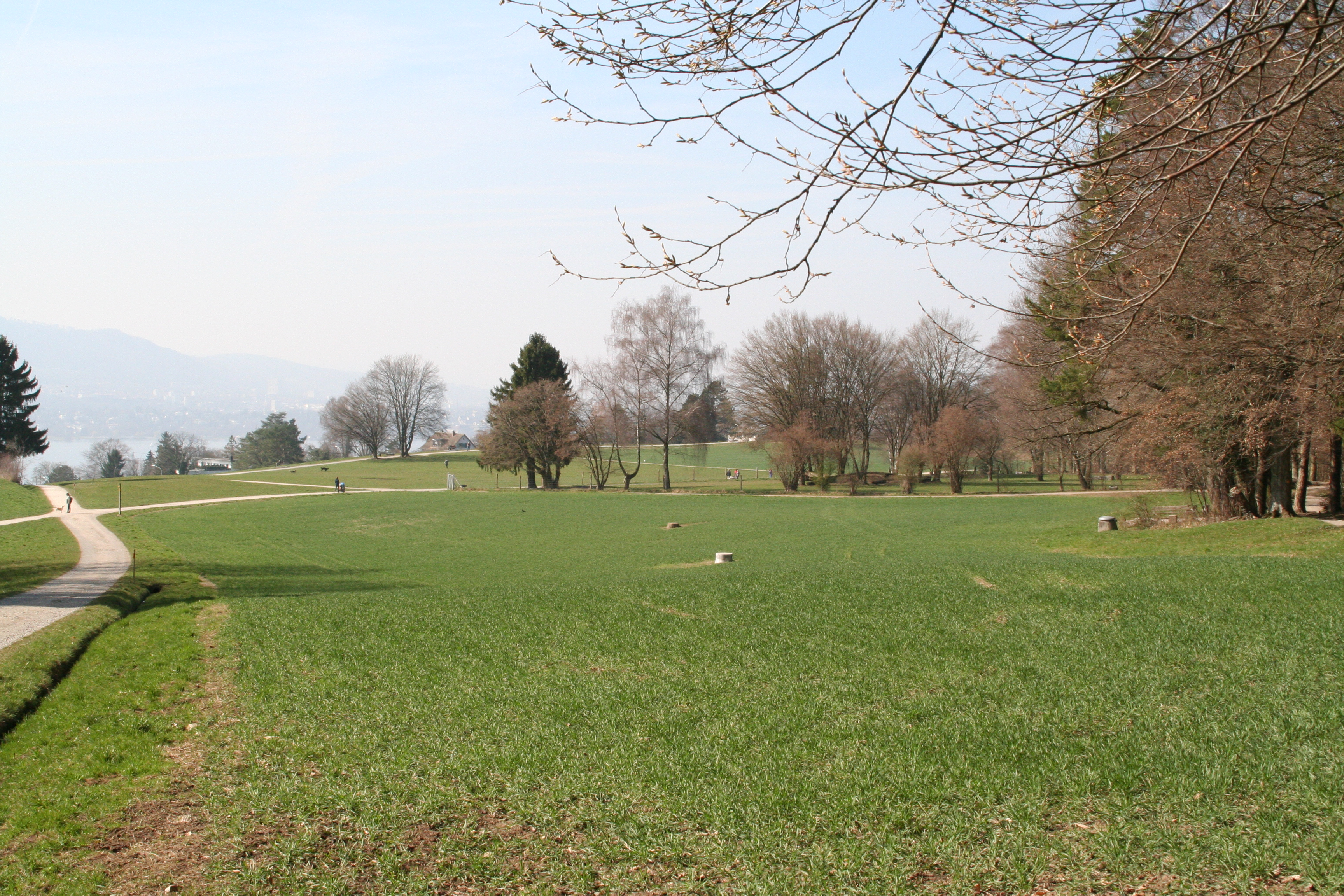
Allmend
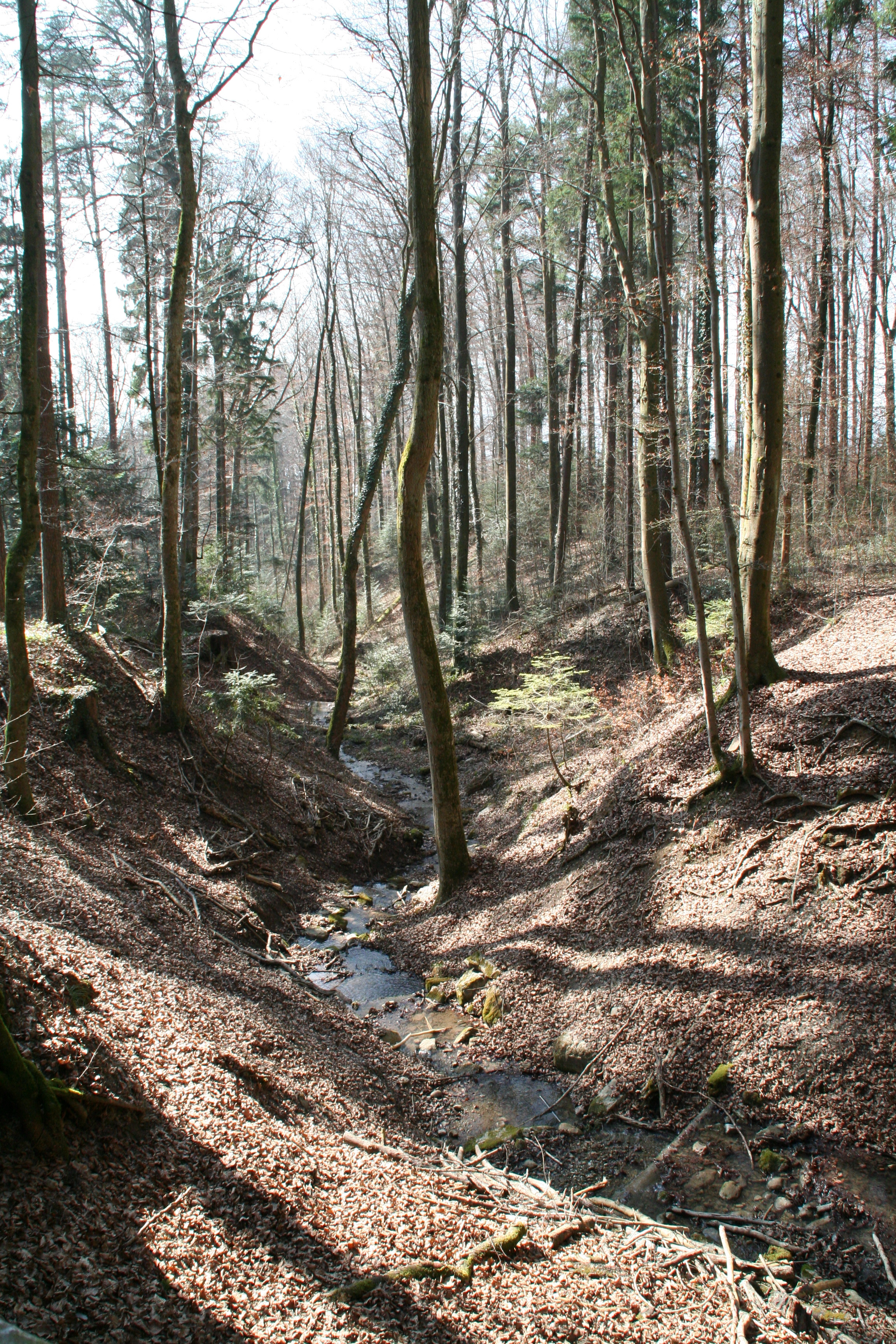
Salsterbach
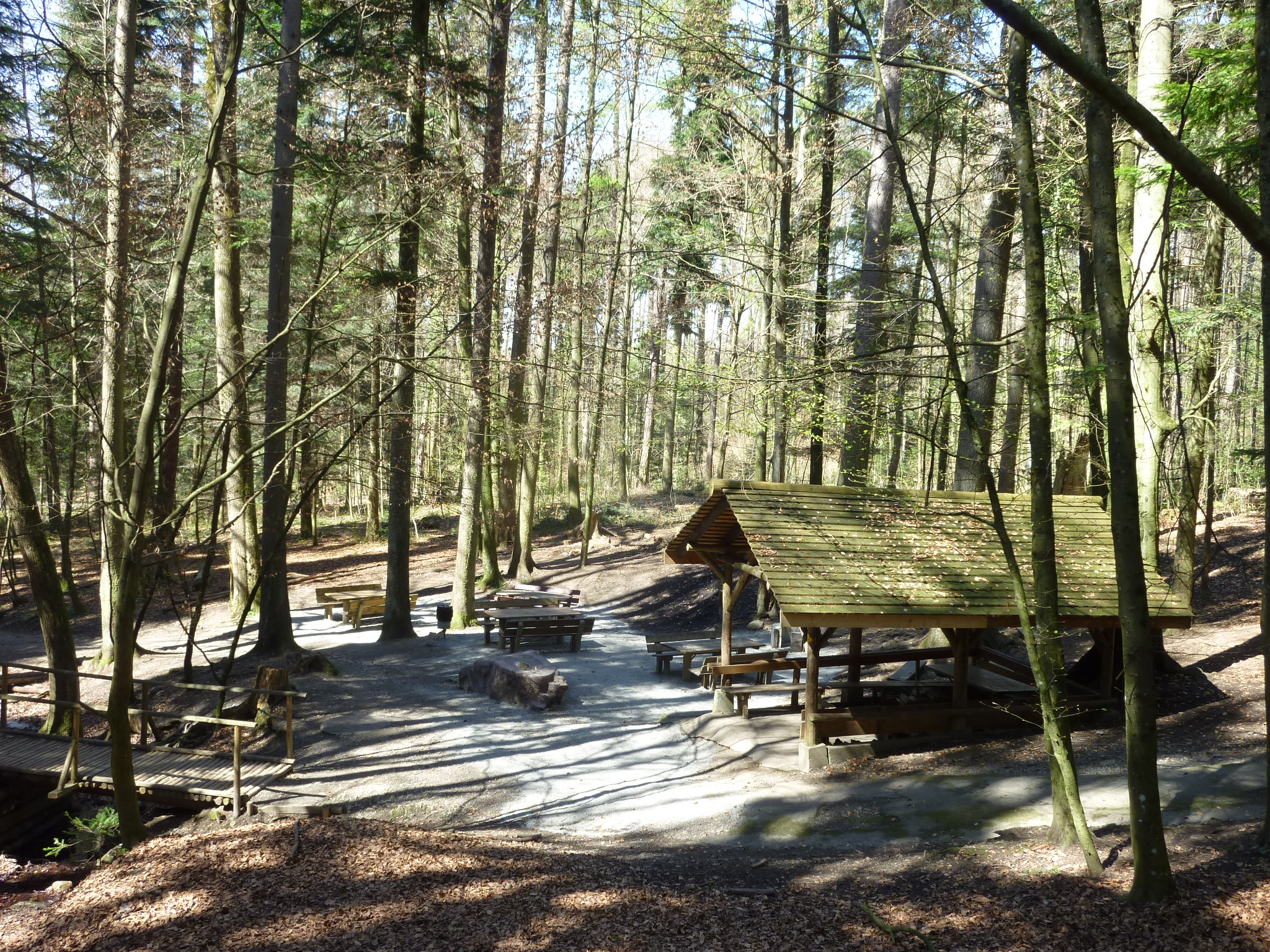
Im Chüele Grund
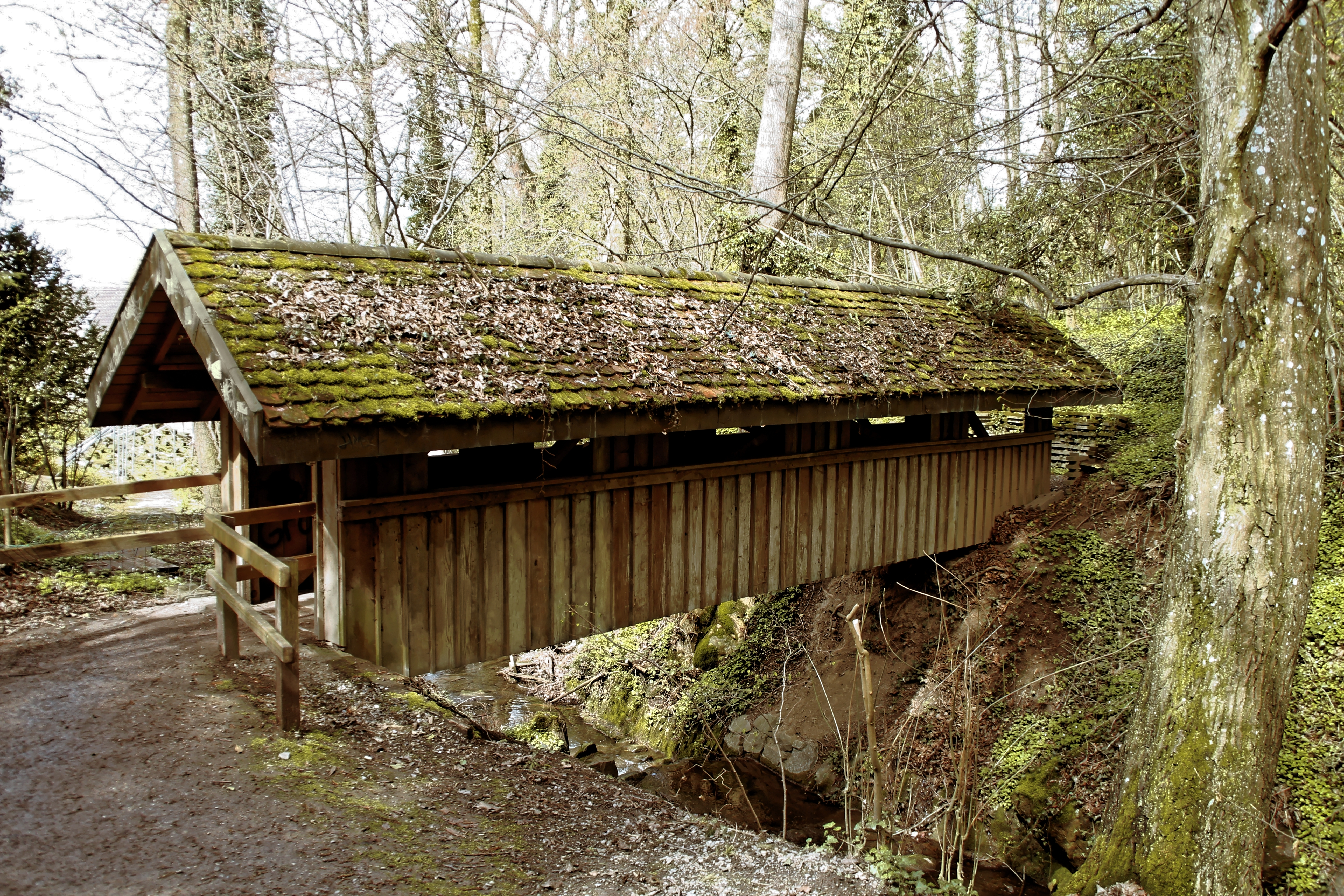
Brücke über den Nebelbach

## Namen
Die erste sichere Erwähnung des Orts datiert von 946, als von den de duabus Collinchovin «von den beiden Zollikon» die Rede ist (siehe unten). Der Name geht auf althochdeutsch [bī dien] Zollingo hovum zurück und bedeutet «bei den Höfen der Zollinger» bzw. «bei den Höfen der Leute (der Sippe) des Zollo». Er enthält die Zugehörigkeit ausdrückende Ableitungssilbe -ing.
Schreibweisen für Zollikon: 946: Collinchovin, 1145: Zollinchoven, 1209/33: Zollinchon, 1223: Zollicon, 1504: Zolliken.
Schreibweisen für Trichtenh(a)usen: 946: Truhtilhusa, 1230: Truchtenhusen, 1362: Trüchtenhusen, 1504: Trichtenhusen, im 15. Jahrhundert auch Drüchtenhusen.
Schreibweisen für Witellikon: 946: Witalinchova, 1153: Wittalinchoven, 1158: Witalinchon, 1250: Witelinchon, 1261: Witelinkon, 1313: Wittelikon, 1667: Wyttellicken.

## Geschichte

### Erste Spuren
Der mit Abstand älteste Fund auf Zolliker Boden stammt aus der Jungsteinzeit: Im Chleidorf wurde 1972 ein kleines Steinbeil gefunden, das aus der Pfyner oder Horgener Kultur stammen dürfte. Es handelt sich jedoch um einen Einzelfund; neolithische Siedlungen auf Zolliker Boden sind nicht nachgewiesen.
Auch aus der Bronzezeit sind keine Siedlungsplätze nachgewiesen, doch kann angenommen werden, dass schon damals Menschen in Zollikon lebten. Denkbar ist, dass die 1913 im Gebiet Breitmoos aufgefundenen Siedlungsreste (Steine, Kohlenreste und Pfähle) aus der Bronzezeit stammen; wurden doch zu jener Zeit viele Seeufersiedlungen zugunsten von Landsiedlungen aufgegeben.

### Erste Besiedlung

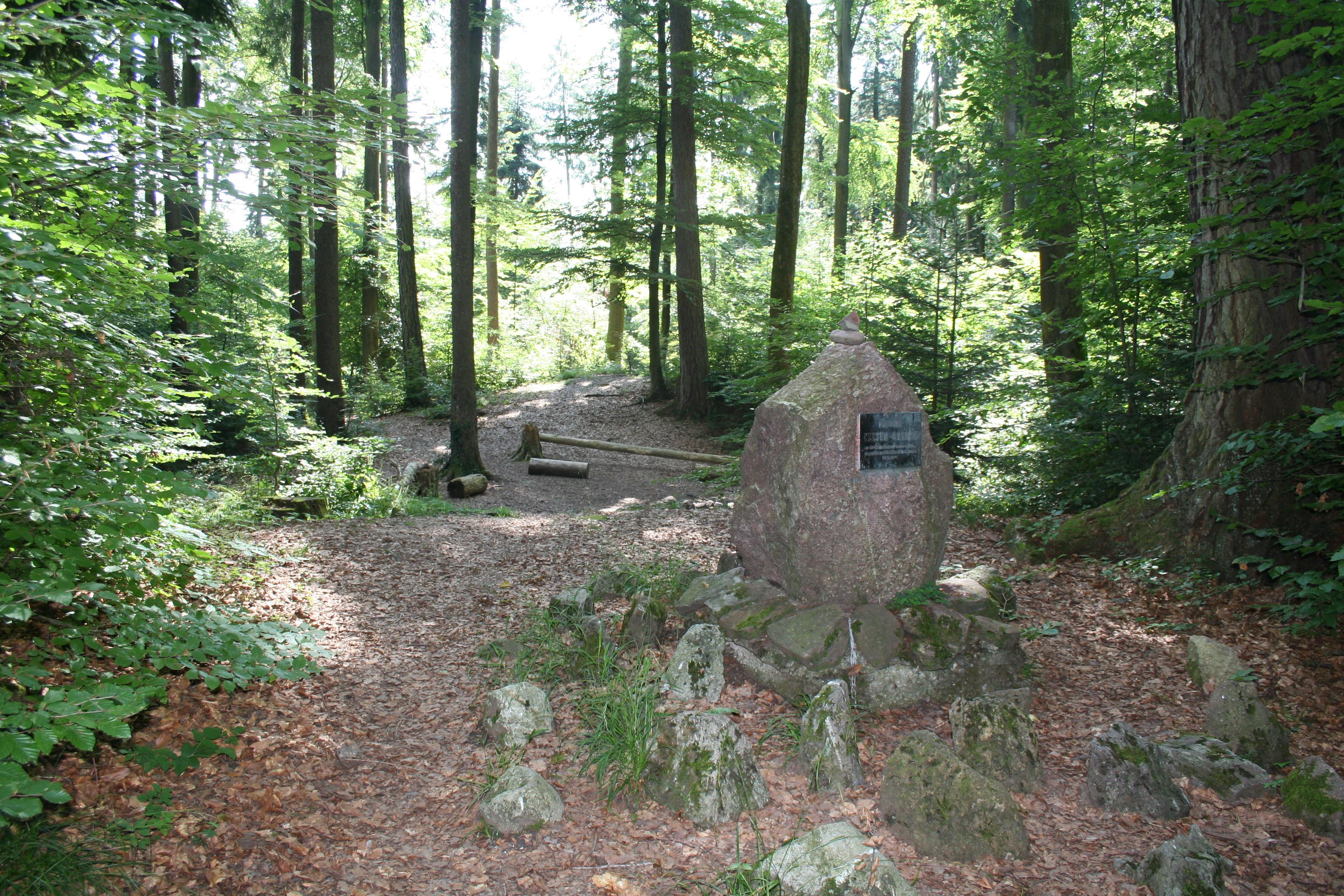
Keltengräber auf dem Feufbühl

Erste Spuren einer Besiedlung des Gemeindegebietes stammen aus der Hallstattzeit. Damals entstanden auf dem Feufbüel fünf Grabhügel, die noch heute deutlich erkennbar sind und Keltengräber genannt werden.
In der Oberhub im Zollikerberg wurde 1968 ein eisernes Hiebschwert aus der Latènezeit gefunden. Oxidationsspuren lassen auf ein Brandgrab schliessen, von dem jedoch keine Spuren zurückblieben. Auch wenn Spuren von Siedlungen fehlen, kann angenommen werden, dass vor allem im Zollikerberg einzelne Gehöfte standen.

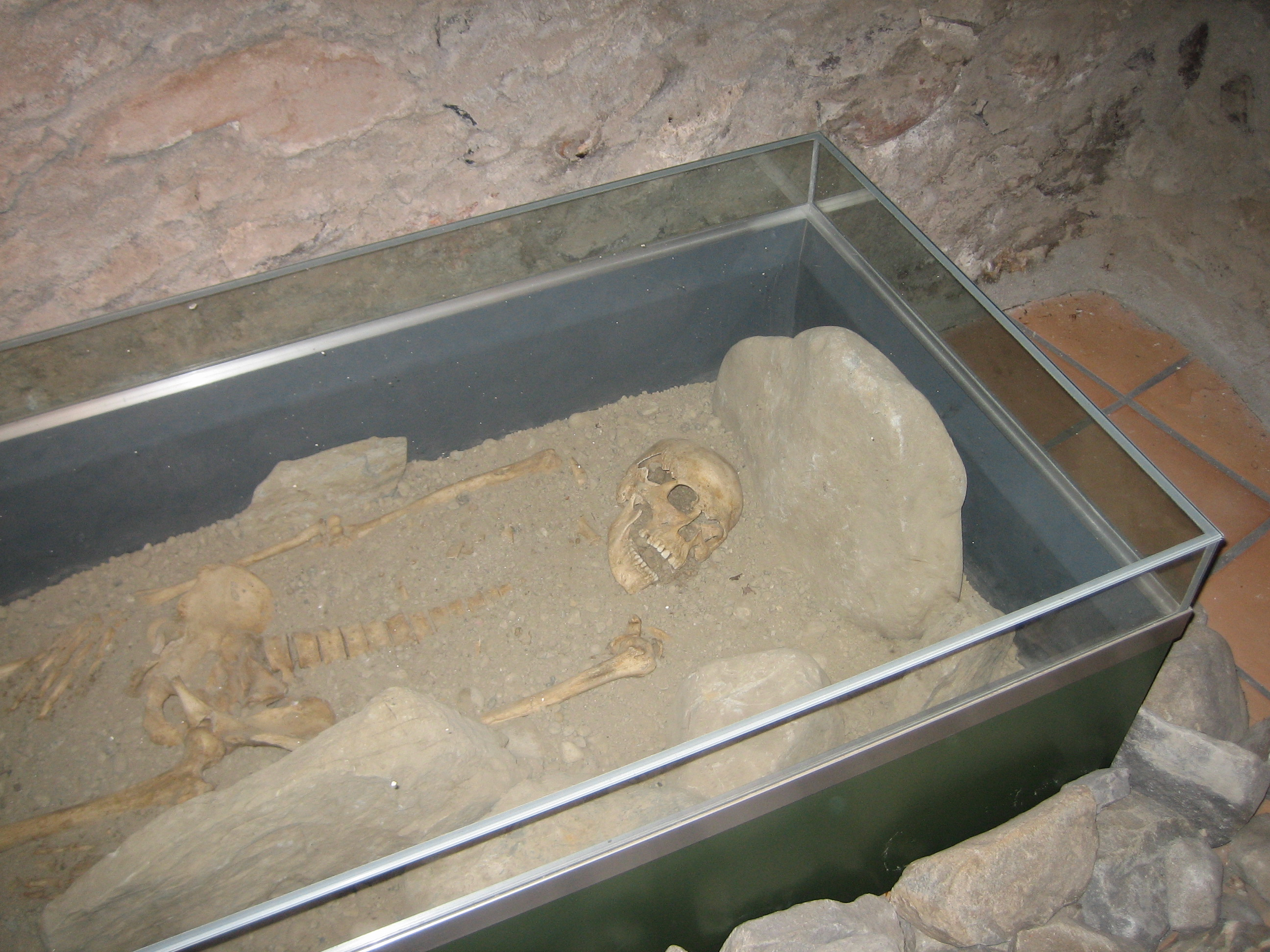
Alemannisches Skelett aus dem Zollikerberg

1962 kam bei Aushubarbeiten in der Unterhueb im Zollikerberg ein Feld von elf von Osten nach Westen ausgerichteten Steinkistengräbern aus dem 8. und 9. Jahrhundert zum Vorschein. Als letzte Bestattung fand sich das gut erhaltene Skelett eines knapp 50 Jahre alten Mannes. Die Anlage der Gräber in Sandsteinplatten und -brocken und ihre Verteilung lassen auf eine kleine hochmittelalterliche, während langer Zeit immer wieder benützte Grablege schliessen, deren Hauptgruppe einst in der Gegend des Sennhofweges lag, vielleicht noch etwas weiter südlich, wo möglicherweise auch die seit 1275 immer wieder erwähnte, aber nie gefundene «Kapelle zu Trichterhausen» stand.
Die beiden noch heute existierenden Flurnamen Deisten (Dingstatt, Gerichtsstätte) und Galgenbühl (Richtstätte) deuten auf eine besondere Bedeutung des Zollikerbergs. Offenbar war dort ein kirchliches und gerichtliches Zentrum, das bis in das 8. und frühe 7. Jahrhundert zurückreichen dürfte.

### Erste schriftliche Erwähnung

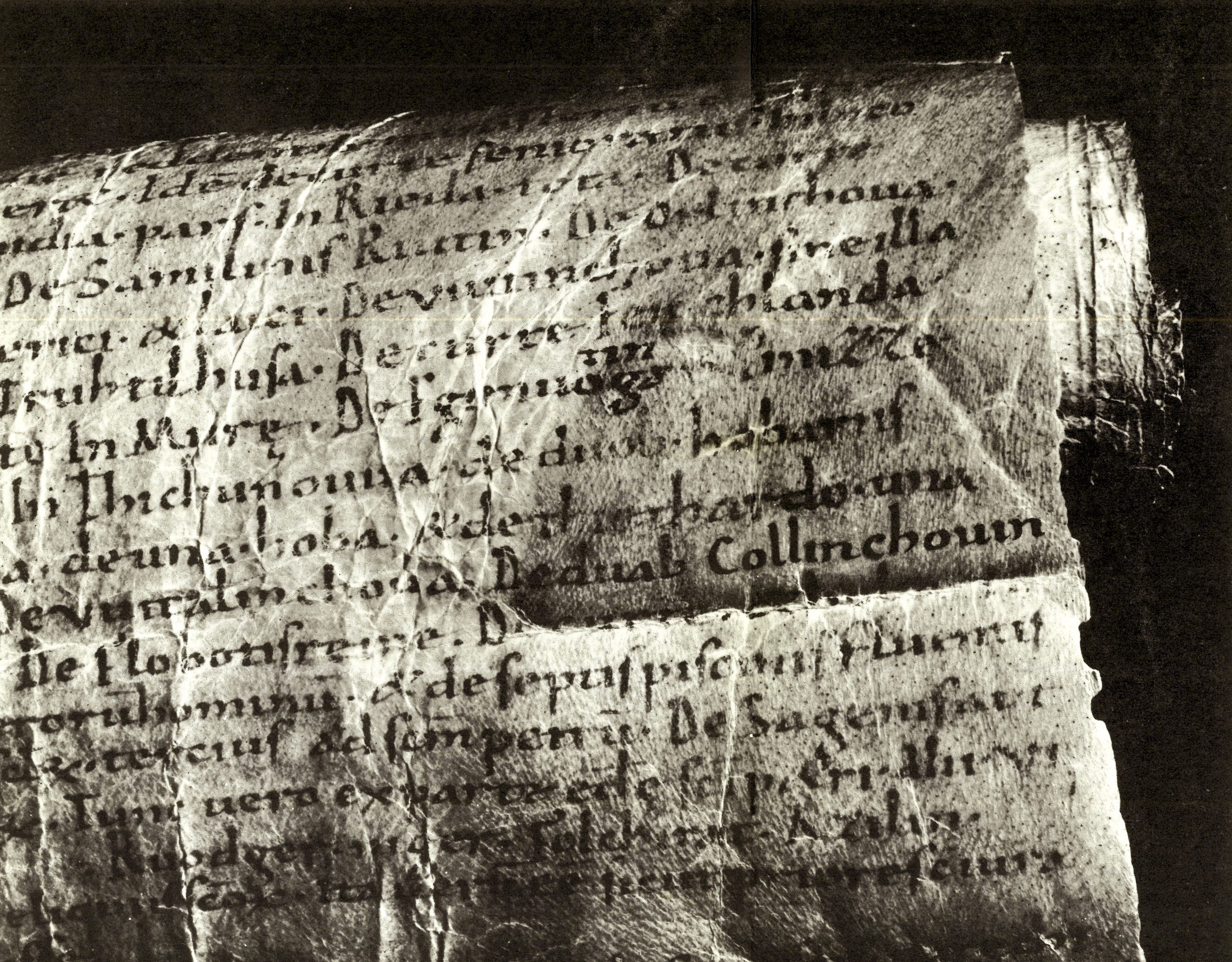
Mitte rechts: Erste schriftliche Erwähnung Zollikons im Rotulus vom 28. April 946

Die erste schriftliche Nennung Zollikons stammt aus dem Jahr 946: Am 28. April wird in einer lateinisch abgefassten Urkunde festgehalten, dass Zollikon (de duabus Collinchovin), Trichtenhusen (Truhtilhusa) und Witellikon (Witalinchova) die Kirchensteuer der Propstei Grossmünster abzuliefern haben. Damit umfasste das Zehntrecht das ganze Gebiet der heutigen Gemeinde. Das Ausdruck de duabus Collinchovin – die beiden Zollikon – weist wohl auf die beiden ersten Wachten des Dorfes hin, Chleidorf und Hinterdorf/Oberdorf.
1223 erscheint mit Dietericus ein Dietrich aus Zollikon erstmals in einer Urkunde des Klosters am Zürichberg als Zeuge, vermutlich ein Lehensträger der Freiherren von Regensberg. Das begüterte Geschlecht derer von Zollikon wird schon 1145 erwähnt. Vermutlich lag ihr Sitz oberhalb des Guggers am oberen Rand der Goldenen Halde bei der heutigen Letzistrasse, wo eine Letzi zu seinem Schutz diente. Die Goldene Halde war bis zu Beginn des 20. Jahrhunderts der bedeutendste Rebberg Zollikons. Die Anlage war zudem durch das Tobel des Düggelbach geschützt und konnte den Verkehr über die Alte Landstrasse kontrollieren.
Zollikon war damals ein Teil der Reichsvogtei Zürich, die nach dem Aussterben der Zähringer als letzte Inhaber der Vogtei aufgeteilt wurde: Das Gebiet von Stadelhofen bis Meilen fiel an die Regensberger, die auf den Burgen Friedberg in Meilen und Wulp oberhalb Küsnacht sassen. Häufig erscheinen Einwohner von Zollikon in ihrem Gefolge.
Nach dem Niedergang der Regensberger zogen die «von Zollikon» mit ihren Dienstherren nach dem damals noch regensbergerischen Grüningen, wo sie sich niederliessen, wie 1279 im Habsburger Urbar festgehalten wird: ussidelinge, de ze Zollinkon gesessen sint.
Die Vogtei über Zollikon kam an die Familie der Mülner, die vermutlich als Inhaber des Meierhofes von Stadelhofen schon vorher Rechte an Zollikon besassen. Wann der Übergang genau erfolgte, ist nicht bekannt, aber am 20. Oktober 1333 liess Götz I. Mülner den Besitz der Reichslehen von Kaiser Ludwig der Bayer bestätigen: dem vesten manne Gottfriden dem Müllner, unserem lieben Getreuen. 1358 verkaufte sein Sohn Götz II. Mülner die Rechte für 400 Silbermark an die Stadt Zürich, deren Geschicke sie fortan teilte. Damit wurde Zollikon zum ersten ausserhalb der Stadt gelegenen Gebiet des späteren Kantons Zürich.

### Vogtei

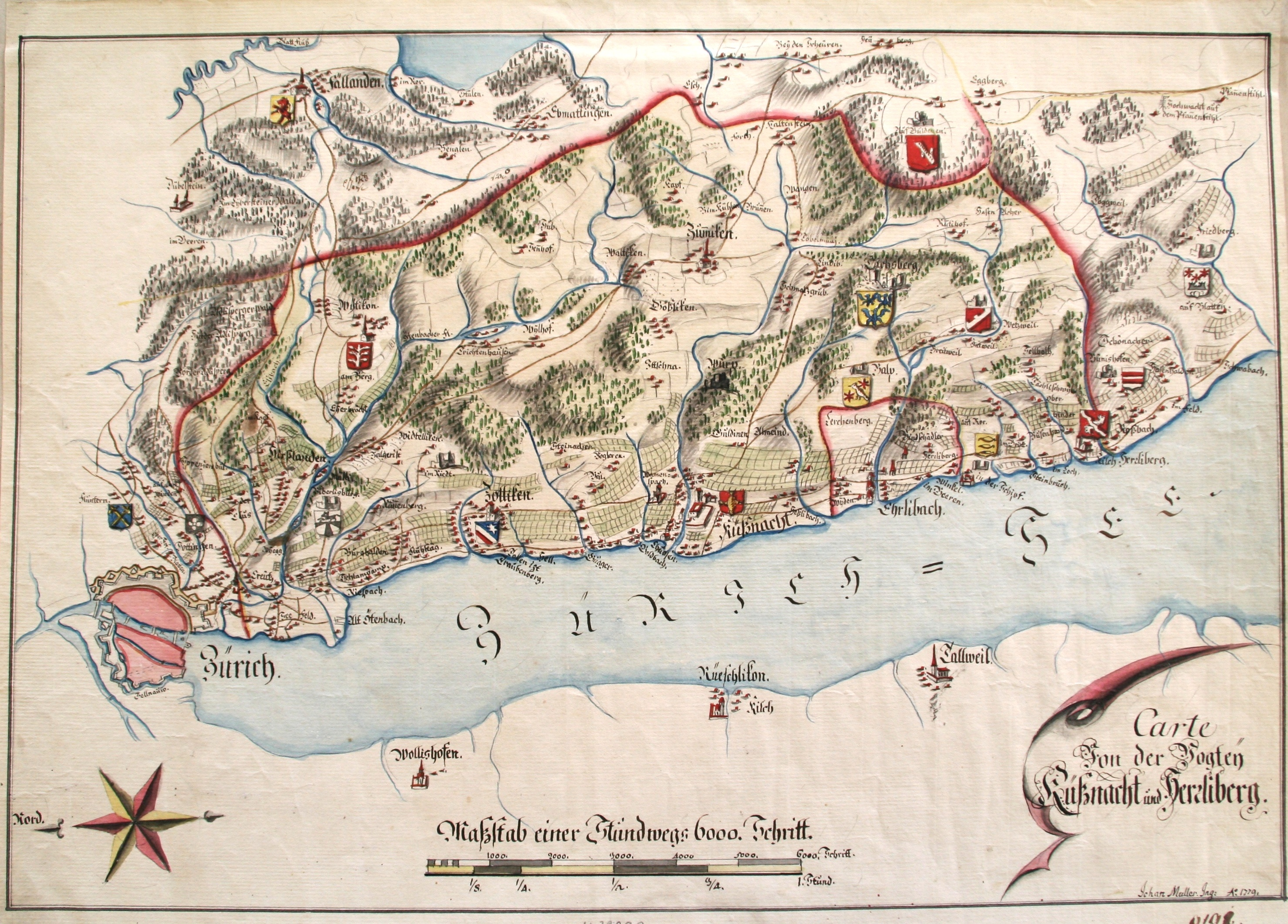
Vogtei Küsnacht 1779, Zeichnung von Johannes Müller

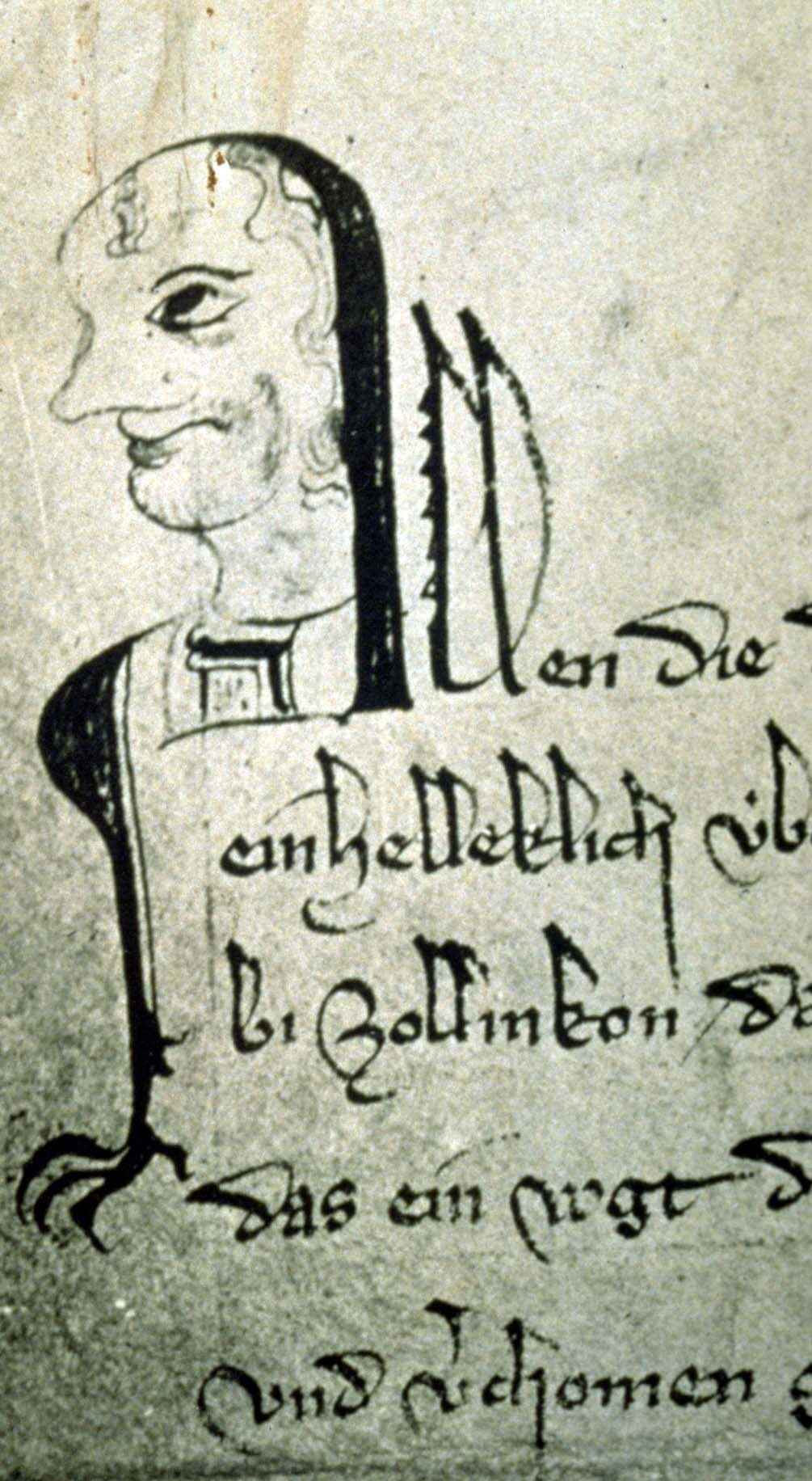
Initiale der Gründungsurkunde der Holzkorporation. Der Kopf soll Götz Mülner darstellen.

1384 wurde Zollikon Teil der Obervogtei Küsnacht, die durch zwei dem Zürcher Rat angehörende Obervögte verwaltet wurde. Ihr Vertreter in der Gemeinde war der Untervogt, der die Aufsicht ausübte und den zwölf Geschworenen vorsass, dem eigentlichen Gemeinderat. Diese Zugehörigkeit bestand bis 1798.
Am 30. April 1330, noch zur Zeit der Mülner, organisierten sich die circa 250 Einwohner Zollikons mit der Gründung der Holzkorporation Zollikon in einer Dorfgenossenschaft, die die Nutzung des Waldes regelte. Um dem Dokument Rechtskraft zu verleihen, baten die Zolliker den Reichsvogt Mülner, um Bestätigung und Siegel. In einer Zeit, da nur die Städte Zürich und Winterthur als Rechtspersönlichkeiten auftraten, war dies ein bemerkenswert selbstbewusster Akt. Damit wurde Zollikon zu der ersten selbst verwalteten Gemeinde des Kantons.
Dem Vorstand der Holzkorporation wurden mit der Zeit auch andere Aufgaben in der Gemeinde übertragen. Die Holzordnung bildete die Grundlage für die 1572 erstellte Dorfordnung, in der die in Zollikon geltenden Satzungen und Gebräuche festgehalten wurden. 1798, nach dem Ende der alten Eidgenossenschaft erhielt die Korporation privatrechtlichen Charakter. Die Holzkorporation besteht heute noch.

### Bevölkerung
Ein grosser Teil der Bevölkerung waren damals Hörige der Mülner, des Grossmünsterstifts Zürich oder der Klöster Einsiedeln und St. Gallen. Die Hörigen hatten eine kleine Steuer zu entrichten, nahmen aber sonst eine ähnliche Stellung ein wie die freien Bauern. Die letzte namentliche bekannte Hörige in Zollikon war 1391 Verena Frick als Hörige des Hans von Hohenlandenberg. Später wurden die Verpflichtungen gegenüber der Leibherren abgelöst oder gingen vergessen. Spätestens seit dem 15. Jahrhundert können die Bewohner von Zollikon als Freie betrachtet werden.

### Reformationszeit

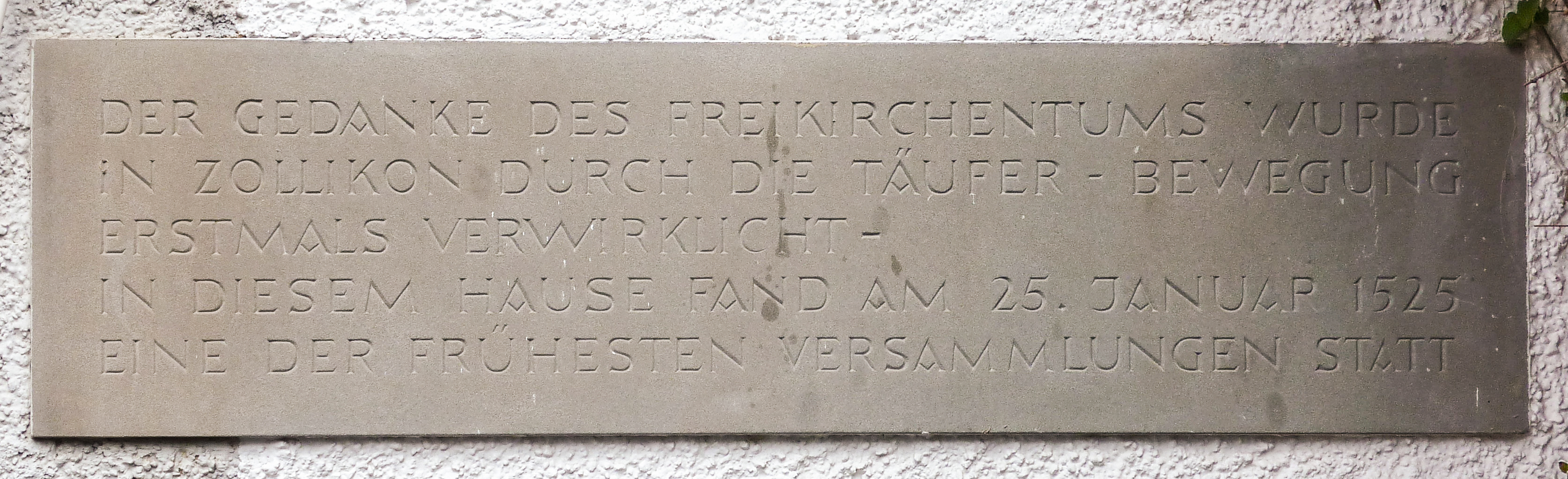
Erinnerungstafel an die Täufer an der Gstadstrasse

Während der Reformationszeit war Zollikon Ausgangspunkt der Täuferbewegung. Am Abend des 21. Januar 1525 wurde in einem Zürcher Privathaus zum ersten Mal die Gläubigentaufe gespendet. Aus Angst vor Verfolgungen durch den Rat der Stadt Zürich, der in der Auseinandersetzungen mit den Täufern zuvor die Zwangstaufe von Säuglingen angeordnet hatte, flohen die Getauften nach Zollikon. Durch die Predigt Jörg Blaurocks entstand hier innerhalb weniger Tage eine grosse Erweckungsbewegung, die Menschen aller Schichten erfasste. Weitere Akteure waren Felix Manz, Konrad Grebel und Johannes Brötli. Viele begehrten die Taufe. Sie versammelten sich nach urchristlichem Muster «hin und her in den Häusern». Die Hausväter lasen die neutestamentlichen Abendmahlstexte und reichten den Anwesenden Brot und Wein. Diese Versammlungen können als die ersten evangelischen Abendmahlsfeiern im Zürcher Gebiet angesehen werden, da bis Ostern 1525 in den Kirchen Zürichs zwar evangelisch gepredigt, das Abendmahl aber noch nach römisch-katholischem Ritus gefeiert wurde. An der Gstadstrasse 25 erinnert eine Gedenktafel an eine der ersten Täuferversammlungen in Zollikon.
Nach der Säkularisation der Klöster in der Reformation fielen deren Vermögen und Grundbesitz an den Zürcher Rat, der Zehnt musste fortan der Stadt entrichtet werden. In Gemeindeangelegenheiten gewährte die Stadt den Untertanengebieten weitgehende Autonomie, nicht jedoch in wirtschaftlicher Hinsicht: Durch die Monopolstellung der städtischen Zünfte waren Handwerk und Gewerbe in Zollikon von untergeordneter Bedeutung. Die Weigerung der Stadt, den Bauern von den mittelalterlichen Verpflichtungen wie Abgabe des Zehnten zu befreien, führte zunehmend zu Spannungen, die erst mit dem Umsturz der alten Ordnung endeten.

### Die neue Ordnung

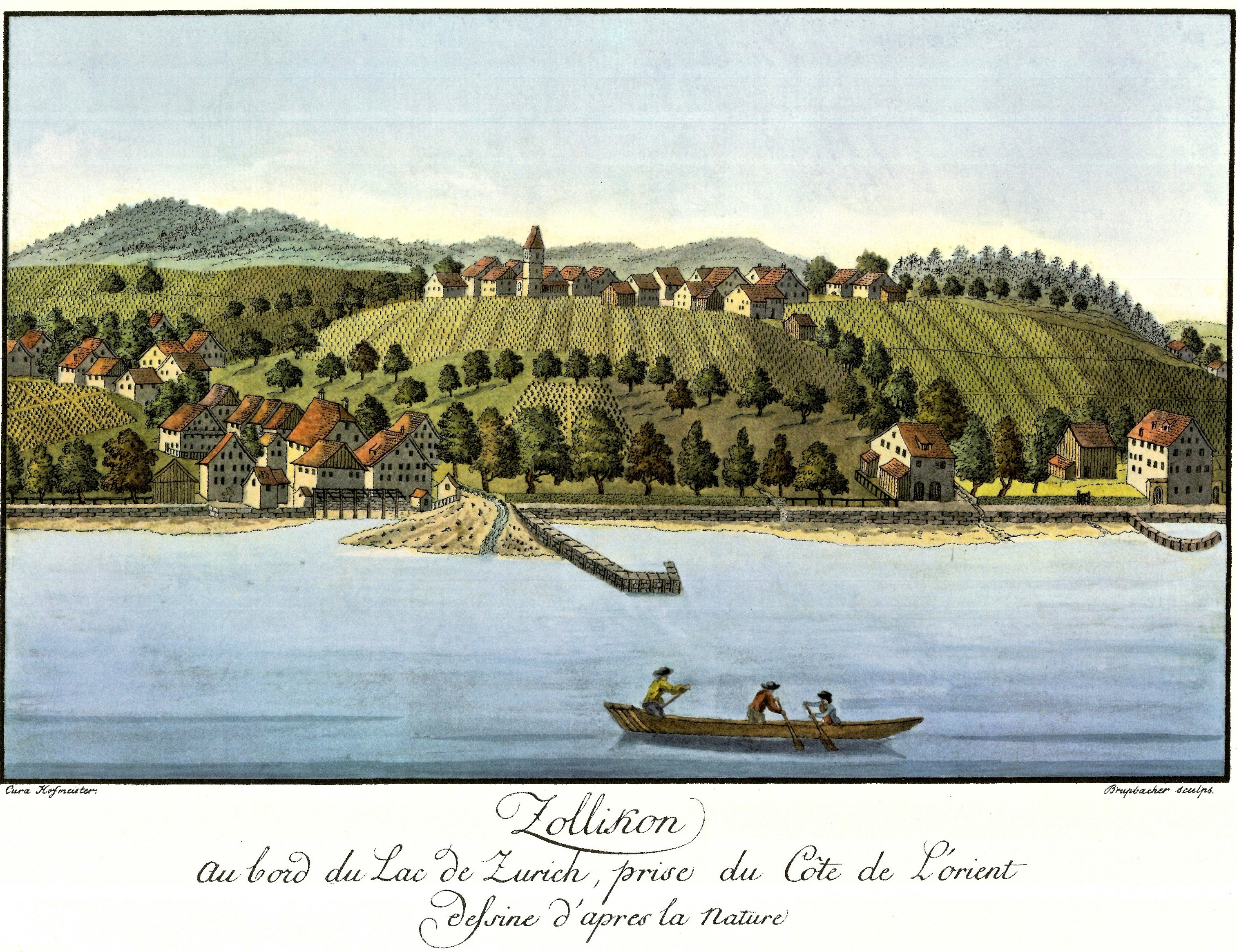
Zollikon auf einem Stich von Heinrich Brupbacher, 1794

Im Februar 1798 musste Zürich die Gleichheit von Stadt und Land erklären, die alte Zürcher Regierung trat zurück und übergab die Macht einer «Landeskommission», die Einheitsverfassung der Helvetik löste die alte Ordnung ab. An die Stelle des Untervogts trat ein Agent, der spätere Gemeindeammann. Verwaltungsbehörde der Gemeinde wurde ein Gemeinderat, die sogenannte Municipalität mit einem Präsidenten an der Spitze, die politischen Gemeinden entstanden. Der Zollikerberg war anfänglich Zumikon zugeteilt, entschied sich 1803 in einer Abstimmung mit 48 zu 8 Stimmen für die Zugehörigkeit zu Zollikon. Seit 1804 bilden Zollikon und Zollikerberg die politische Gemeinde Zollikon. Eine Eingemeindung zur Stadt Zürich wurde 1929 abgelehnt.

## Wappen
Blasonierung
Schräggeteilt von Blau und Silber, oben ein goldener Stern, unten ein roter Schrägbalken.
Das Zolliker Wappen gilt seit der kantonalen Wappenregelung vom Februar 1930. In seiner heutigen Form wurde es 1493 erstmals im Wappenbuch von Gerold Edlibach erwähnt. Edlibach war es auch, der den ursprünglich im Wappen stehenden roten Vogel durch einen roten Schrägbalken ersetzte. Eine frühere Form des Wappens zeigt einen schräg liegenden Schlüssel, der sich vermutlich auf Simon Petrus bezog, den Schutzheiligen der neuen reformierten Kirche.

## Bevölkerungsentwicklung
Seit 1900 hat sich die Wohnbevölkerung Zollikon mehr als versechsfacht: Damals zählte Zollikon knapp 2000 Einwohner, heute liegt die Zahl bei gut 13'000 Einwohnern. Bevölkerungsentwicklung:
| Jahr             | 1467  | 1640 | 1702 | 1799 | 1860 | 1900 | 1920 | 1930 | 1941 | 1950 | 1960   | 1970   | 1980   | 1988   | 2000   | 2010   | 2020   |
| Einwohner Dorf   | ~ 250 | 457  | 566  | 709  | 1093 | 1571 | 2554 | 3851 | 4695 | 5216 | 6665   | 7088   | 7194   | 6908   |        |        |        |
| Einwohner Berg   | ~ 30  | 53   | 67   | 181  | 360  | 312  | 450  | 625  | 1194 | 1674 | 3366   | 5276   | 5275   | 4829   |        |        |        |
| Einwohner gesamt | ~ 280 | 510  | 633  | 890  | 1433 | 1883 | 3004 | 4476 | 5889 | 6890 | 10’031 | 12’364 | 12’469 | 11’737 | 11'491 | 12’033 | 13'295 |

Der Ausländeranteil betrug 2020 26,7 %. Die Bevölkerung ist mehrheitlich reformiert. In Zollikon waren im Jahr 2020 22,5 % der Bevölkerung über 65 Jahre alt; 20 % der Bevölkerung sind Kinder und Jugendliche (0–19 Jahre).

## Siedlungsentwicklung

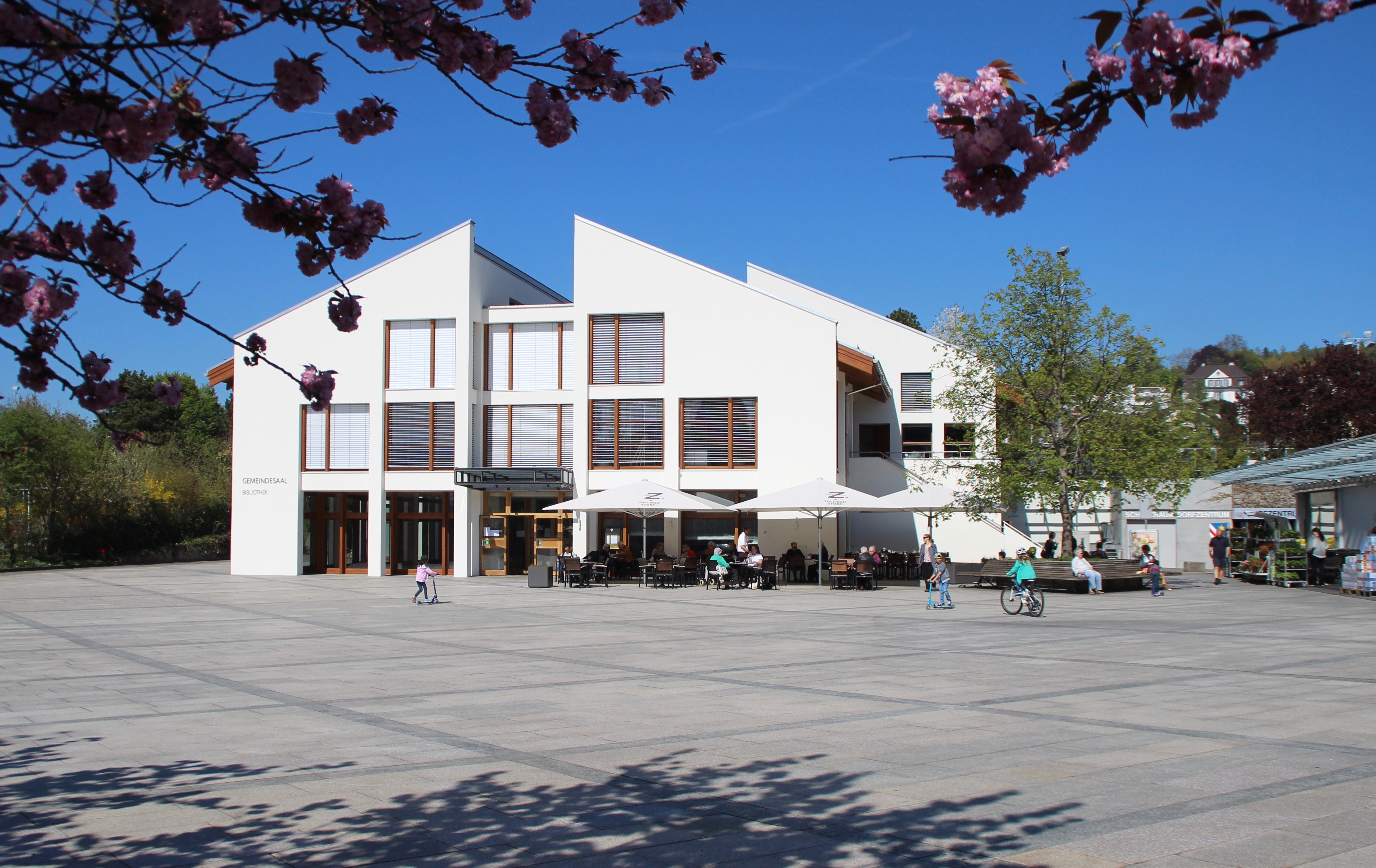
Gemeindesaal im April 2016

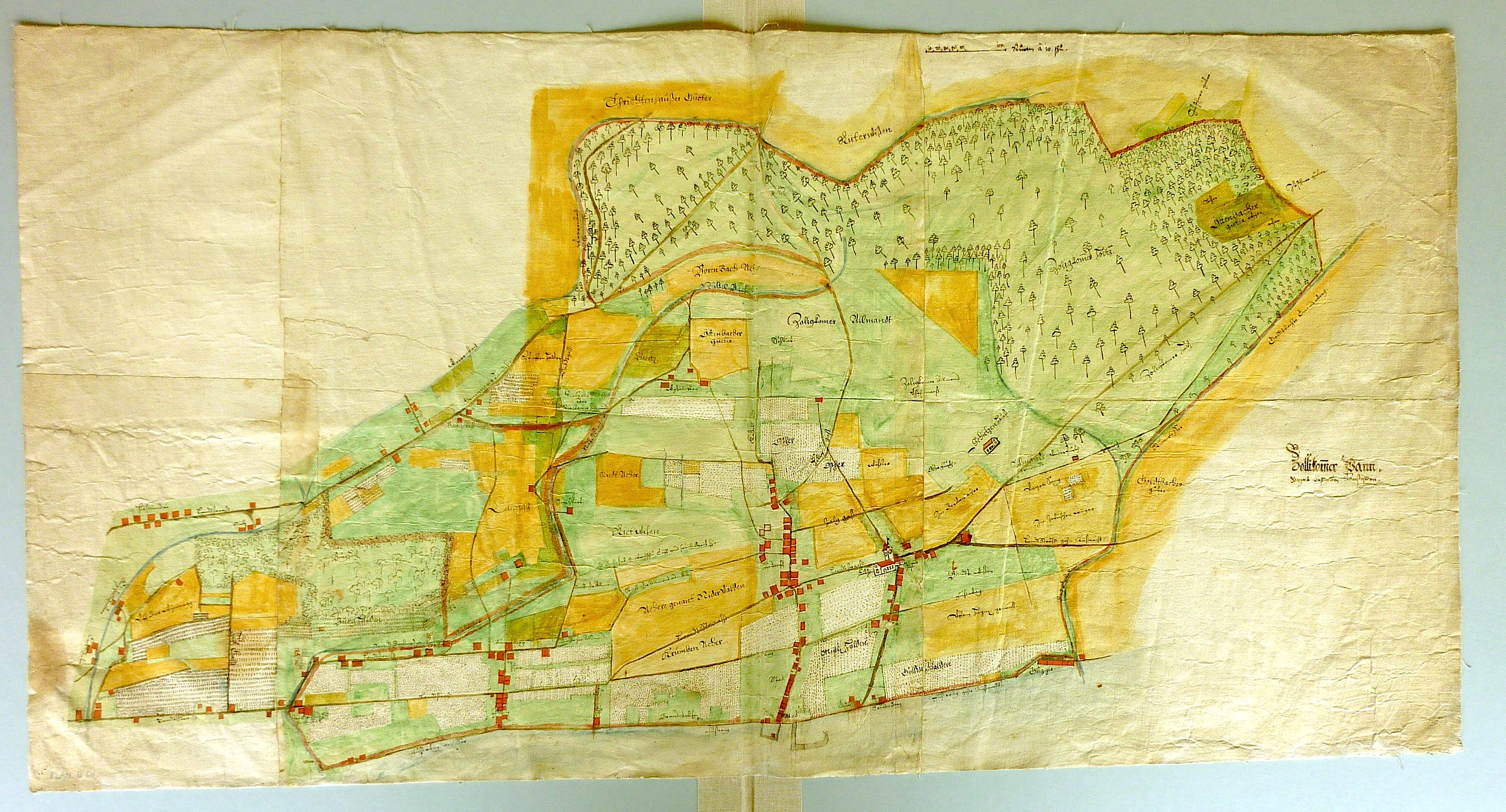
Ausschnitt aus dem Zollikommer Bann von 1720. Gut erkennbar sind die vier ursprünglichen Wachten Zollikons

Die ersten erwähnten Siedlungen im Dorf sind das Chleidorf und das Ober- und Hinterdorf. Mit dem Bau einer ersten Kapelle entstand vermutlich im 9. Jahrhundert beim Chirchhof ein dritter Siedlungskern. Die jüngste der vier alten Wachten, das Gstad, wuchs vom See allmählich den Hügel hinauf. Die alten Siedlungskerne sind auch heute noch weitgehend intakt. Zu den ältesten Häusern gehört das Haus Im Felsengrund aus dem Jahr 1528 im Oberdorf, das heute als Ortsmuseum genutzt wird. Daneben gab es am See drei einzelne Häuser: Tolen, der Gugger und der Trubenberg. Der «Trubenberg» wurde 1599 als seeseitiger Anbau an das 1466 erwähnte Bauerngut «In der Hell» (= Hölle, was «tief gelegene Örtlichkeit» bedeutet). Das Haus diente drei Zürcher Bürgermeistern aus der Familie Escher als Wohnort. Eines der ältesten Häuser ist das Haus Hinter Zünen 8 im Hinterdorf. Es stammt im Kern aus dem ausgehenden Mittelalter.
Die rechtliche Gleichstellung der Land- mit der Stadtbevölkerung und die damit verbundene Aufhebung der mittelalterlichen Lehensverhältnisse führten zu Beginn des 19. Jahrhunderts zu einem wirtschaftlichen Aufschwung. Grund und Boden wurden zu frei verfügbarem Eigentum, womit die Voraussetzung zur Erschliessung von Bauland gegeben war. Den grössten Einfluss auf den Bevölkerungszuwachs hatte jedoch die Einführung der Niederlassungsfreiheit.
Mit der ersten Stadterweiterung wurde Zollikon 1893 zu einem direkten Nachbarn der Stadt. Durch die verkehrsmässige Erschliessung wie die Eröffnung der Rechtsufrigen Zürichseebahn und den grosszügigen Bau von Strassen wurde Zollikon zum bevorzugten Wohnort von vermögenden Städtern. 1836 standen in Zollikon 122 Häuser mit 260 Wohnungen, 1966 waren es schon 1667 Häuser mit 4029 Wohnungen. So wurde aus dem ruhigen Weinbauerndorf innerhalb weniger Jahrzehnte eine stadtorientierte Agglomerationsgemeinde.
Im oberen Dorfteil Zollikerberg steht das Spital Zollikerberg. Als grosses privates Akutspital mit öffentlichem Leistungsauftrag trägt es wesentlich zur medizinischen Versorgung des Kantons bei.

## Politik

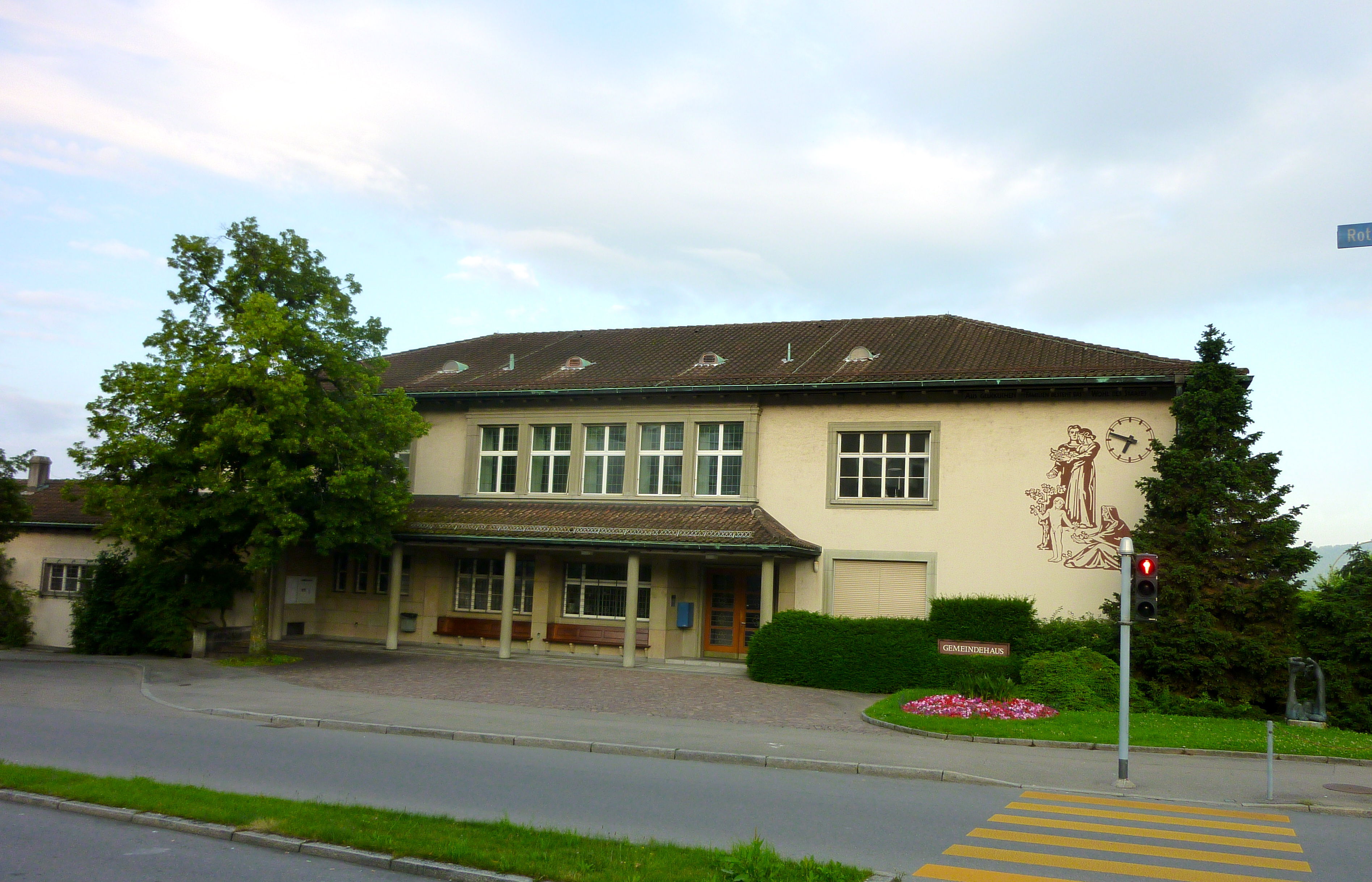
Gemeindehaus

Gemeindepräsident ist Sascha Ullmann (glp). Weitere Gemeinderatsmitglieder für die Amtszeit 2022 bis 2026 sind Patrick Dümmler (FDP), Sandra Fischer (Forum 5W), Claudia Irniger (FDP), André Müller (FDP), Dorian Selz (glp) und Sylvie Sieger (FDP).
Bei den Nationalratswahlen 2023 betrugen die Wähleranteile in Zollikon: FDP 29,66 % (−1,75), SVP 24,51 % (+2,37), SP 14,71 % (+2,79), glp 13,97 % (−2,48), Mitte 6,92 % (+2,23), Grüne 6,20 % (−3,41), EVP 1,40 % (−0,51), EDU 0,56 (+0,09).

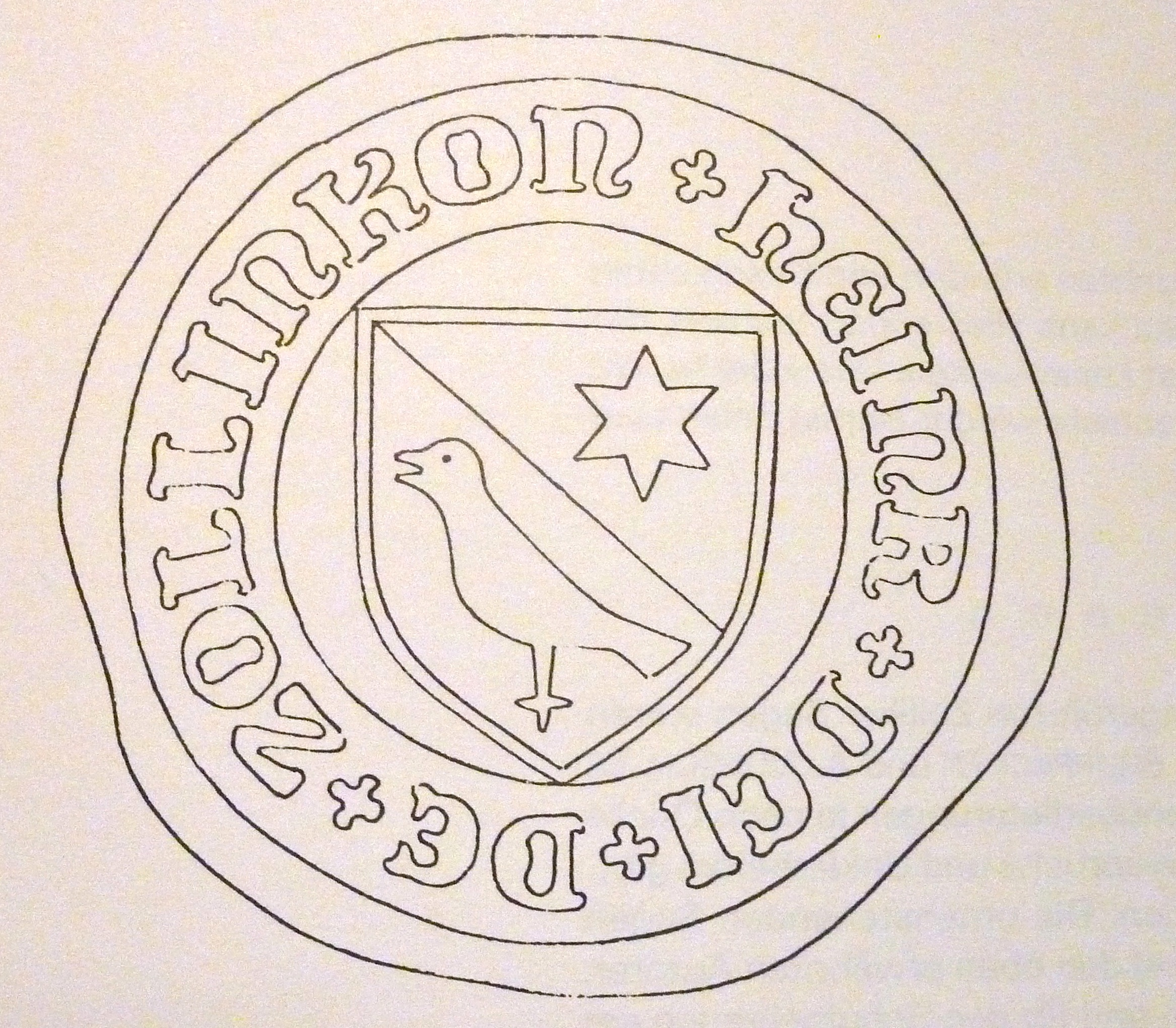
Wappen im Siegel Heinrichs von Zollikon, 1349
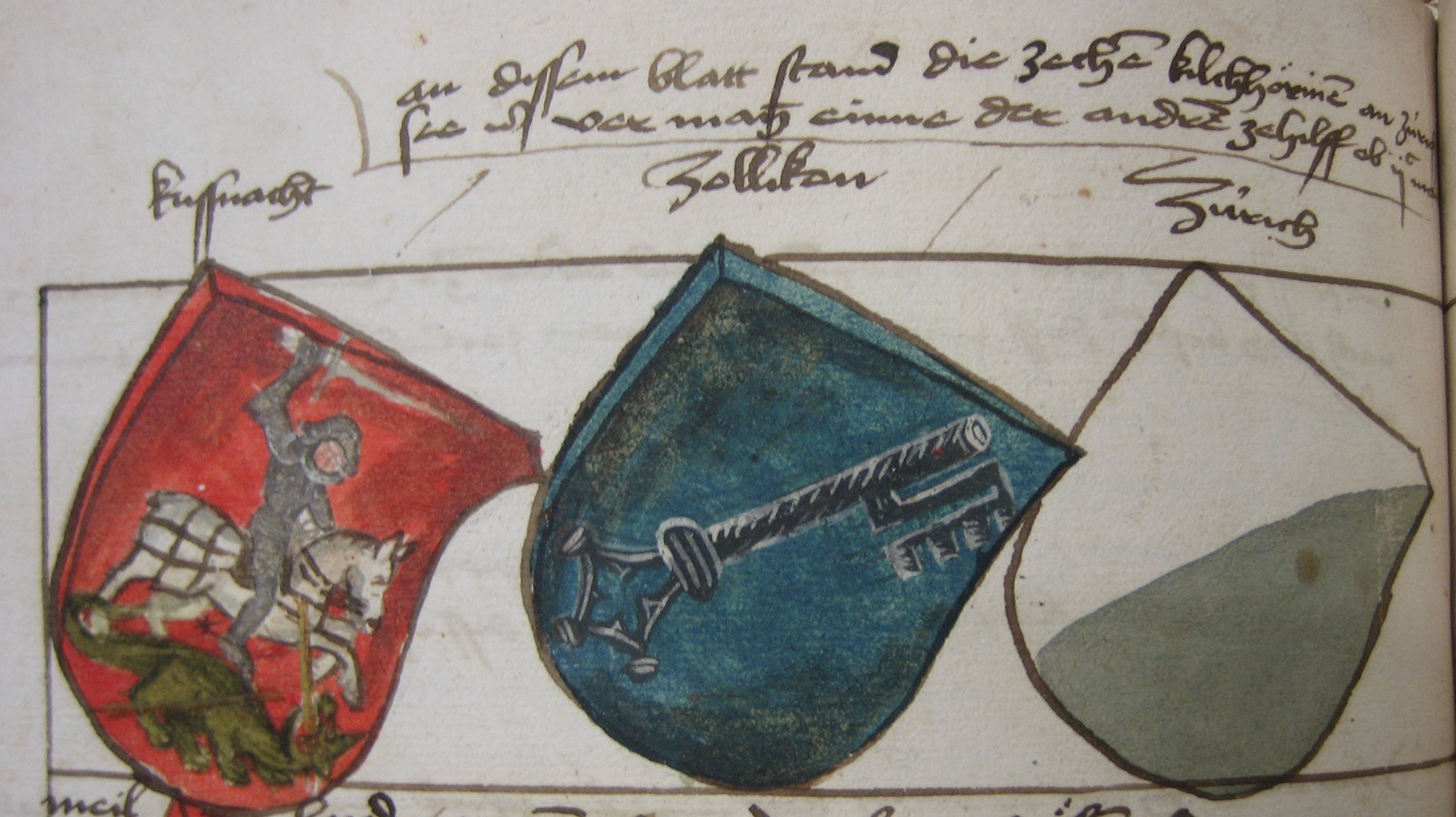
Schlüsselwappen in Gerold Edlibachs Zürcher Chronik
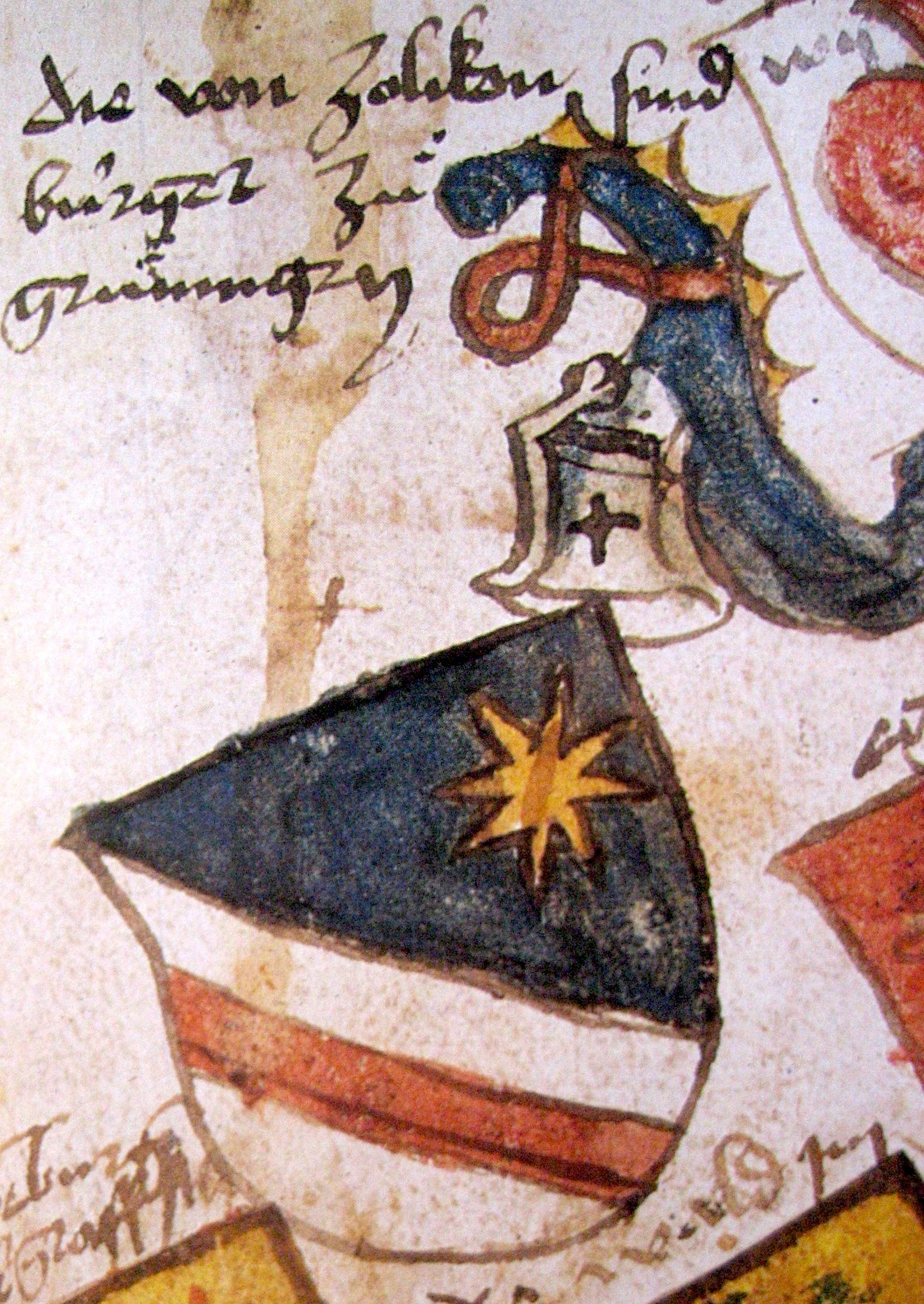
Das Zolliker Wappen in der Chronik Edlibachs
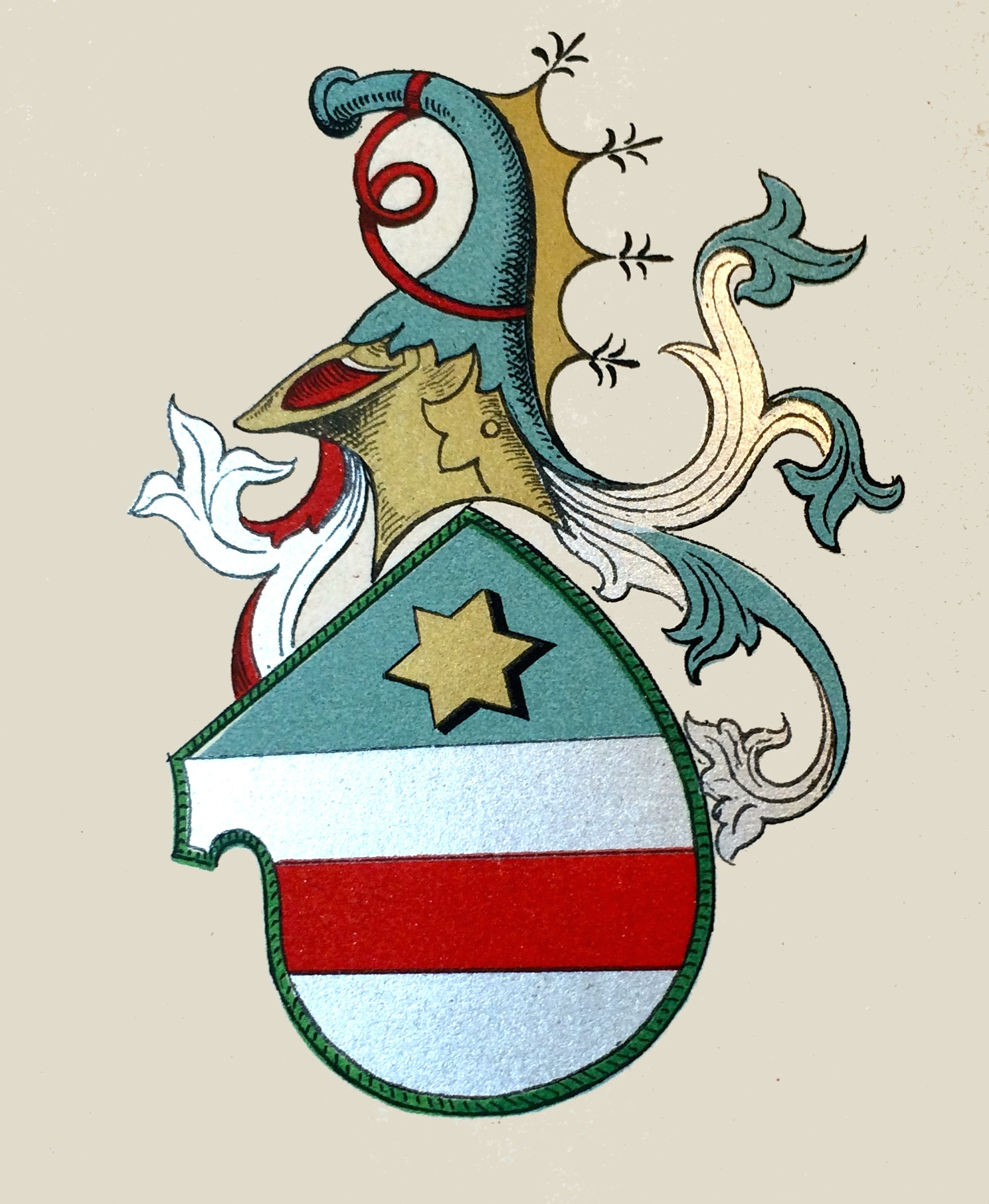
Wappen der «Edlen von Zollikon»
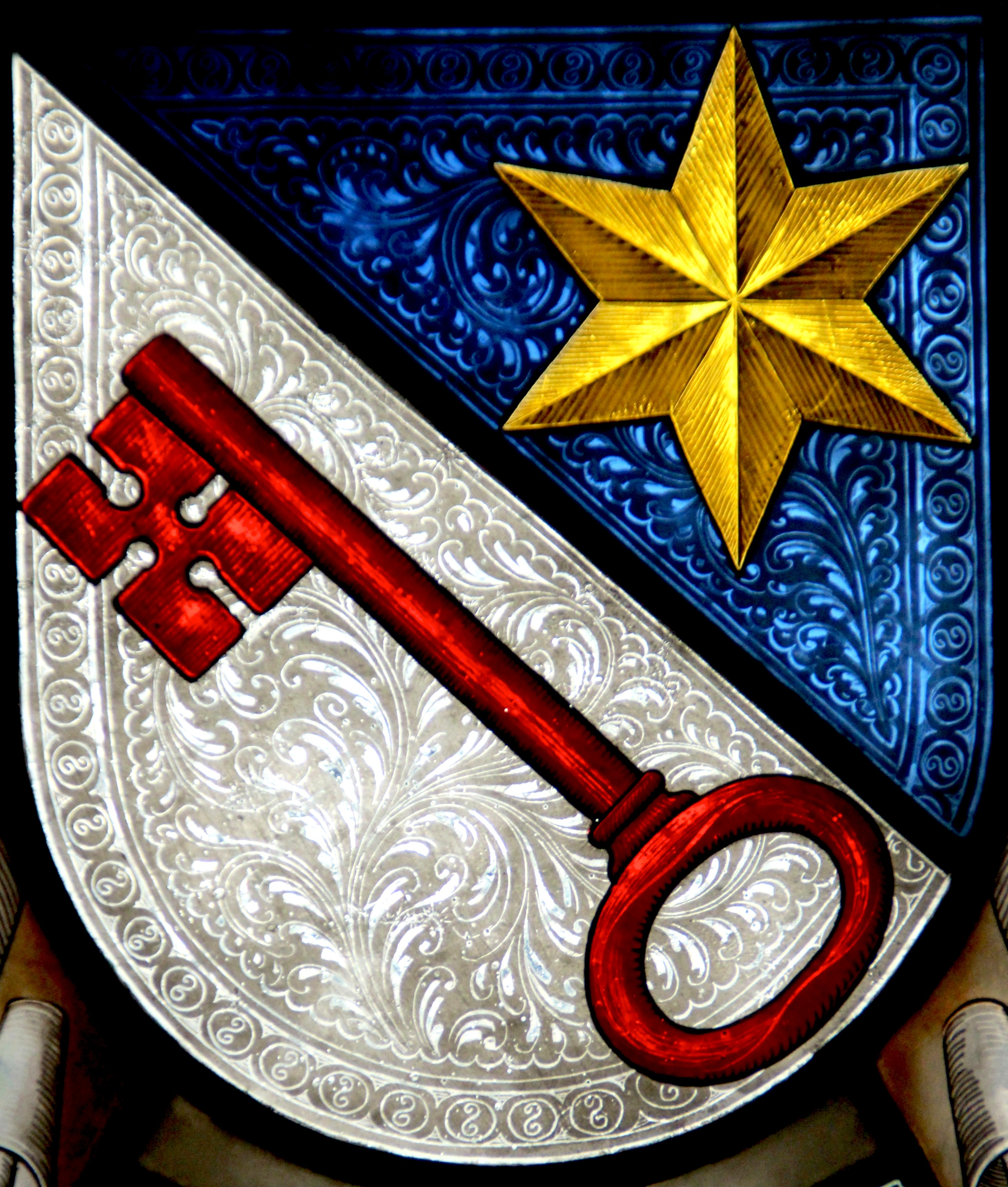
Wappenscheibe in der reformierten Kirche

## Kultur
Seit 1987 verleiht die Gemeinde den «Kunstpreis Zollikon» sowie einen Förderpreis an Schweizer Künstler mit Wohnsitz im Kanton Zürich. Beide Preise werden von der Dr. K. & H. Hintermeister-Gyger Stiftung abwechselnd an Maler, Musiker, Schriftsteller und Komponisten vergeben.

## Vereine
1961 wurde in Zollikon das Vereinskartell gegründet. Das Vereinskartell vertritt im Sinn einer Dachorganisation die Interessen vieler Dorfvereine. Beitreten können Vereine, die ihren Sitz in der Gemeinde Zollikon haben. Das Vereinskartell führt Anlässe wie den Dreikönigsapéro durch und koordiniert unter anderem die Altpapiersammlung. Dem Vereinskartell gehören rund fünfzig Vereine an.

## Wirtschaft

### Rebbau

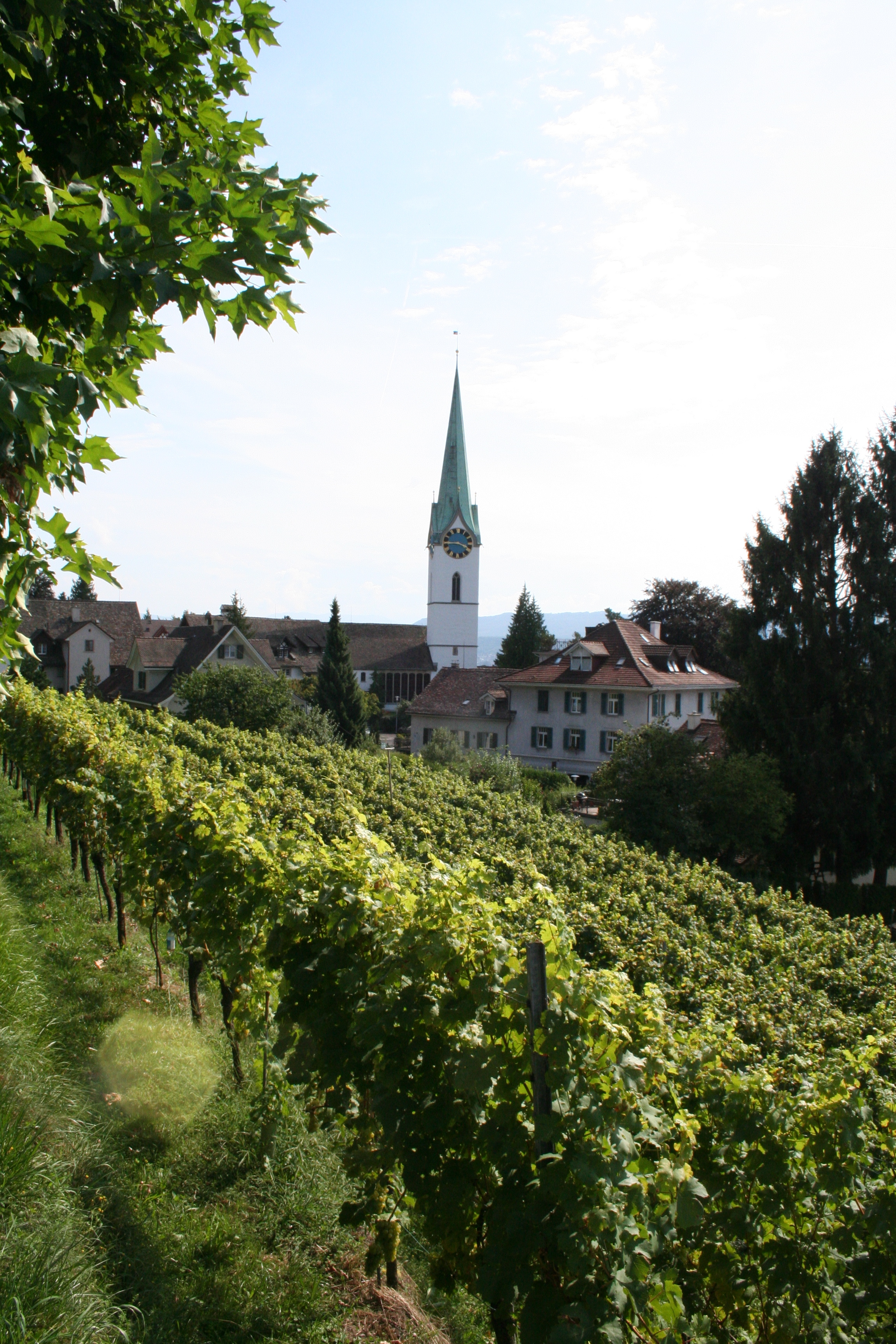
Einer der beiden übrig gebliebenen Rebberge Zollikons

Die Bauern im Dorf beschäftigten sich in erster Linie mit dem Anbau von Reben. Er war ihre Haupteinnahmequelle und begründete ihren Wohlstand. Der Weinbau war von den Römern in unsere Gegend eingeführt worden, wurde durch hervorragende klimatische und topographische Bedingungen begünstigt und am rechten Zürichseeufer seit dem frühen Mittelalter intensiv betrieben. 1626 umfasst das Rebgebiet in Zollikon circa 60 Hektaren, von denen etwa 48 im Besitz von 50 Zolliker Bauern waren. Die übrigen gehörten Stadtbürgern oder waren in Kirchenbesitz. 1808 waren es noch 42 ha, in die sich 107 Bauern teilten. 1885 gab es noch 58 ha Rebgelände. 40 Trotten waren in Zollikon einst in Betrieb. Die letzte stand im Gugger und war bis 1912 in Betrieb.
Krankheiten, vermehrte Weinimporte und vor allem enorm steigende Nachfrage nach Bauland führten dazu, dass im Verlauf des 20. Jahrhunderts fast alle Rebberge überbaut wurden. Heute gibt es in Zollikon auf 28 Aren noch zwei grössere Rebberge, aus denen seit 1961 aus Riesling-Sylvaner Trauben der lokale Weisswein «Lunggesüüder» gewonnen wird. Der Wein kann nicht erworben werden; er wird von der Gemeinde zu besonderen Gelegenheiten ausgeschenkt.

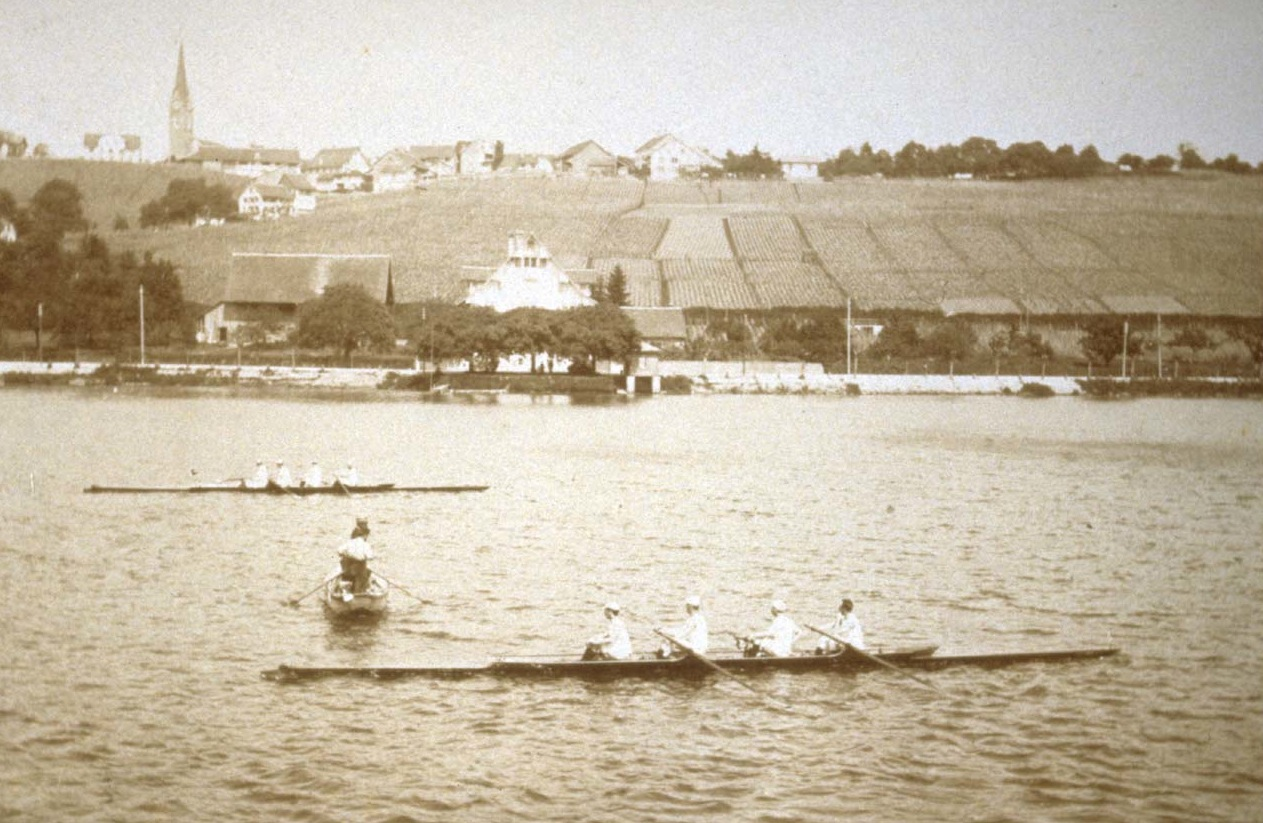
Um 1900
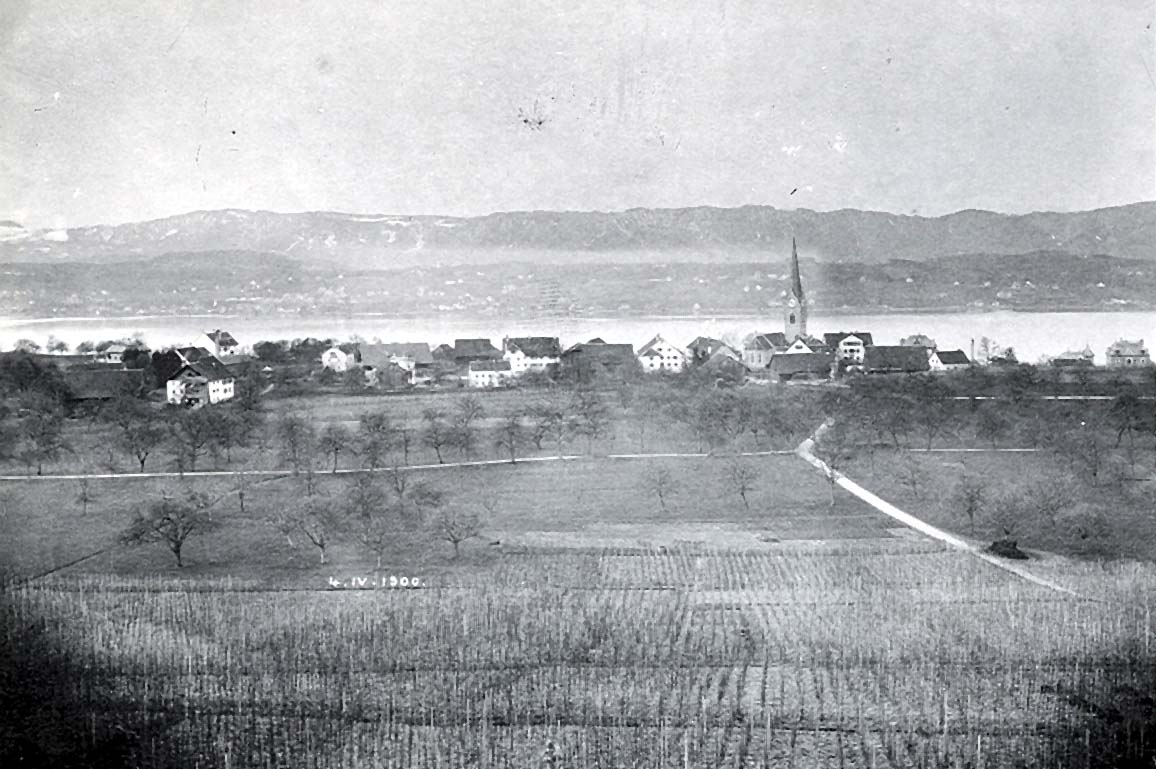
Blick von der Oescherstrasse nach Westen
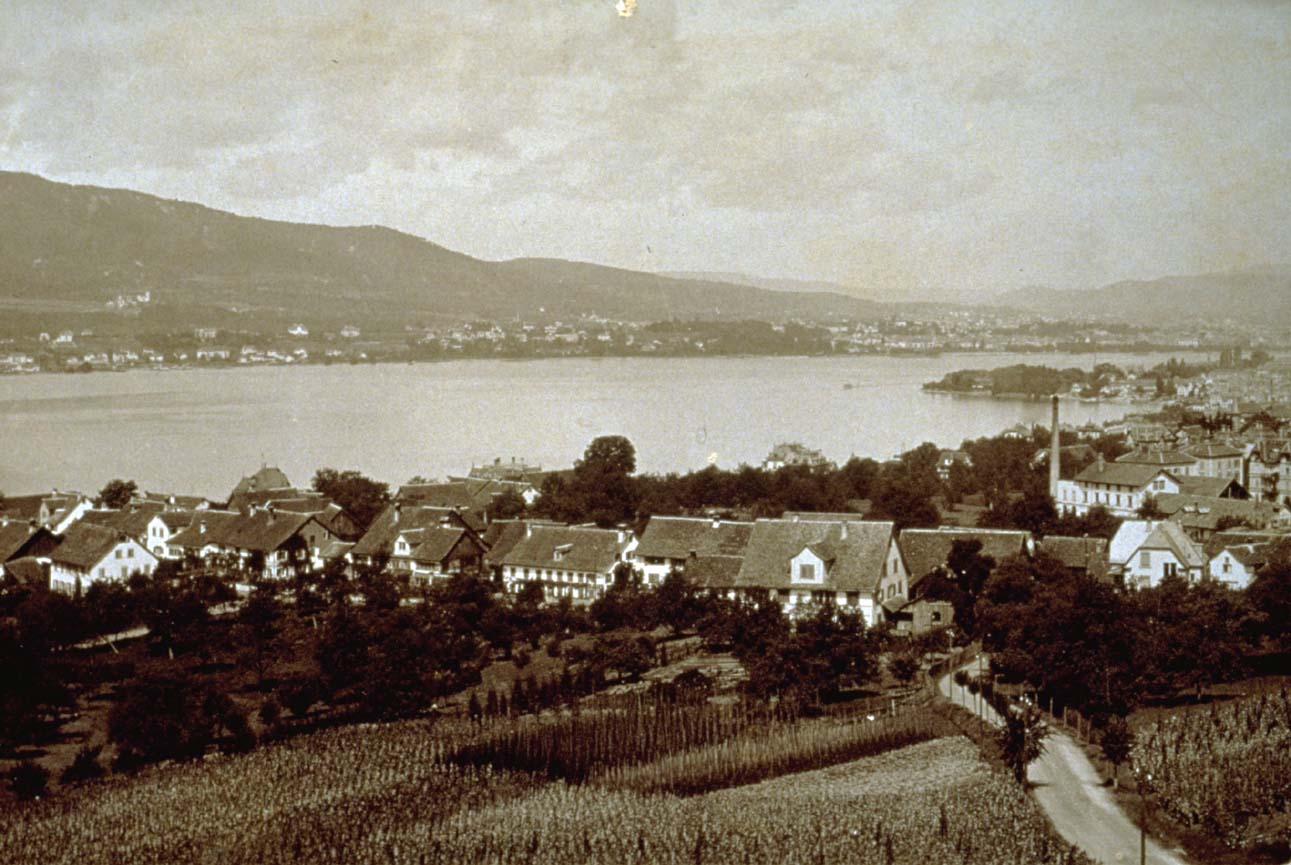
Blick von der Bergstrasse zum Oberdorf
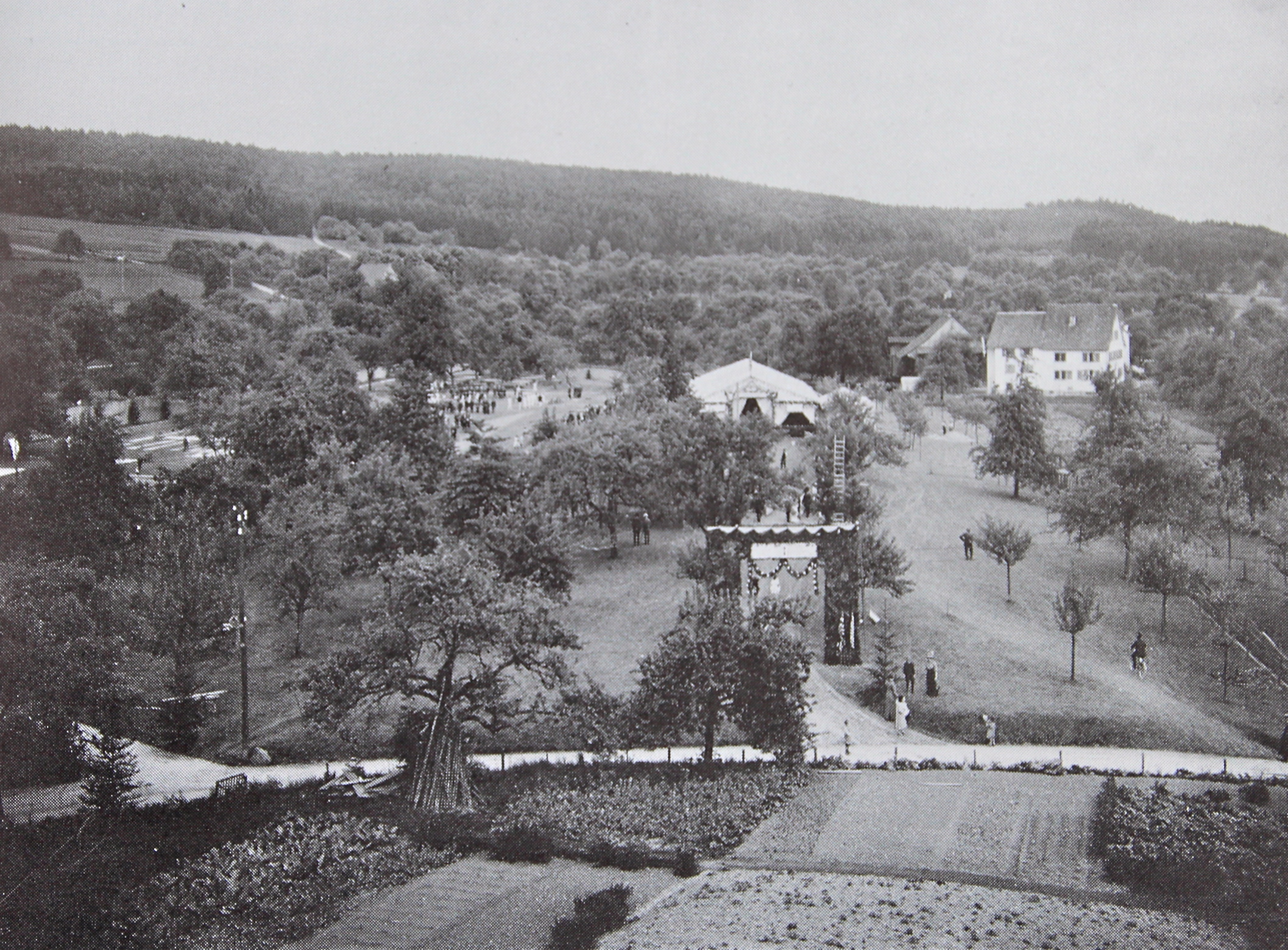
Blick vom alten Sekundarschulhaus nach Nordosten
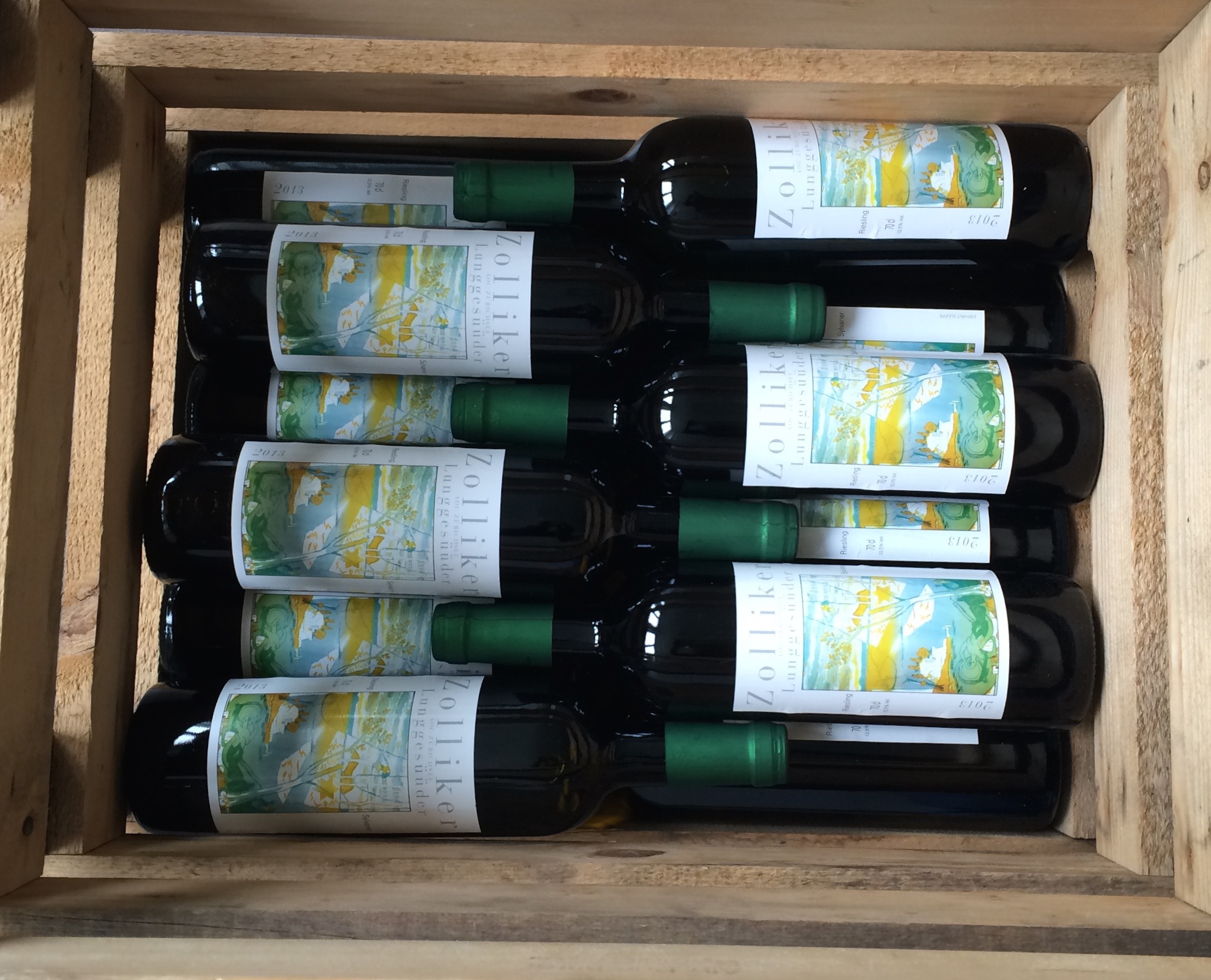
Zolliker-Wein Lunggesüder

### Obstbau
Da im 17. Jahrhundert der Bedarf an Tafel- und Mostobst stieg, gewann der Obstbau an Bedeutung. In der Gegend des heutigen Friedhofs wurde die Obst-Allmend angelegt, in der jeder Gründer eines eigenen Hausstandes und jeder neue Bürger einen Baum zu pflanzen hatte. In der Mitte des 19. Jahrhunderts wurden die Wiesen zugunsten des Ackerbaus zurückgedrängt; gleichzeitig legte jeder Hofbesitzer einen eigenen Obstgarten an. Der Ertrag wurde jeweils am Chilbimontag zu Gunsten der Gemeinde versteigert. Die letzte Obstgant fand 1925 statt. Noch Ende des 19. Jahrhunderts gab es 65 verschiedene Apfel- und etwa ebenso viele Birnensorten. Auch Nüsse wurden angebaut, deren Öl sehr gefragt war. Heute sind die ehemaligen Obstgärten fast vollständig überbaut.

### Viehzucht und Ackerbau
Daneben wurde zur Selbstversorgung Getreide und seit 1760 auch Kartoffeln angebaut. Bis ungefähr in die Mitte des 18. Jahrhunderts in Dreifelderwirtschaft angebaut, dann wurden die Brachen aufgelöst und ebenfalls angepflanzt. Auch Viehzucht wurde betrieben, vor allem im Zollikerberg, wo auch der Ackerbau eine grössere Bedeutung hatte als im Dorf. Überschüssige Milch wurde nach Zürich verkauft.

### Heimarbeit
Heimarbeit wurde vor allem von Frauen und Töchtern aus ärmeren Familien betrieben und war schon im 17. Jahrhundert verbreitet. Gesponnen wurden Flachs und Hanf. Durch die Industrialisierung fiel die Hausindustrie in sich zusammen, dafür entwickelte sich ab 1830 die Seidenweberei. 1870 standen im Dorf 149 Seidenwebstühle, im Berg 89, also zwei in jedem Haushalt. Im Winter betätigten sich vermehrt auch Männer an der Weberei, sie verarbeiteten schwere Stoffe wie Brokat und Samt. Durch das vermehrte Aufkommen mechanischer Webstühle kam auch die häusliche Seidenweberei zum Erliegen und die wenigen Seidenfabrikanten verschwanden.

## Verkehr

### Strassen

Zollikon, historisches Luftbild von 1919, aufgenommen aus 200 Metern Höhe von Walter Mittelholzer

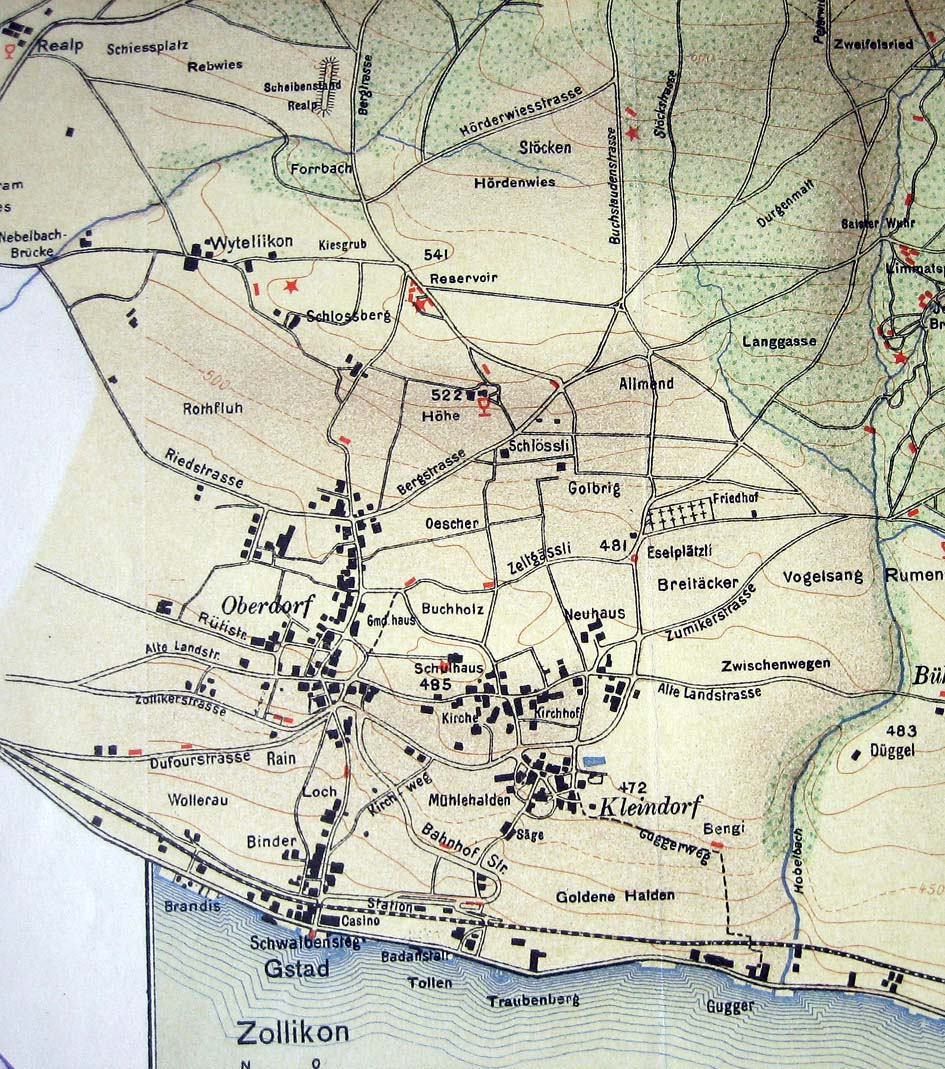
Wegkarte Zollikon, 1900

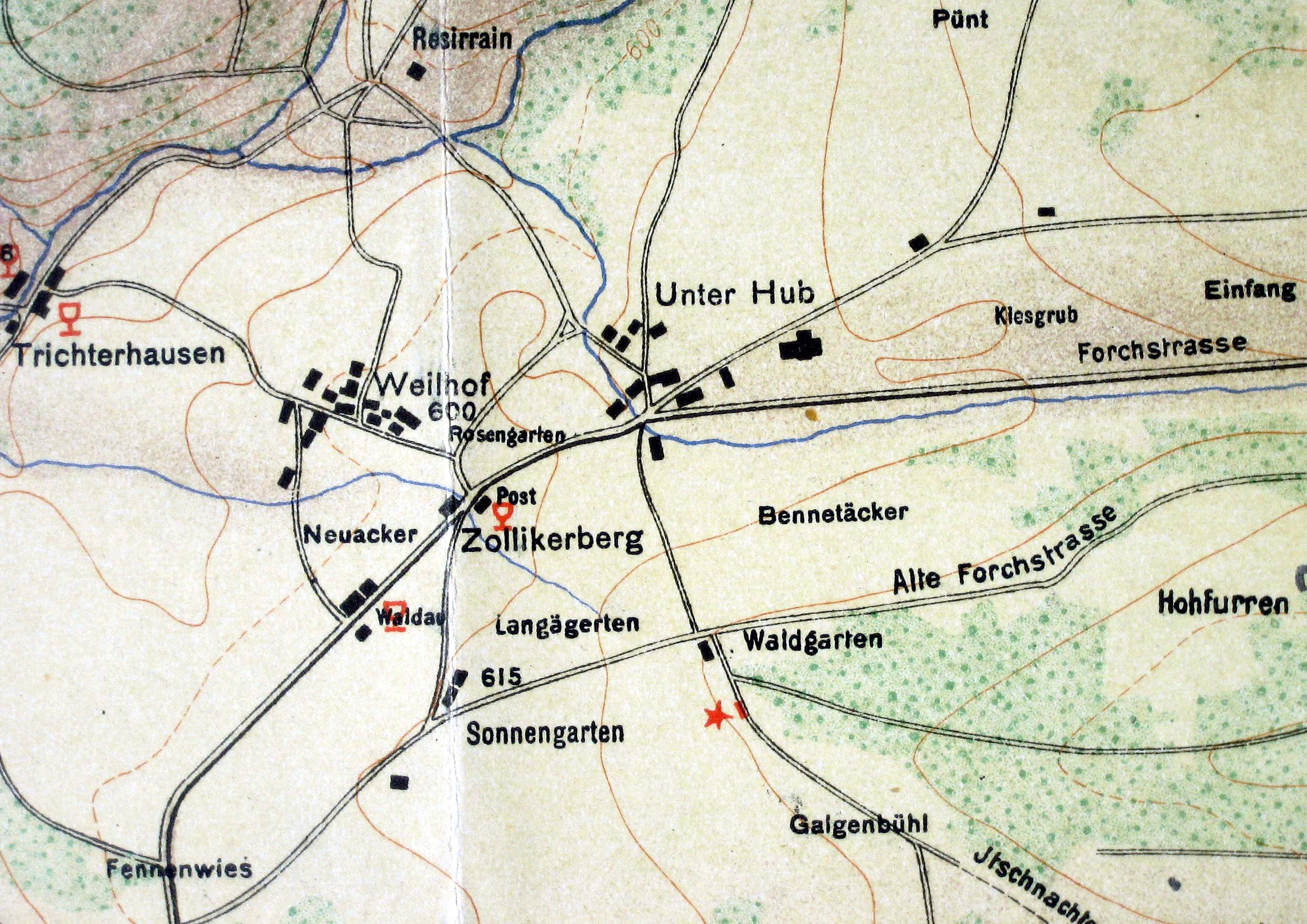
Wegkarte Zollikerberg, 1900

Bis zur Mitte des 19. Jahrhunderts war die Alte Landstrasse (auch «Heerweg») die einzige Längsverbindung in Zollikon. Sie wurde wohl schon zur Zeit der Römer auf halber Höhe angelegt. Über den Zollikerberg führte die alte Forchstrasse (auch «Grüninger Strasse»), die damals auf einer anderen Linienführung am Restaurant Sonnengarten vorbei über die Unterheb zum Chaltenstein und weiter zur Forch. Der Verbindung innerhalb der Gemeinde dienten schmale Pfade und Karrenwege.
1833 trat ein «Gesetz betreffend das Strassenwesen» in Kraft, das Enteignungen ermöglichte und dem Kanton ein wirksames Mittel in die Hand gab, den Strassenbau voranzutreiben. 1838 wurde mit dem Bau der Seestrasse begonnen, der bisherige Uferweg wurde mit Aufschüttungen und Stützmauern verbreitert. 1839 konnte der Abschnitt auf Zolliker Boden befahren werden; die ganze Strecke nach Rapperswil war 1844 fertiggestellt. In der Mitte des 20. Jahrhunderts wurde sie asphaltiert und erneut verbreitert. Die neue Forchstrasse wurde 1843 mit einer gänzlich neuen Linienführung gebaut.
Die starke Bautätigkeit gegen Ende des 19. Jahrhunderts verlangte einen Ausbau der Strassen; vor allem in der Querverbindung waren kaum Strassen vorhanden. An der Gemeindeversammlung vom 30. August 1885 wurde der Bau der Zolliker Strasse beschlossen, durch die zugleich Bauland erschlossen werden sollte. In einem Bebauungsplan wurde 1894 ein Konzept für den Strassenbau verabschiedet, nachdem ein Jahr zuvor ein erstes Projekt, das ein dichtes Strassennetz vorgesehen hatte, vom Regierungsrat abgelehnt worden war. 1897 entstand die Dufourstrasse, 1898 die Bahnhofstrasse, 1906 die Höhestrasse und 1908 die Guggerstrasse. In einer zweiten Etappe entstanden zwischen 1925 und 1935 die Goldhalden-, Berg-, Schlossberg- und Rotfluhstrasse sowie weitere Quartierstrassen.
1961 genehmigte der Regierungsrat die Linienführung einer rechtsufrigen Höhestrasse, die die anderen Strassen entlasten sollte. Zollikon sollte aufgrund eines Beschlusses der Gemeindeversammlung in einem Tunnel umfahren werden. Das Projekt wurde jedoch nie ausgeführt. Heute gilt im ganzen Gemeindegebiet auf sämtlichen Quartierstrassen Tempo 30.

### Öffentlicher Verkehr
Am 21. Mai 1929 wurde im Dorf der Betrieb eines Autobusbetriebs aufgenommen. Die Busse dienen der Verbindung mit den Nachbargemeinden. Die Tramlinie 11 und Buslinien der Verkehrsbetriebe Zürich bedienen die stadtnahen Quartiere.
Am 14. März 1894 wurde die Rechtsufrige Zürichseebahn eröffnet; im Mai 1926 wurde sie elektrifiziert. Heute halten in Zollikon die Linien S6 und S16 der S-Bahn Zürich und die SN7 vom ZVV Nachtnetz.
Der Schifffahrt kam in Zollikon seit alters her eine grosse Bedeutung zu. Bis gegen Ende des 19. Jahrhunderts wickelte sich der grösste Teil des Waren- und Personentransportes über den See ab, so etwa Warentransporte in die Stadt oder ins Bündnerland und Gotthard oder Pilgerfahrten nach Einsiedeln. Zollikon besass ein Gemeinde- oder Marktschiff, das von einem angestellten Schiffer betrieben wurde und vor allem an Markttagen Waren und Personen nach Zürich transportierte. Mit dem Aufkommen des Strassen- und Schienenverkehrs verlor der Wasserweg an Bedeutung. Heute verkehren täglich mehrere Kursschiffe der ZSG ab Zollikon.

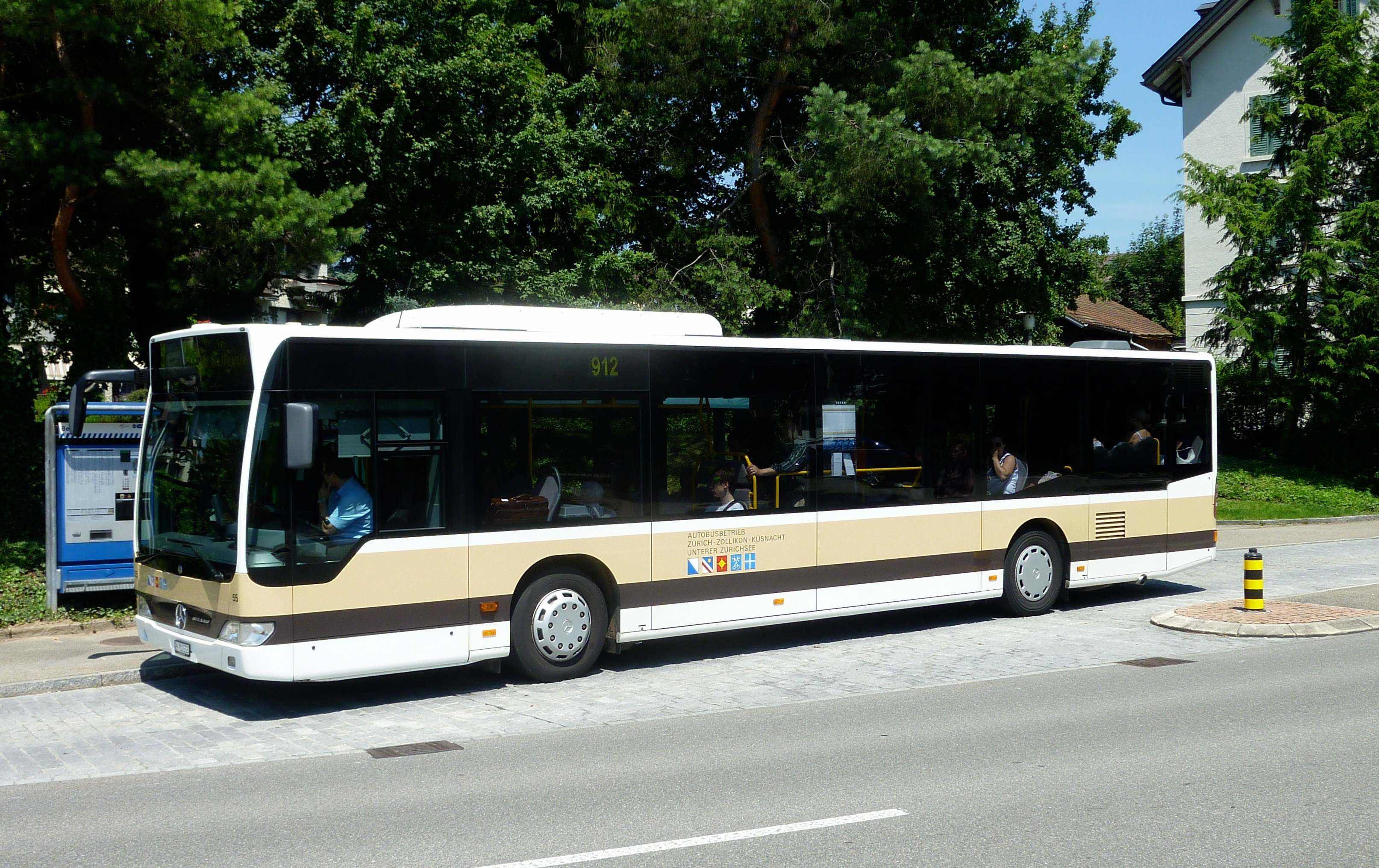
Bus Zürich-Zollikon-Küsnacht (2010)
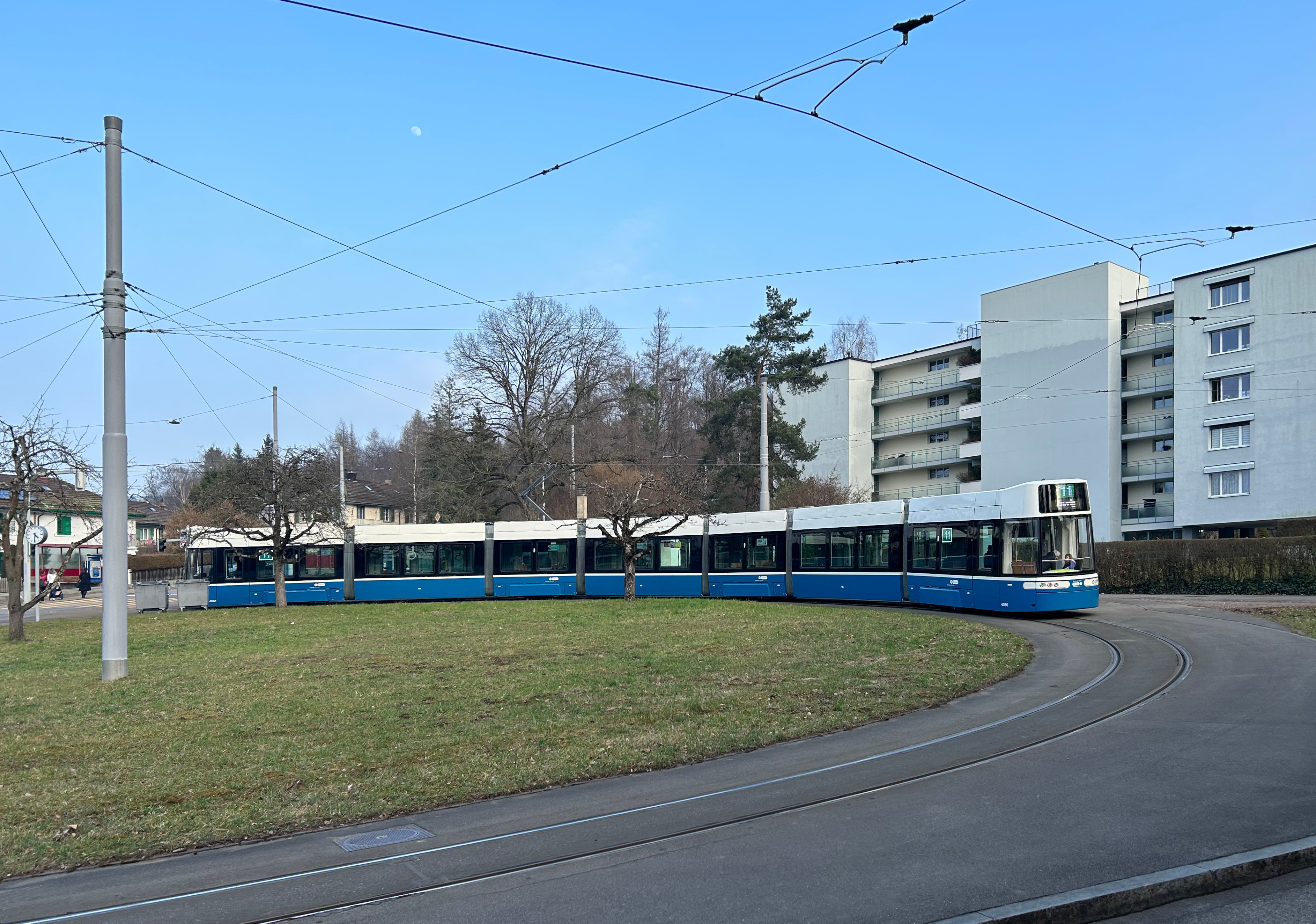
Rehalp
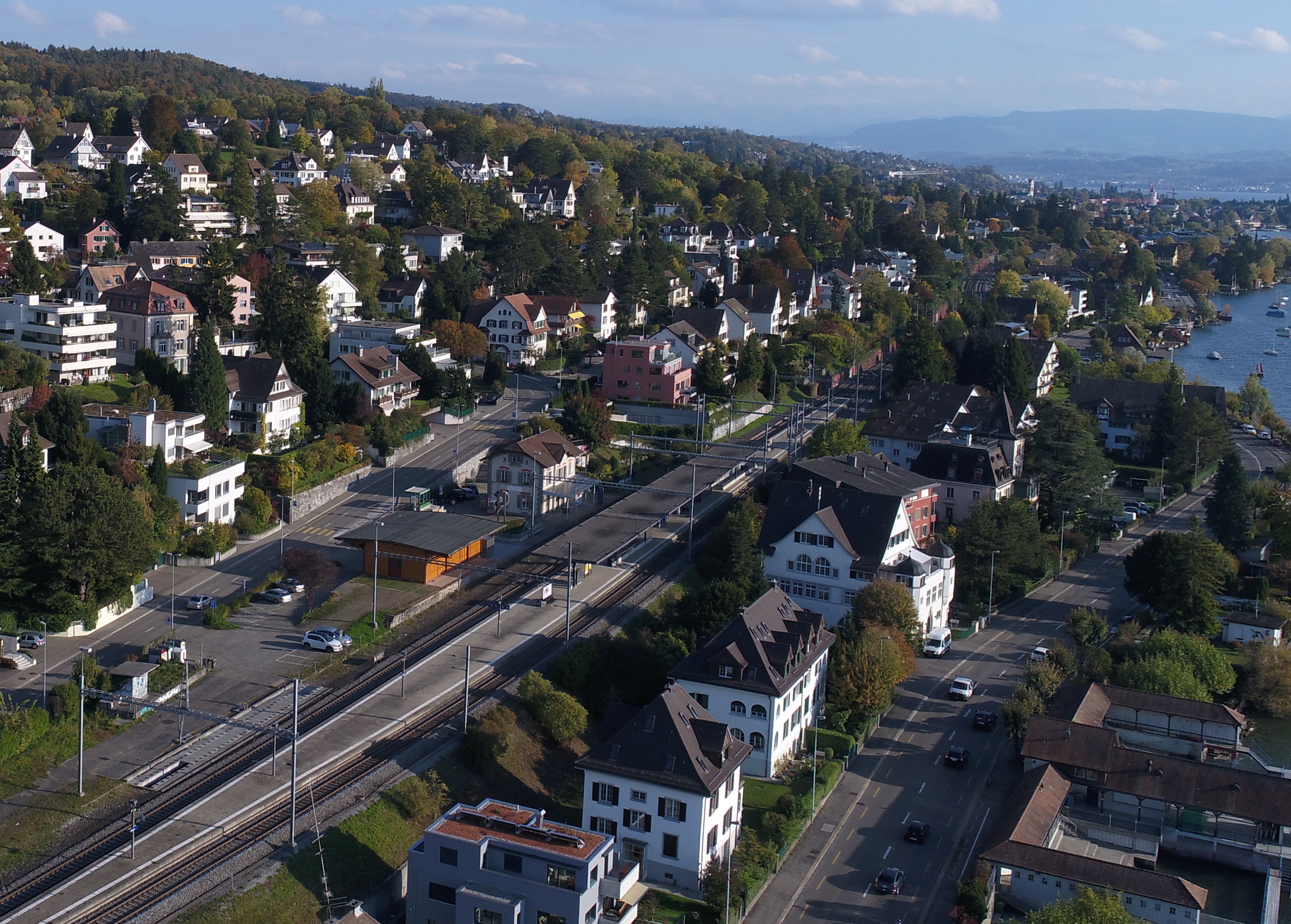
Bahnhof Zollikon, Luftbild (2017)
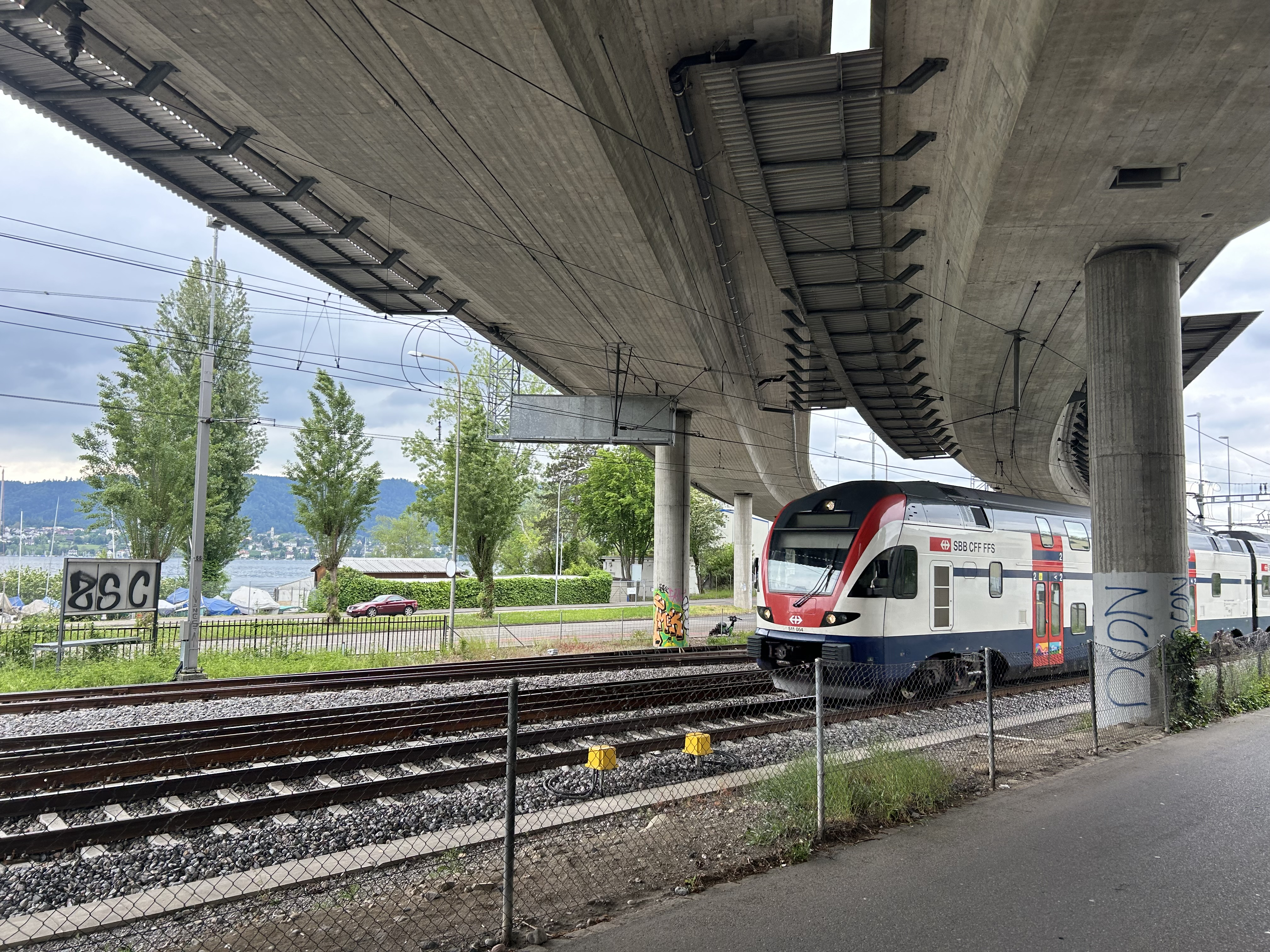
Stadtgrenze, Unterführung Tiefenbrunnen
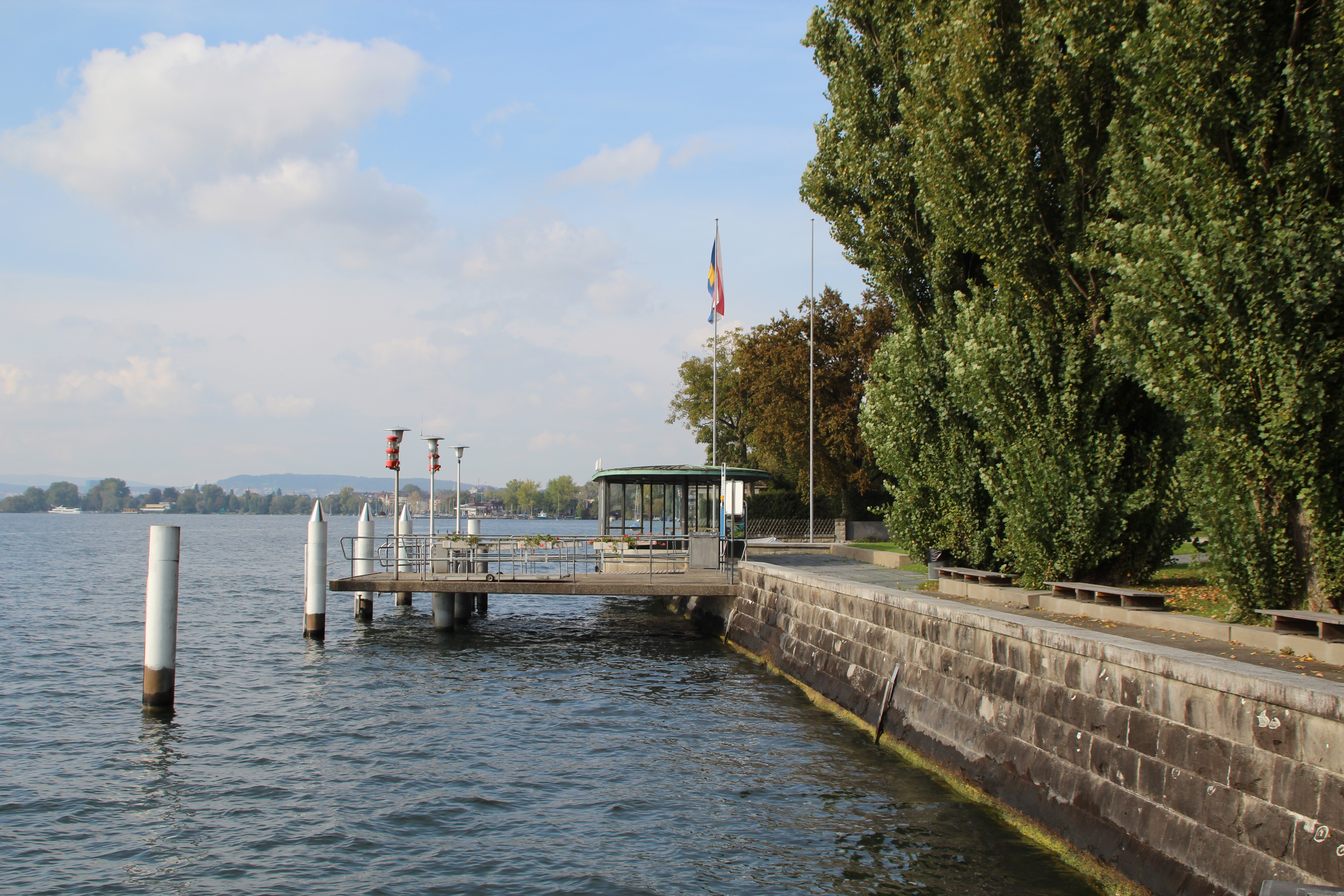
Schifflände (2014)
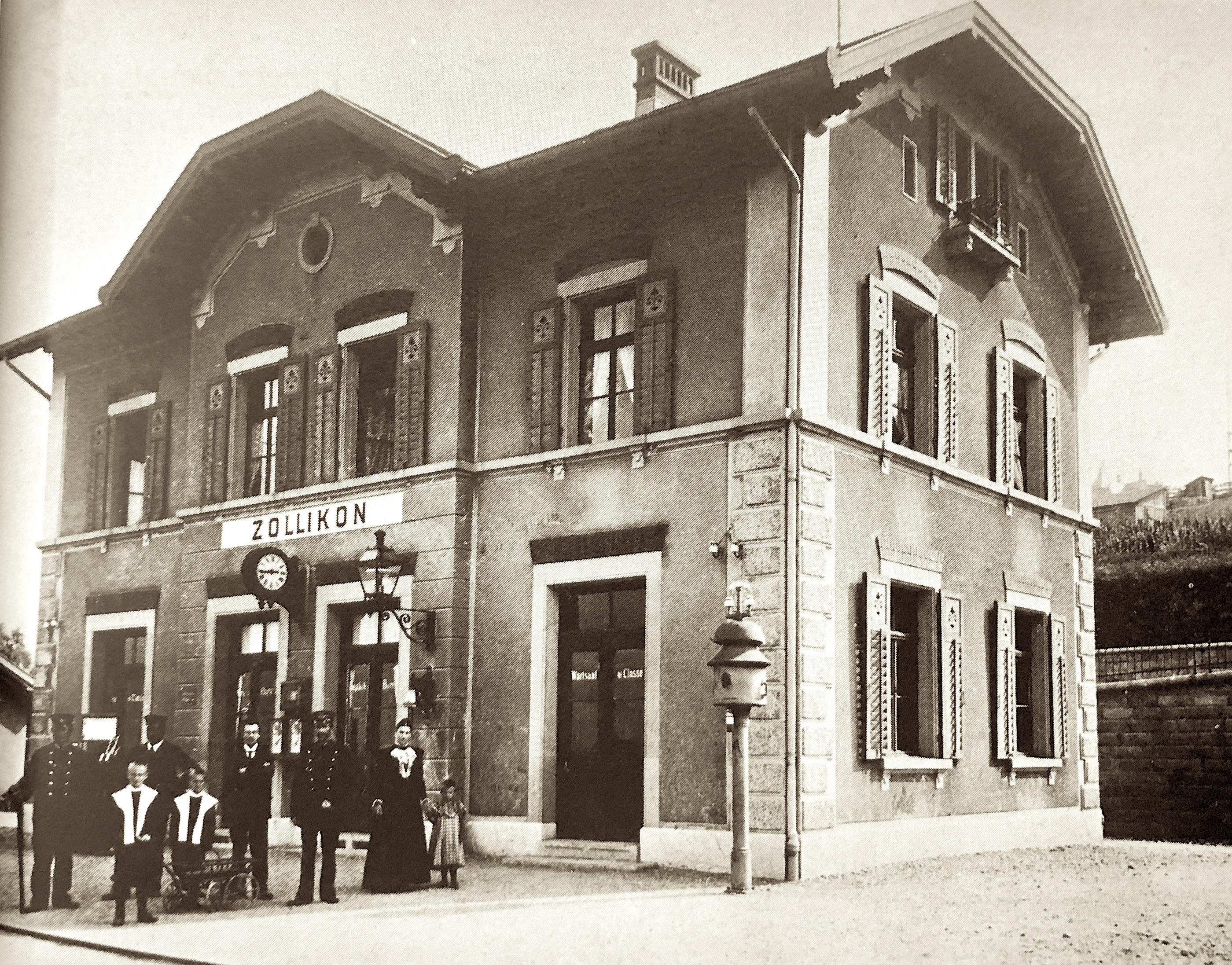
Stationsgebäude (ca. 1900)

## Sehenswürdigkeiten
- Gasthaus Rössli aus dem Jahr 1562
- Landsitz Zum Traubenberg
- Ortsmuseum im Haus Im Felsengrund
- Park der Villa Meier-Severini mit Eisenplastiken aus der Stiftung für Eisenplastik Sammlung Dr. Hans Koenig (im Folgenden kurz: Sammlung Dr. Koenig)

Im öffentlichen Raum Zollikons stehen zahlreiche Plastiken von Künstlern wie Carlo Vivarelli, Otto Münch, James Licini, Günter Gianni Piontek, Silvio Mattioli, Georg Kolbe und anderen.

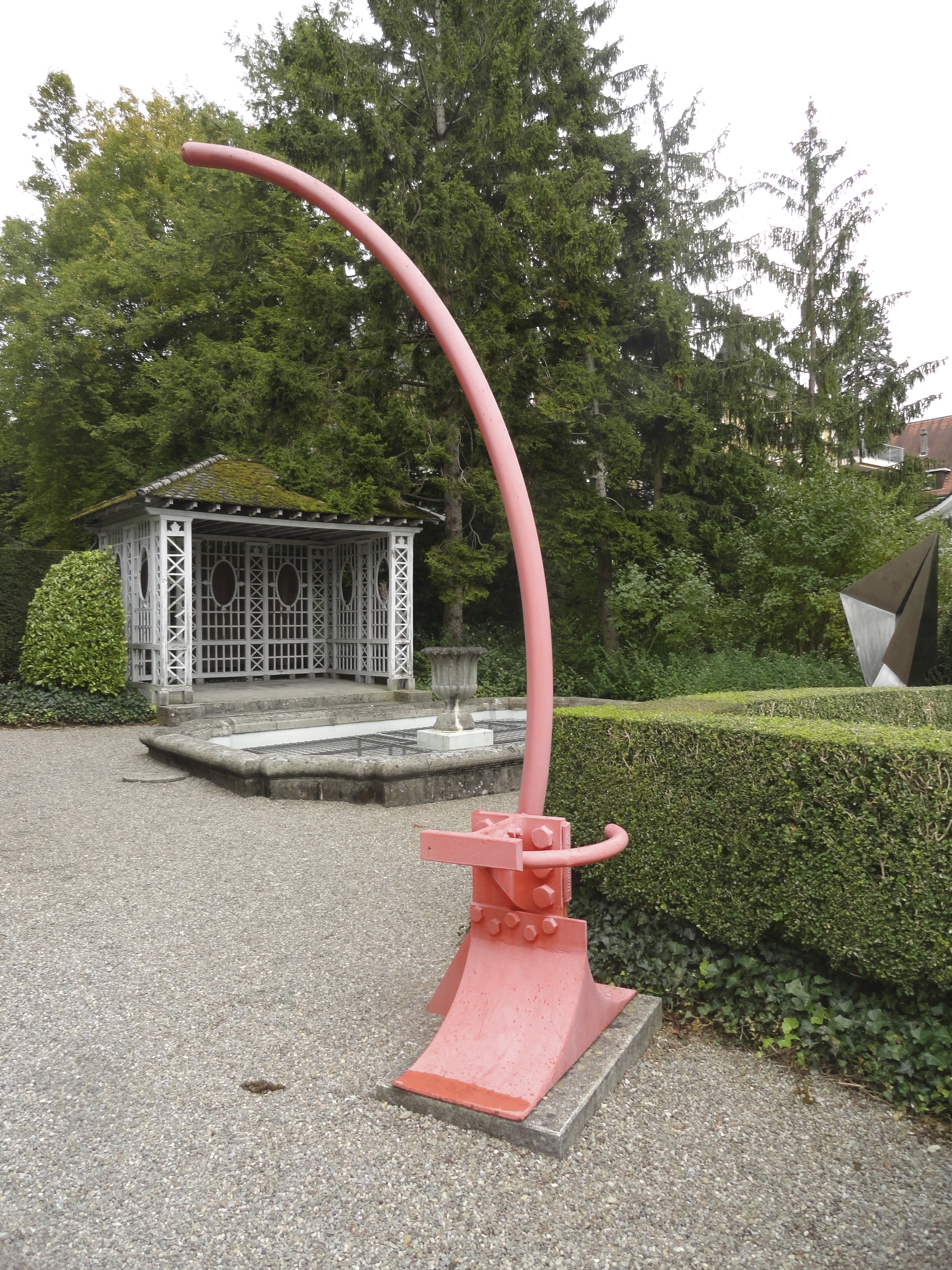
Bernhard Luginbühl: Danielstengel
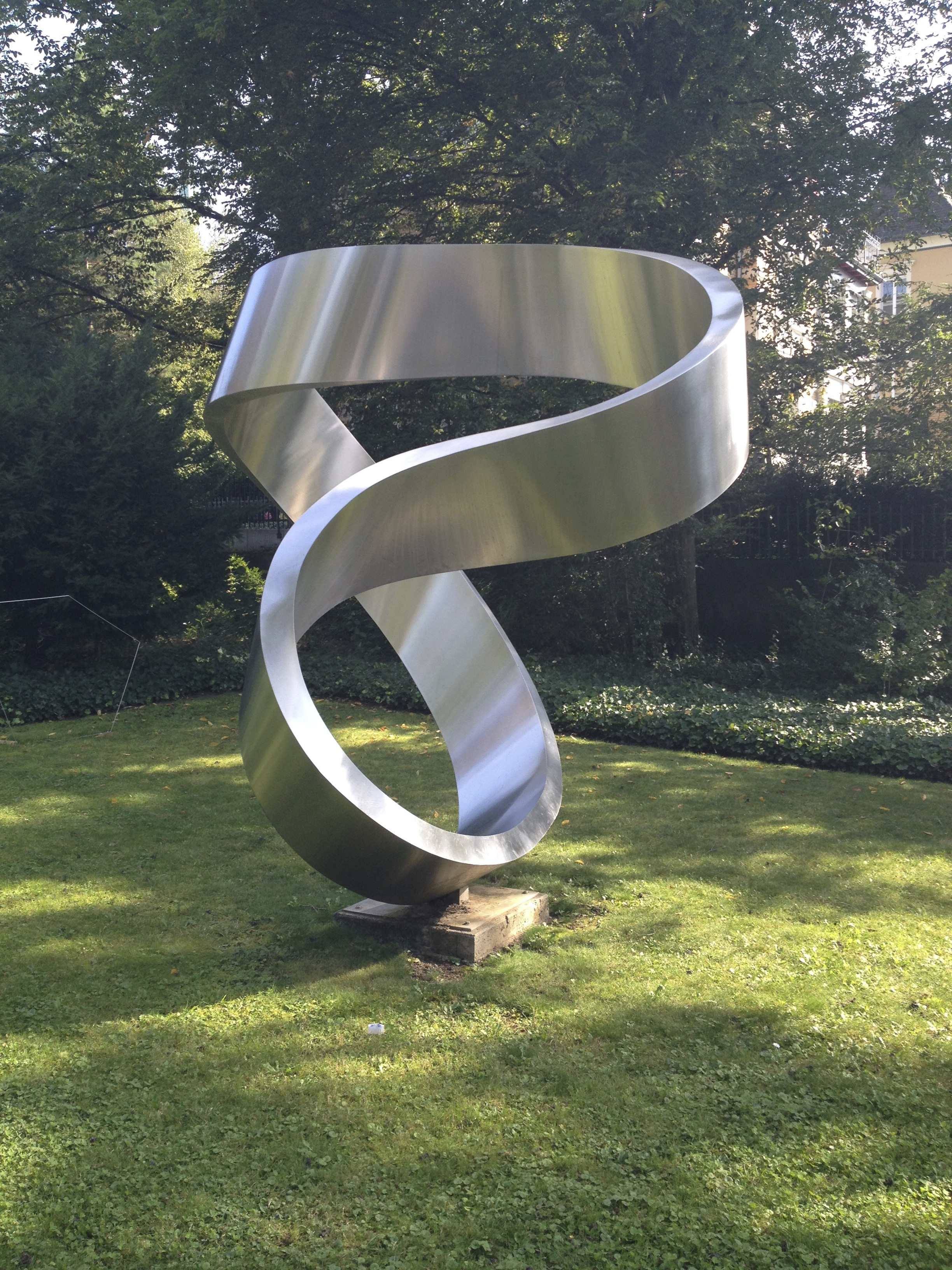
Josef Staub: King; Sammlung Dr. Koenig
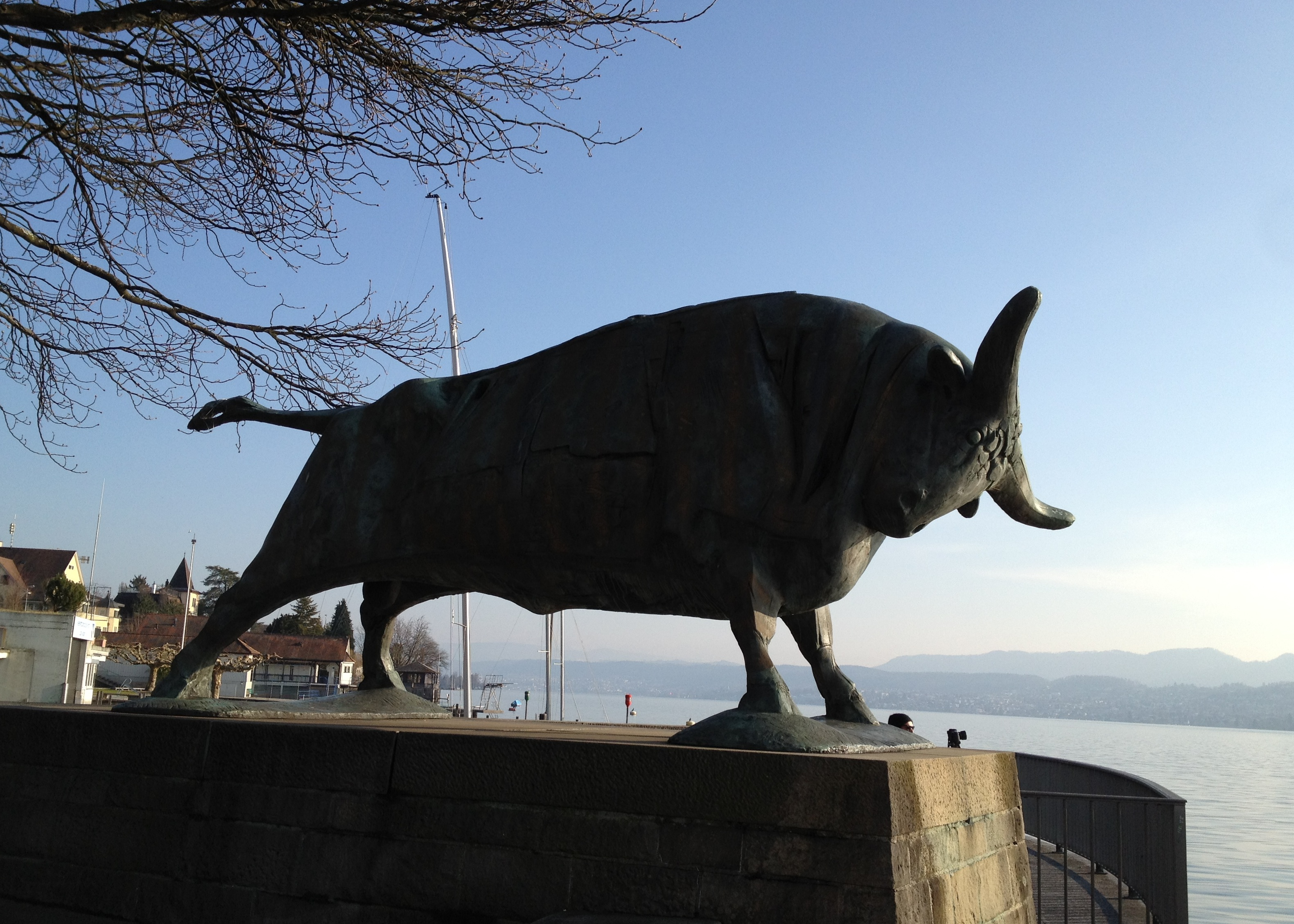
Stier bei der Schiffstation: Skulptur von Franz Fischer
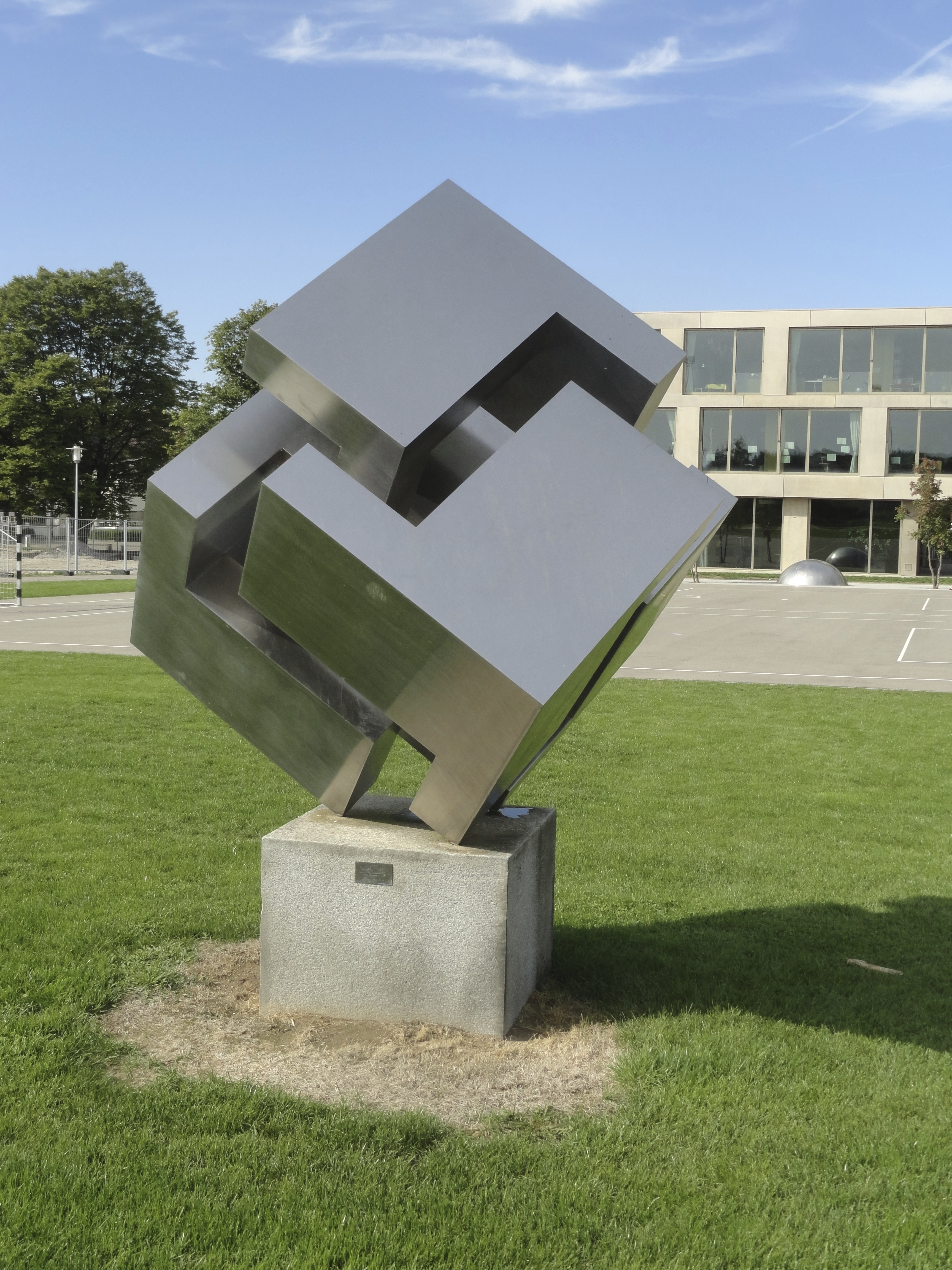
Carlo Vivarelli: Vier konkave und vier konvexe Raumecken, Park Schulanlage Oescher
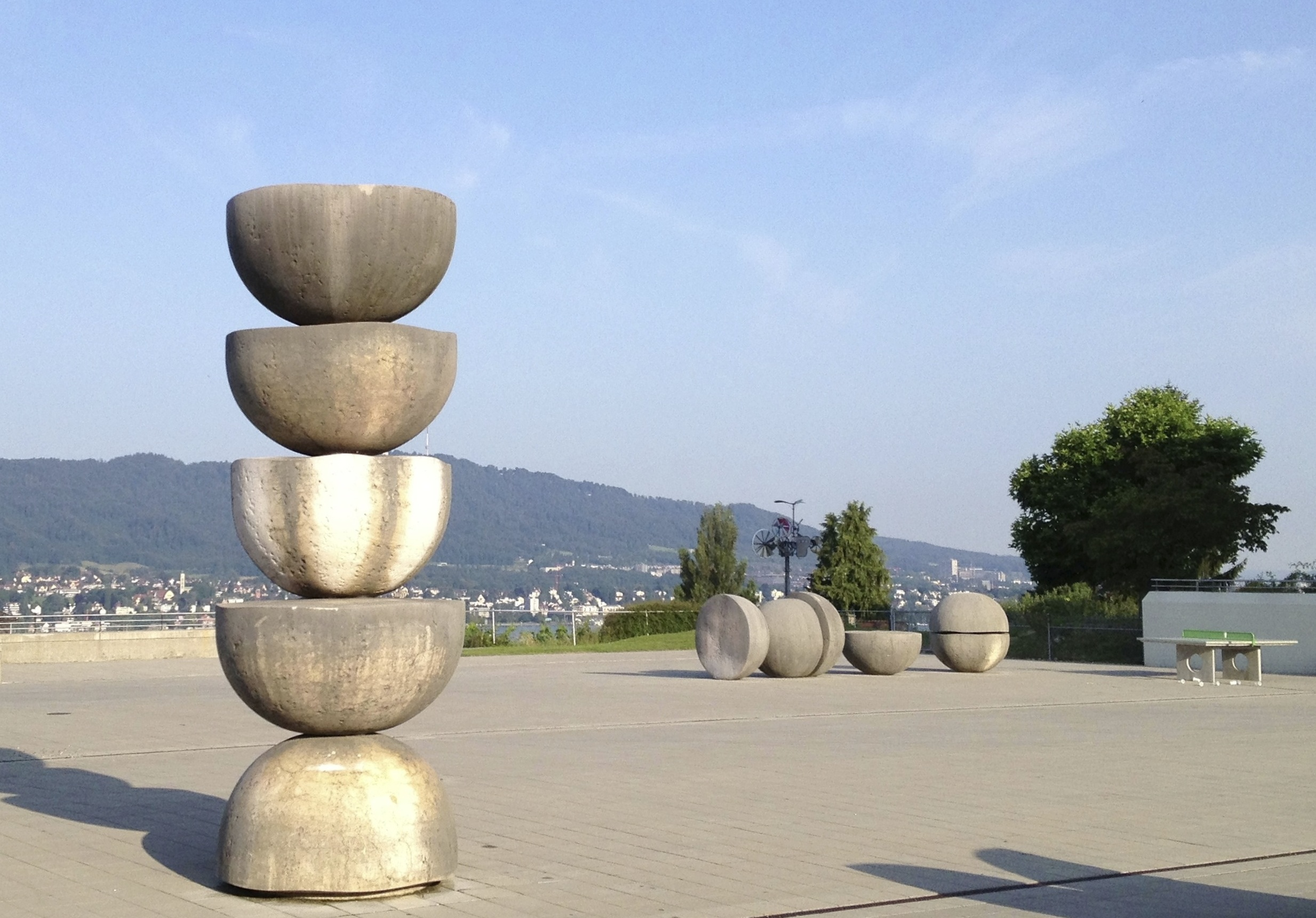
Paul Agustoni: Aufbauen und Mitmachen, Buchholzhügel
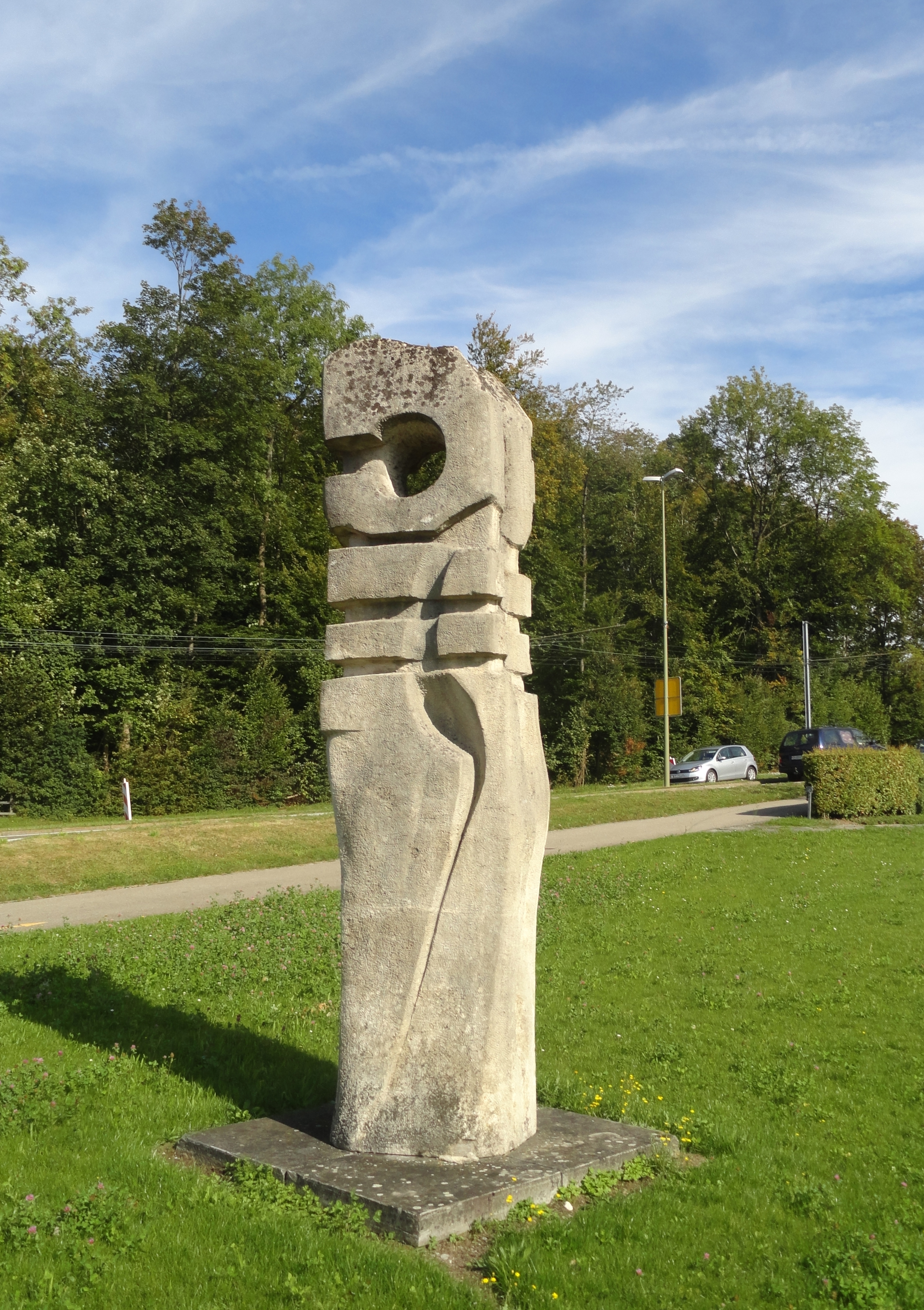
Yasuo Mizui: Schlüssel zum Himmel; Bergstrasse/Forchstrasse
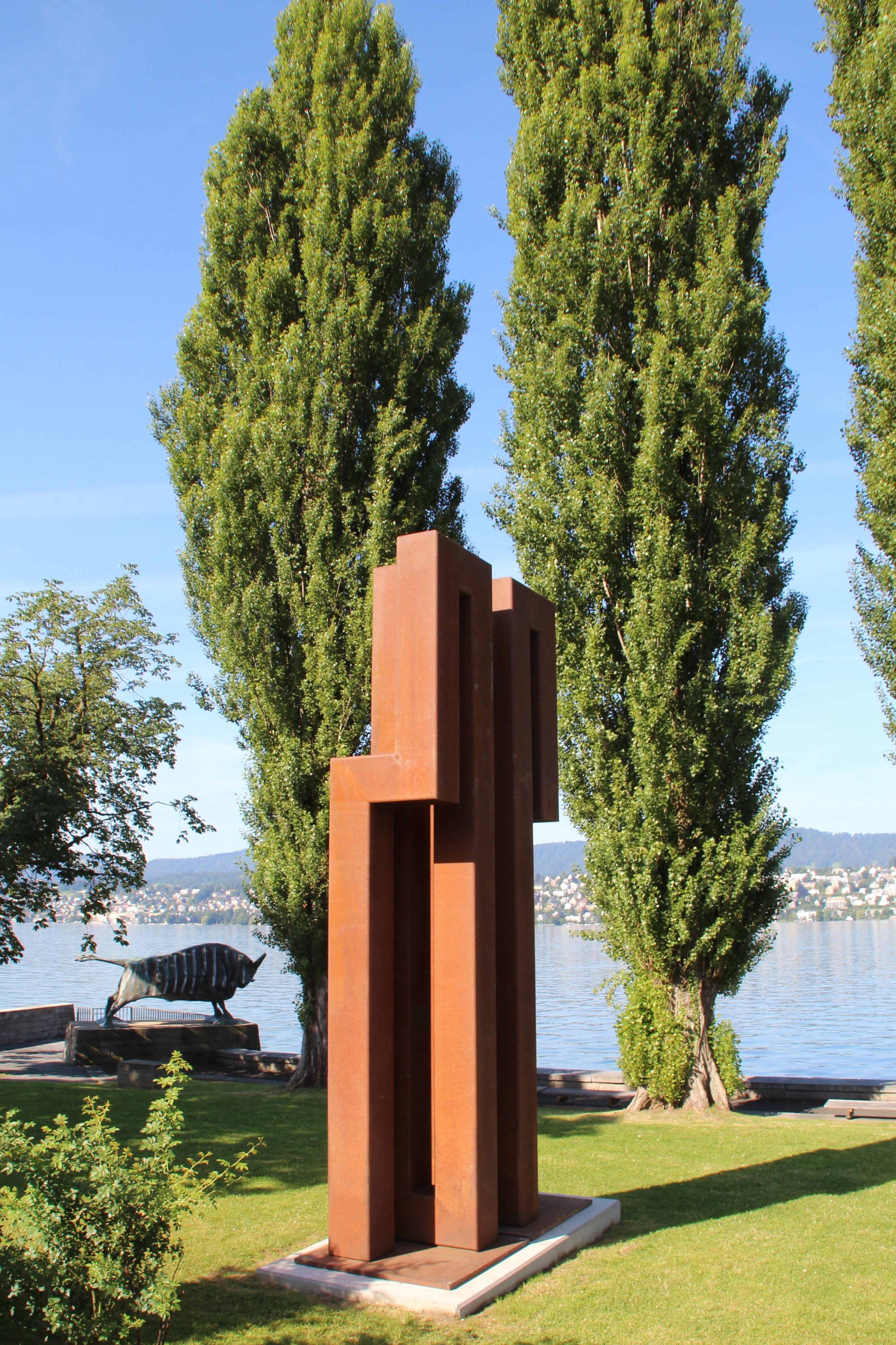
Stahlbau 400 von James Licini

## Kirchen

### Reformierte Kirche Dorf
Die reformierte Kirche Zollikons wurde von 1497 bis 1499 erbaut.

### Katholische Kirche Dorf

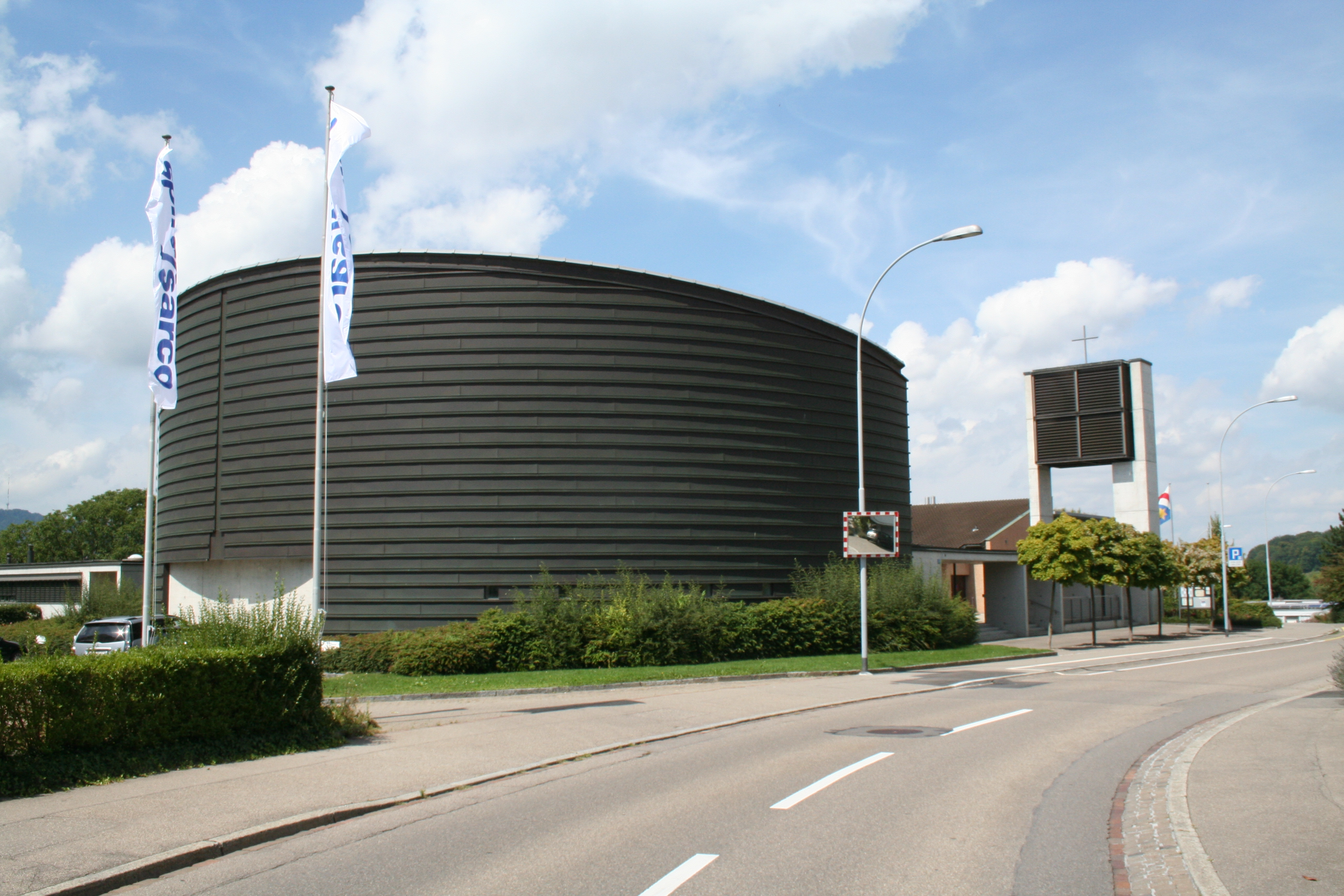
Katholische Kirche Dorf

Am 2. Oktober 1927 fand im damaligen Hotel «Bellevue» am Dufourplatz erstmals seit der Reformation wieder ein katholischer Gottesdienst statt; vorher hatten die Katholiken die Kirche in Zürich oder in Küsnacht besucht. 1929/1930 wurde an der Riethofstrasse eine katholische Kirche errichtet, die am Ostermontag, dem 6. April 1931 eingeweiht wurde.
Im Juni 1982 beschloss die Kirchgemeindeversammlung, eine neue Kirche zu bauen. Weil man sich nicht einig werden konnte, wurde erst 1994 das Projekt der Architekten Caretta & Kupferschmid bewilligt. Am 15. September 1996 wurde der Grundstein gelegt, und am 24. Mai 1997 wurden die Glocken auf den neuen Kirchturm aufgezogen. Am 29. Juni wurde die Kirche eingeweiht.

## Schule
Der Ursprung des Schulwesens in Zollikon geht auf das Jahr 1525 zurück, als der Schulmeister Peter Forster im Zusammenhang mit einem Täuferprozess erwähnt wird. In Taufbüchern wird zwischen 1560 und 1595 der Schulmeister Hieremias Schumacher und sein Sohn Fridli erwähnt, 1620 erscheint ein Jacob Esslinger; Schulmeister zu Zollickon. Einen Aufschwung nahm das Zolliker Schulwesen 1634, als Hans Jakob Murer (1611–1681) auf der Basis der ersten zürcherischen Schulgesetzes die Zolliker Jugend in Lesen, Schreiben und christlichem Gesang unterrichtete. Der Unterricht fand mit bis zu 40 Kindern in Murers eigenen Wohnstube an der Oberdorfstrasse 21/23 statt. Die Schule hatte kein hohes Ansehen und der Besuch des Unterrichts richtete sich nach den Bedürfnissen der Eltern. Die Besoldung des Lehrers war derart ungenügend, dass er einer Nebenbeschäftigung nachgehen musste. Bis 1760 lag das Amt des Schulmeisters in den Händen der Familie Murer.
Die von Murer eingeführte Sommerschule wurde 1643 wieder aufgehoben und der Unterricht in den Wintermonaten weitergeführt; erst gegen das Ende des 17. Jahrhunderts wurde eine Schule mit Sommer- und Winterbetrieb eingerichtet. Die Schule unterstand dem Stillstand, der auch die periodische Wahl des Lehrers vornahm.
1717 kaufte der Stillstand an der Sägegasse im Chleidorf ein Haus und richtete darin eine einfache Schulstube ein. 110 Jahre lang diente das Gebäude den Zolliker Schulmeistern als Wohn- und Unterrichtsstätte. In der engen Stube sassen im Sommer und Winter bis zu 60 Kinder. Die Fenster wurden nur einmal täglich geöffnet, um Heizkosten zu sparen. Hin und wieder räucherte der Lehrer den Raum mit Wacholder aus, um die schlimmsten Gerüche zu vertreiben. Der Unterricht dauerte von 8 bis 11 und von 13 bis 16 Uhr; drei Wochen und der Martinitag (11. November) waren schulfrei.

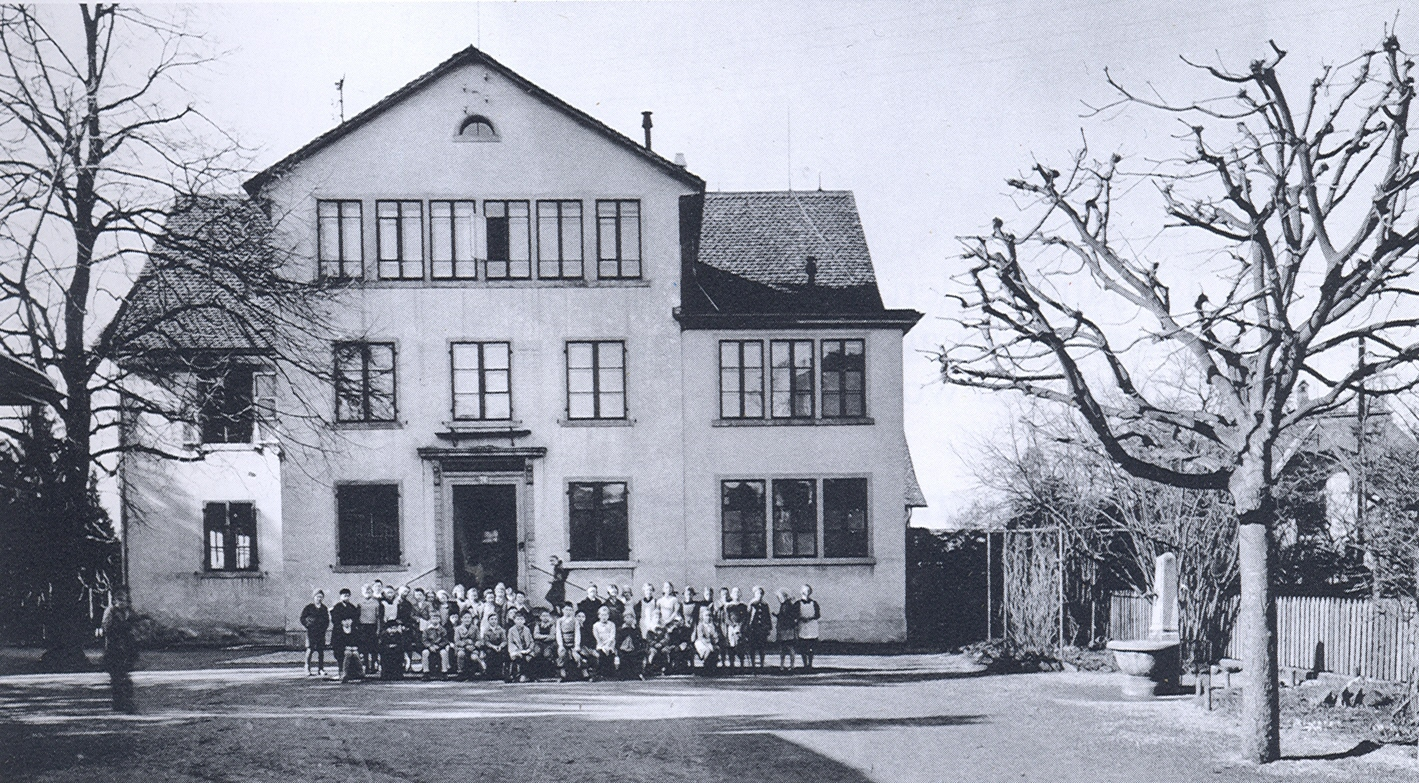
Schulhaus Chirchhof um 1920

Auf den 1760 verstorbenen Hans Jakob Murer folgten Hans Konrad Bleuler (1724–1784) und später bis 1856 dessen Söhne. 1783 erhielt Jakob Bleuler einen eigenen Wohnraum, die Schulstube diente fortan nur noch dem Unterricht. Mit dem neuen Schulgesetz von 1778 wurde der Schulunterricht obligatorisch. Nach 1799 gehörten zum Schulkreis Zollikon auch die Kinder aus dem Zollikerberg. Da die Schülerzahlen stetig zunahmen – 1822 unterrichtete Heinrich Bleuler 114 Alltags- und in der Oberstufe 93 Repetierschüler – wurde 1829 für 11'000 Gulden das Schulhaus Chirchhof gebaut. Im Frühjahr 1830 wurde das neue Gebäude bezogen.
Um 1850 begann man in Zollikon mit dem Schulturnen und errichtete zu diesem Zweck einen Turnplatz von 15 Meter Länge und 5 Meter Breite. 1880 wurde der Platz vergrössert. Auch Handarbeits- und Schwimmunterricht wurden gegen das Ende des 19. Jahrhunderts eingeführt.
Schon bald genügten die vier Klassenzimmer im Chirchhof den Ansprüchen nicht mehr, es mussten bei Privaten Räume für den Unterricht zugemietet werden. 1900 wurde auf dem Buchholzhügel nach Plänen der Architekten Kehrer & Knell das neue Schulhaus gebaut und 1901 eingeweiht. Darin waren Primar- und Sekundarschule untergebracht. Zugleich entstand die Turnhalle mit dem charakteristischen Schlauchturm der Feuerwehr, die bis 1970 Bestand hatte.
Von 1905 bis 1937 stiegen infolge der Bautätigkeit in Zollikon die Schülerzahlen von 294 auf 403. So wurde 1937 das neue Primarschulhaus des Architekten Jean Kräher «Buechholz» mit acht Klassenzimmern und Nebenräumen eingeweiht. 1953 wurde der Name im Zusammenhang mit dem Bau des neuen Traktes B mit vier neuen Zimmern, Singsaal und Turnhalle auf «Oescher» geändert. Der Name «Buechholz» ging auf das neue Oberstufenschulhaus über, das 1972 an der Stelle des alten Sekundarschulhauses auf dem Hügel entstand.

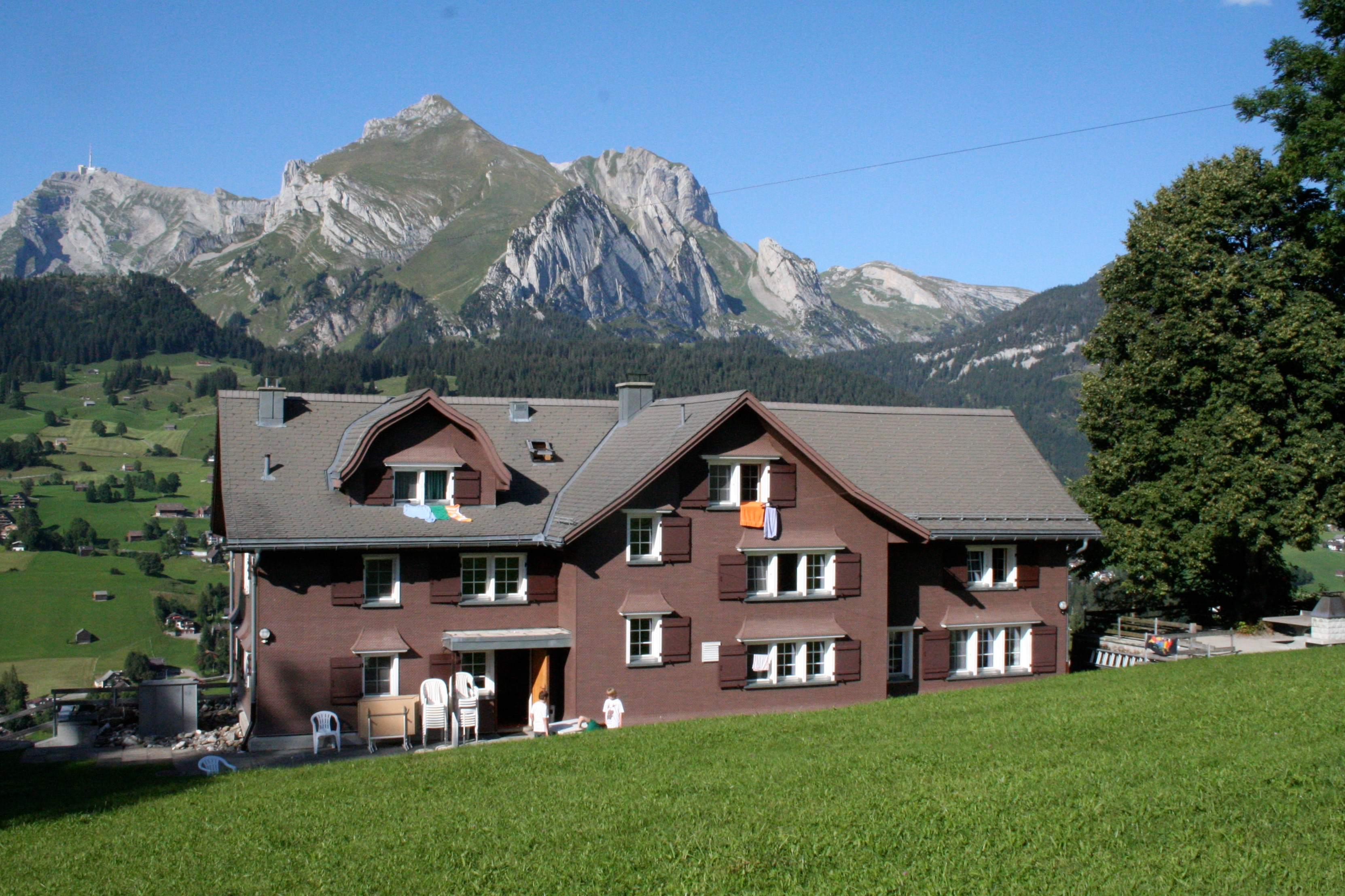
Zolliker Ferienhaus «Höchi»

Ein Ersatz des sanierungsbedürftigen 50-jährigen Oescher B wurde 2002 der Renovation vorgezogen, dies auch aufgrund des gestiegenen Raumbedarfs inklusive Tagesstrukturen. 2004 wurde an einem Wettbewerb das Projekt «Room with a view» des Zürcher Architekturbüros Regula Harder und Jürg Spreyermann in Zusammenarbeit mit dem Landschaftsarchitekten Martin Klauser von der Jury einstimmig mit dem ersten Rang bedacht. Am 24. September 2006 stimmte die Bevölkerung dem Bauvorhaben zu. Die Bauarbeiten begannen im Sommer 2007. Im Herbst 2009 wurden das neue Schulhaus und das Betreuungshaus bezogen und im März 2010 offiziell eingeweiht. Die Kosten für Gebäude und Umgebungsarbeiten betrugen rund 27 Millionen Franken.

### Ferienhaus «Höchi»
Zur Schule Zollikon gehört das Ferienhaus «Höchi» in Wildhaus SG, in dem Klassen- und Ferienlager durchgeführt werden können. Es steht nicht nur der Zolliker Schule zur Verfügung, sondern kann auch von Privaten oder fremden Schulen gemietet werden. Das ehemalige Bauernhaus wurde 1926 vom Zolliker Architekten Hermann Fietz (1898–1977) zu einem Lagerhaus umgebaut und ist seit 1929 im Besitz der Schule Zollikon. Ende der 1940er-Jahre wurden Duschen eingerichtet, eine Zentralheizung kam 1966 dazu. 1978/79 wurde der alte Mittelteil mit den zwei Treppenhäusern herausgerissen und neu gebaut. 1997 wurde es letztmals umfassend renoviert.

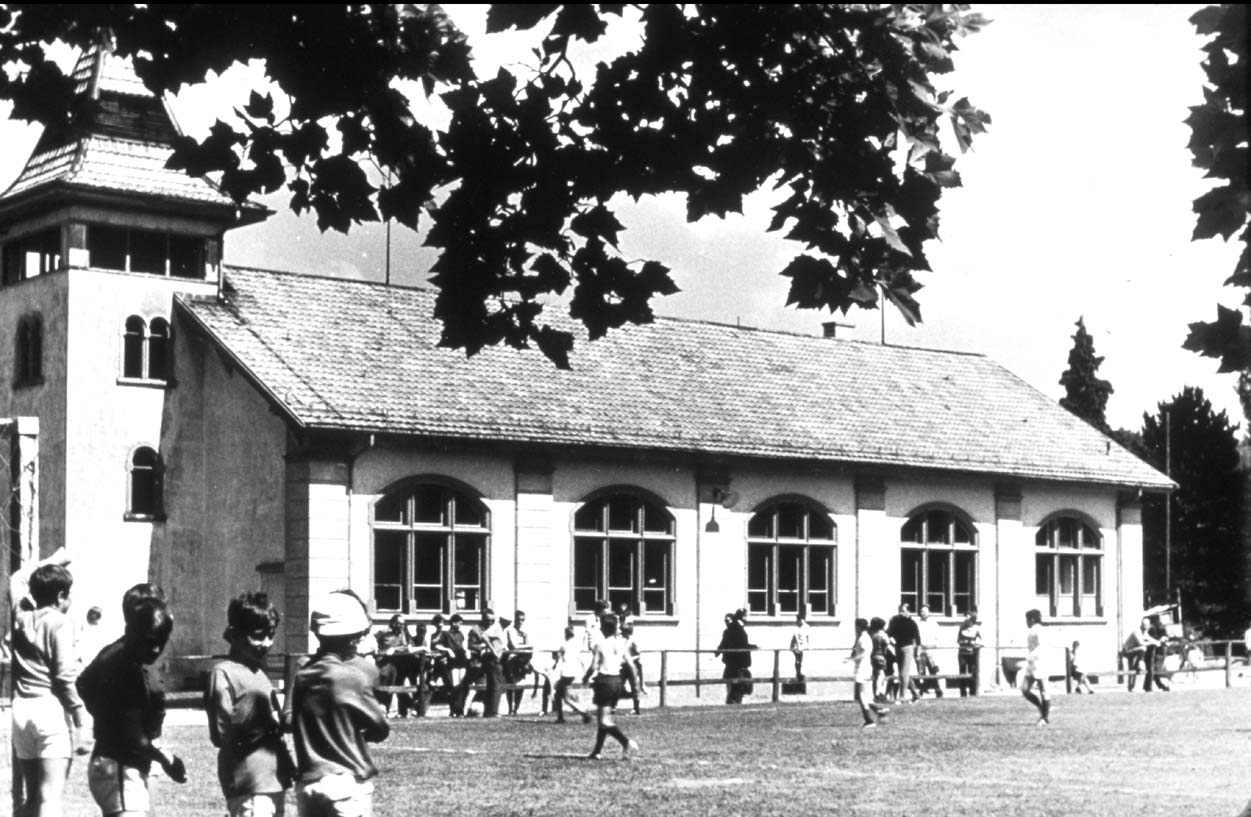
Turnhalle Buchholz 1901
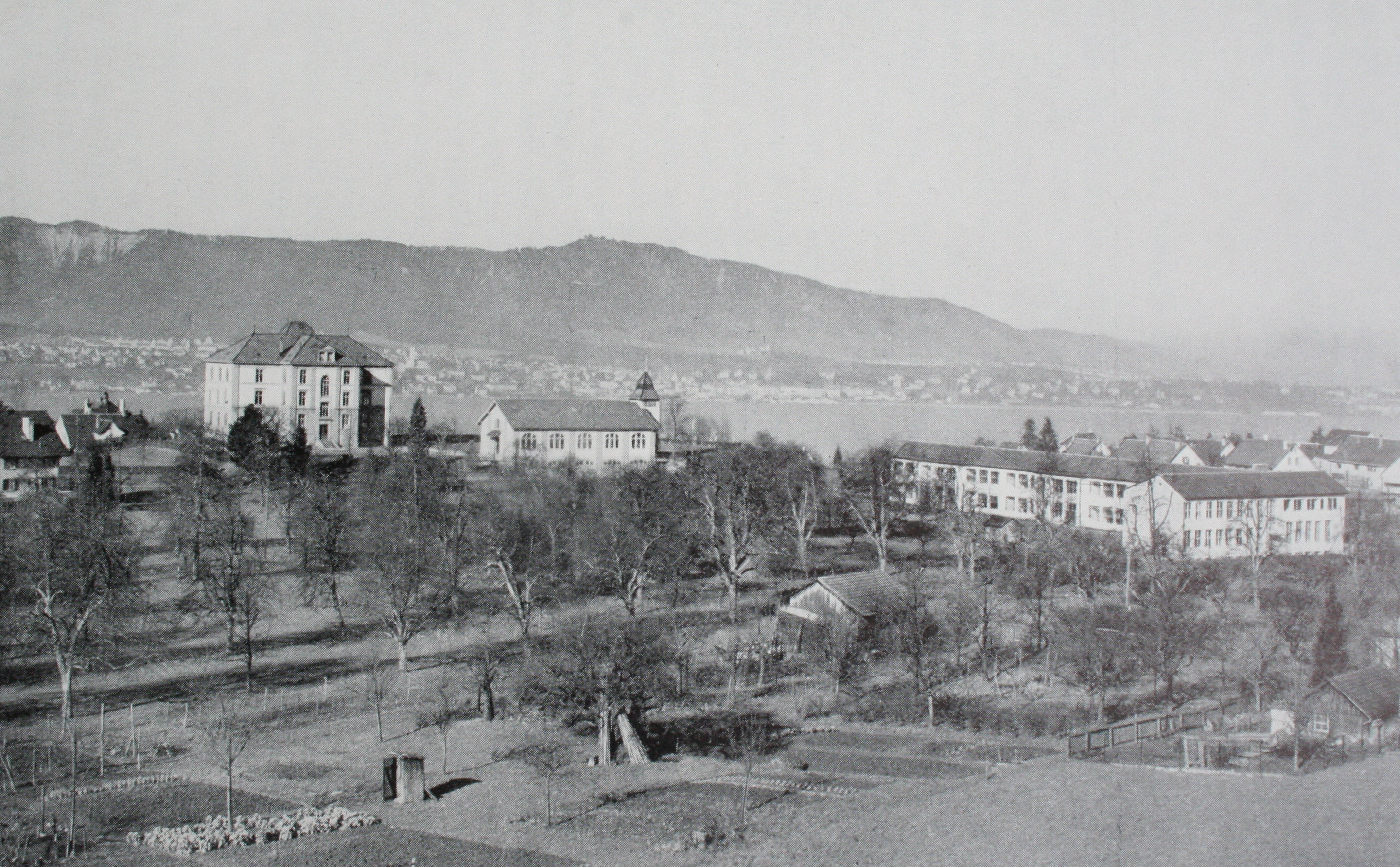
Anlage Buchholz/Oescher um 1930
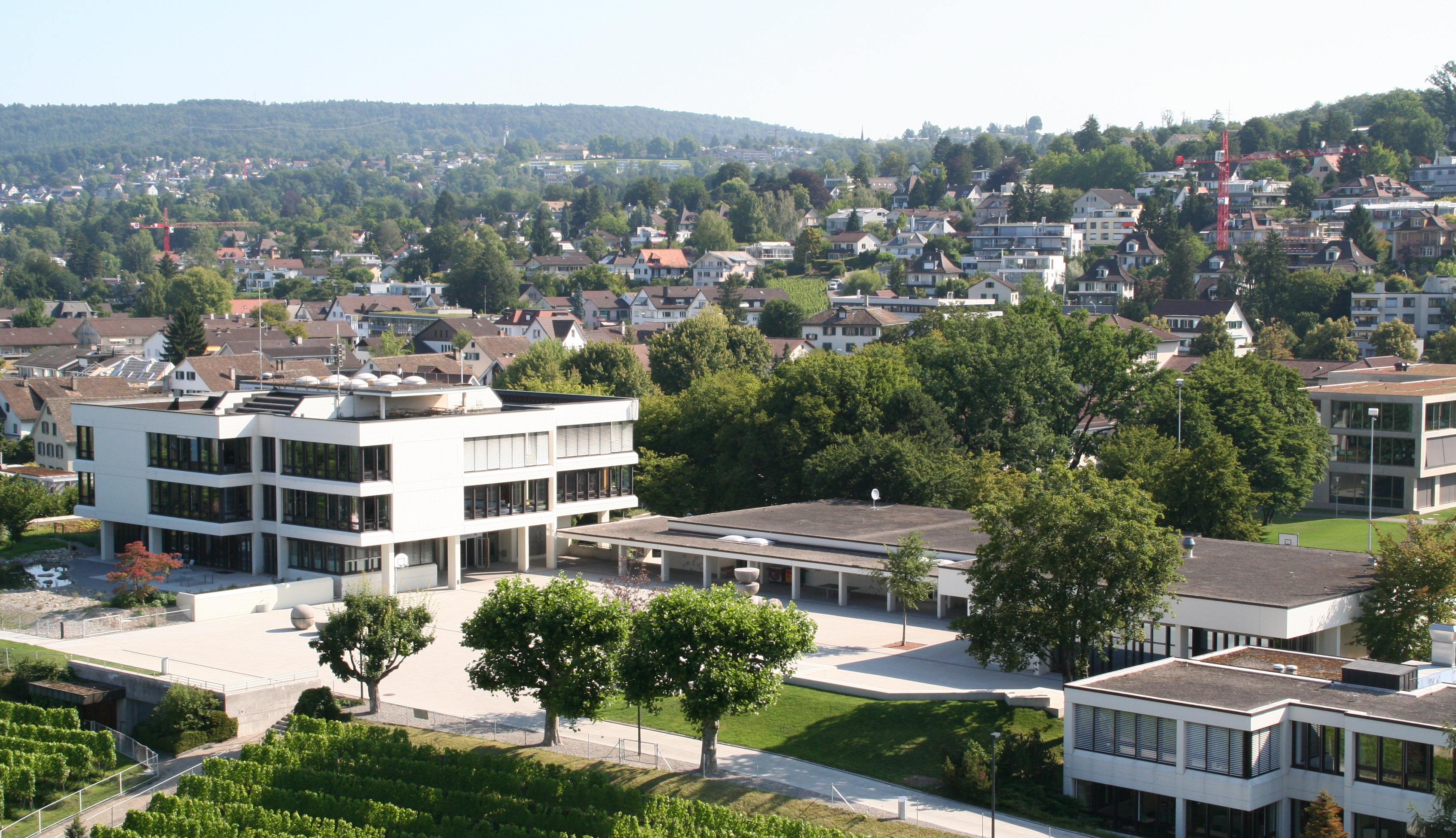
Oberstufenschulhaus Buechholz
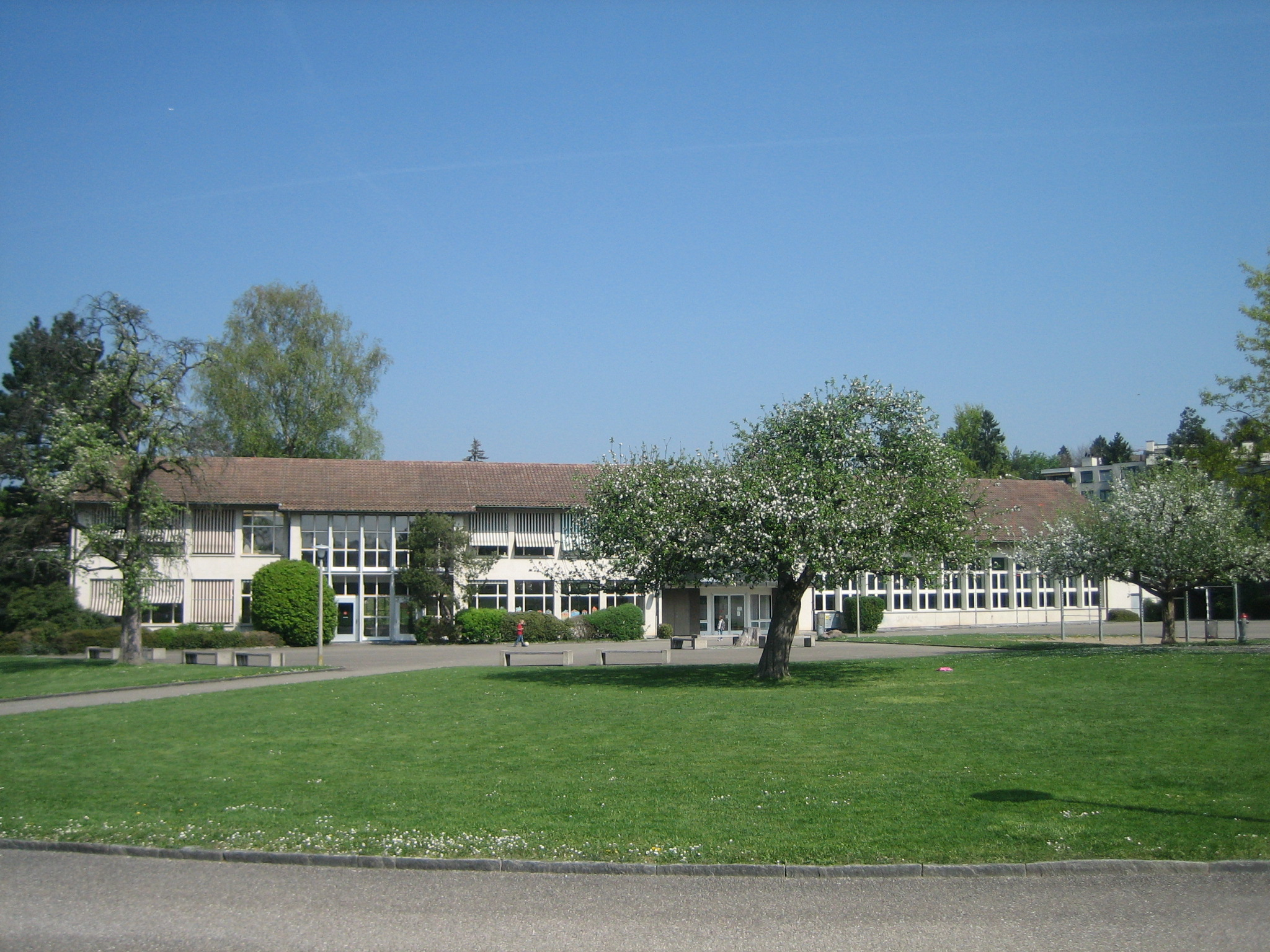
Altes Oescher B 2007
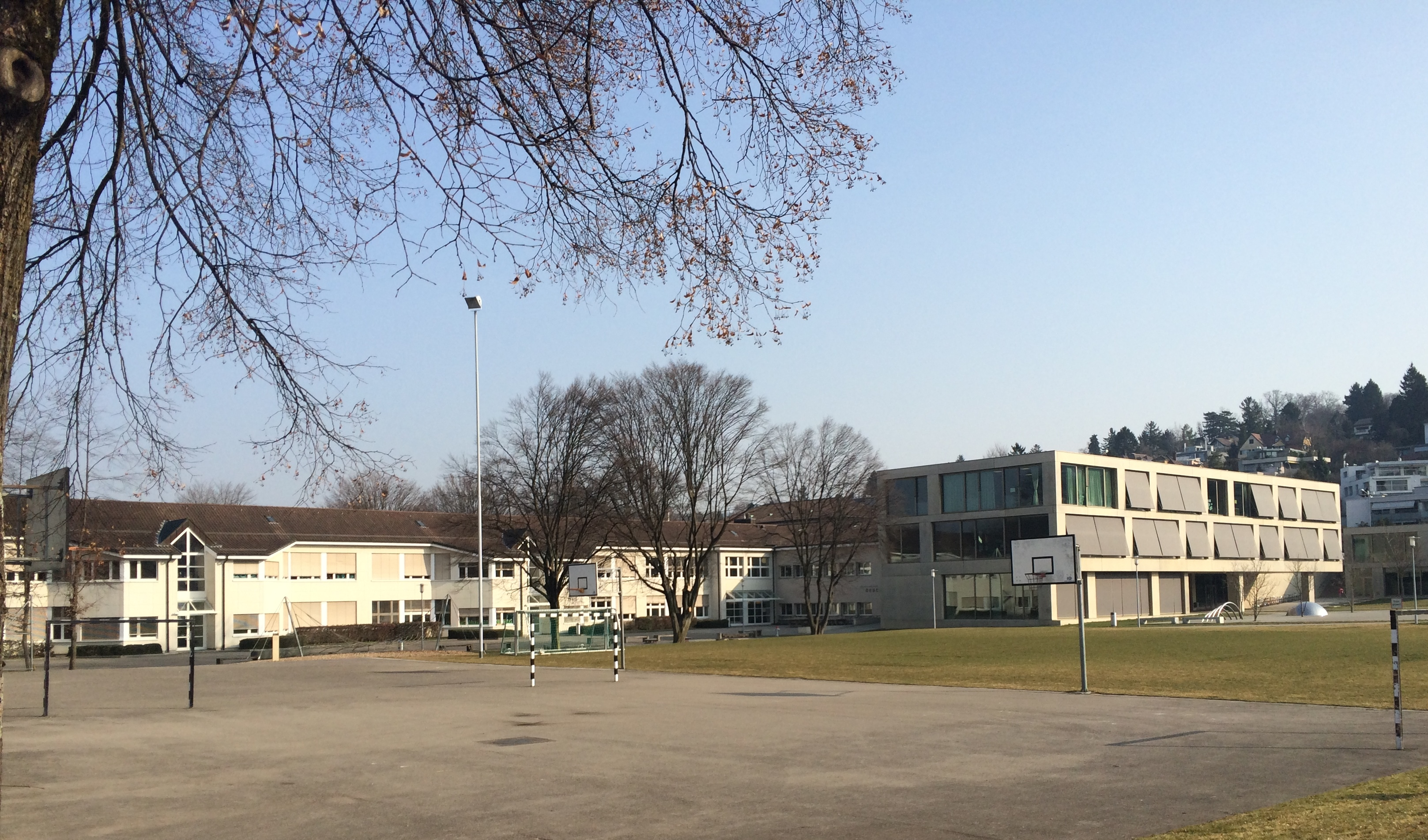
Anlage Oescher 2015

## Medien

### Zolliker Zumiker Bote
- Die lokale Zeitung «Zolliker Zumiker Bote» wurde 1909 von der damals 26-jährigen Anny Schnorf (1883–1961) als «Zolliker Bote» gegründet. Sie wollte durch ausführliche Lokalberichterstattung einen interessierten Leserkreis erreichen und Gewerbetreibenden und Geschäftsleuten eine Werbeplattform bieten. «So dürfte der «Zolliker Bote» in kurzer Zeit jeden Samstag in allen Familien ein gern gesehener Gast werden», schrieb sie in ihrem Leitartikel in der ersten Ausgabe vom 4. Dezember 1909. Anny Schnorf führte den Zolliker Boten bis 1943, dann übergab sie ihre Aufgabe an Esther Imbaumgarten und ihren Mann.
Nach mehreren Wechseln der Herausgeber übernahmen 1975 Heinz Moergeli (1939–2008) und seine Frau Yvonne den Verlag, den sie bis 2006 leiteten. Anschliessend kam der ZoBo zur Zürichsee Presse AG. Seit dem 1. Januar 2012 gehören die Verlagsrechte Heinz und Claudia Eberle-Fröhlich, Inhaber der Zolliker Fröhlich Info AG. Gleichzeitig erfolgte die Umstellung auf das Tabloid-Format. Seit 2016 heisst die Zeitung «Zolliker Zumiker Bote» und ist das amtliche Publikationsorgan der Gemeinden Zollikon und Zumikon.[22] Die Zeitung wird jeden Freitag in alle Haushalte verteilt.

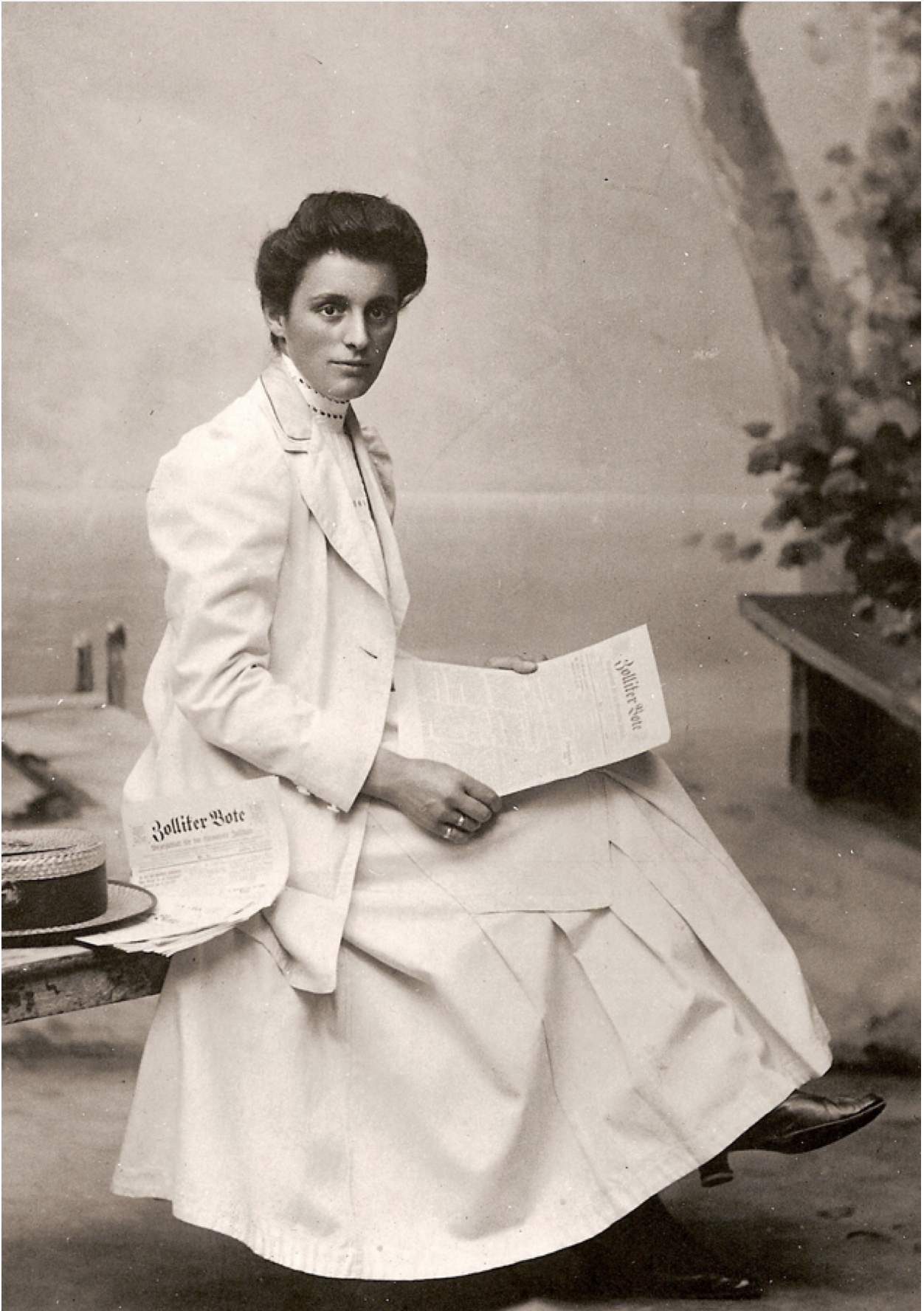
Anny Schnorf, die Gründerin des «Zolliker Bote»
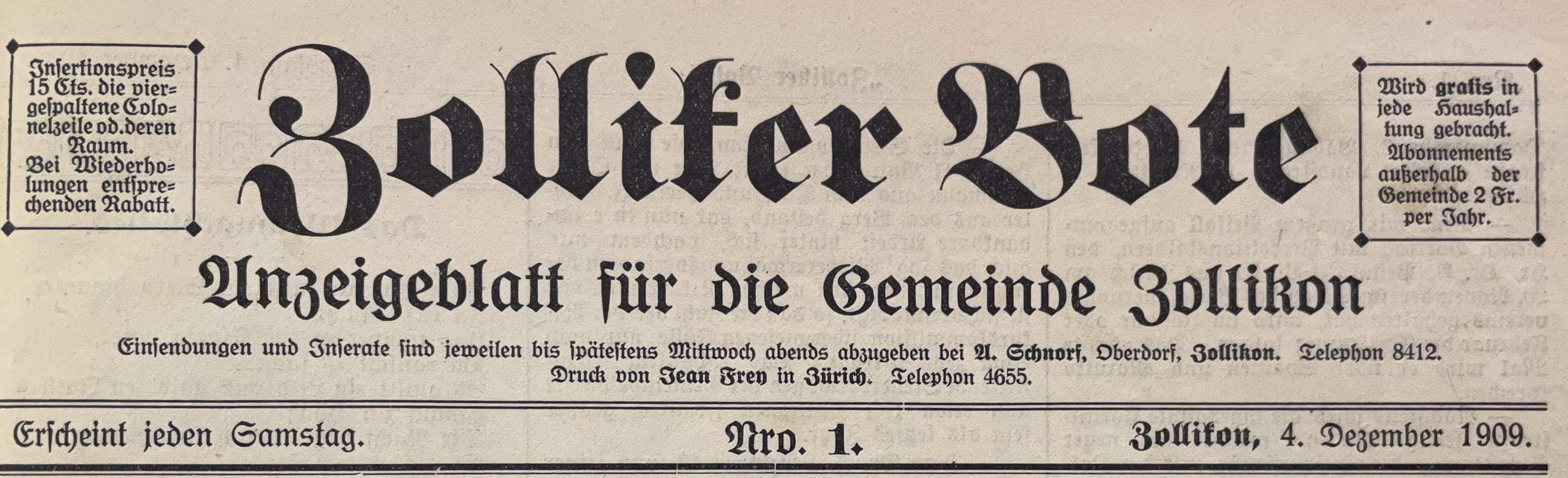
Erstausgabe des Zolliker Bote
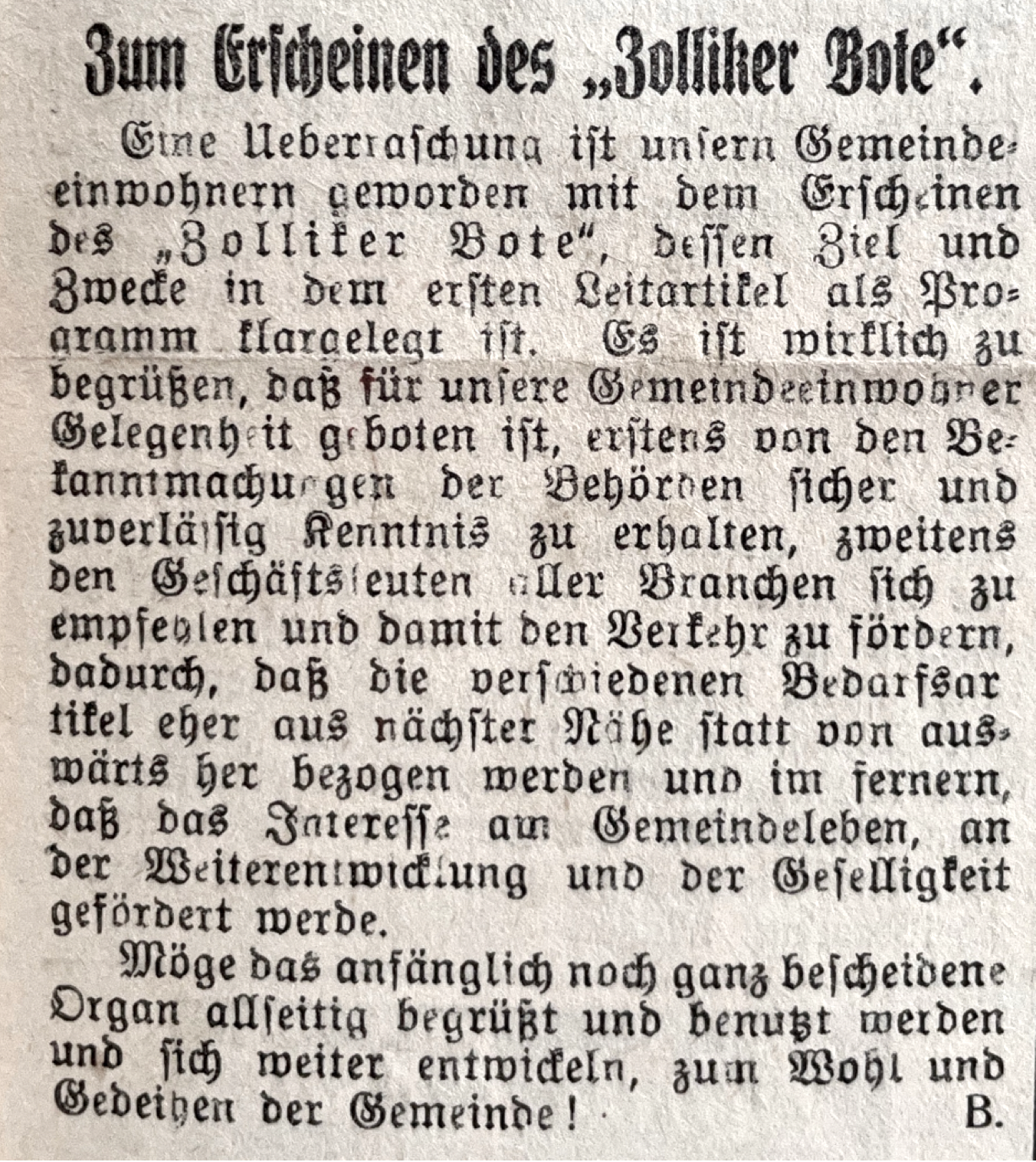
Zum Erscheinen des ZoBo

### Zolliker Jahrheft
- Alljährlich erscheint Ende November das «Zolliker Jahrheft». Die erste Ausgabe erschien 1978 anlässlich des zehnjährigen Bestehens der Zolliker Filiale der Schweizerischen Kreditanstalt in Zollikon. Die Bank finanzierte die Erstausgabe und liess das Heft in sämtliche Haushaltungen versenden. In jedem Heft werden verschiedene aktuelle und historische Themen mit Zolliker Bezug vorgestellt. Verfasst werden die Beiträge von einem Redaktionsteam.[23]

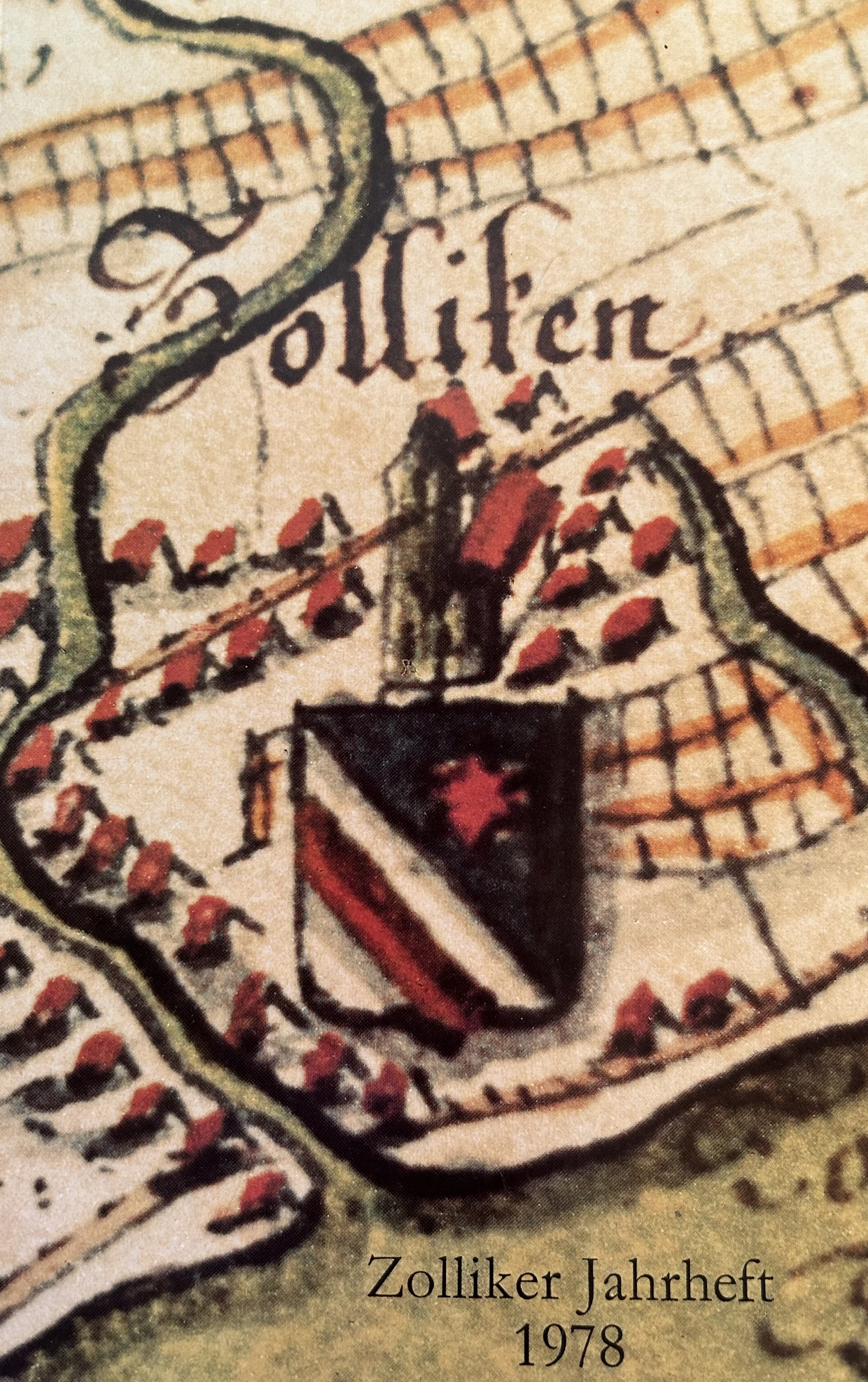
Erste Ausgabe von 1978
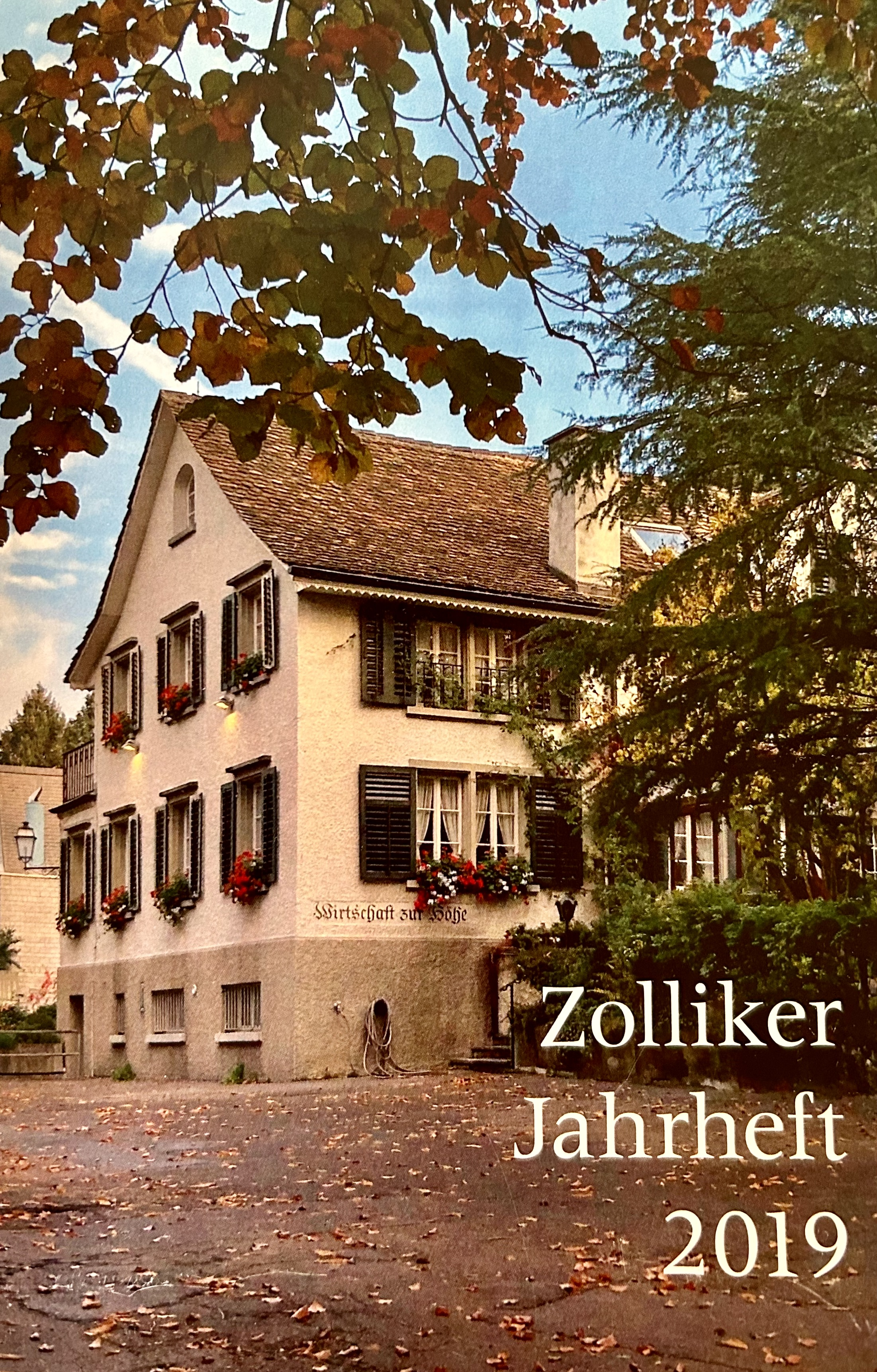
Ausgabe 2019

### Zollikernews.ch
- Am 1. November 2021 ging das Online-Magazin zollikernews.ch online. Der Journalist René Staubli und die Journalistin/Autorin Barbara Lukesch und weitere Autoren und Autorinnen berichten über aktuelle Themen mit Schwerpunkt auf dem lokalen Geschehen.[24]

## Freizeit
Für die Freizeitgestaltung gibt es zahlreiche Möglichkeiten wie das Hallen- und Freibad Fohrbach, das Seebad, der Sportplatz Riet, Jugendhaus, Freizeitdienst, Fussballclub und weitere Sportvereine.
Die Zolliker Pfadfinderabteilung «Morgestärn» der Buben wurde 1915 gegründet; sie ist damit einer ältesten noch bestehenden Abteilungen der Schweiz. Die Abteilung der Mädchen besteht seit 1930.

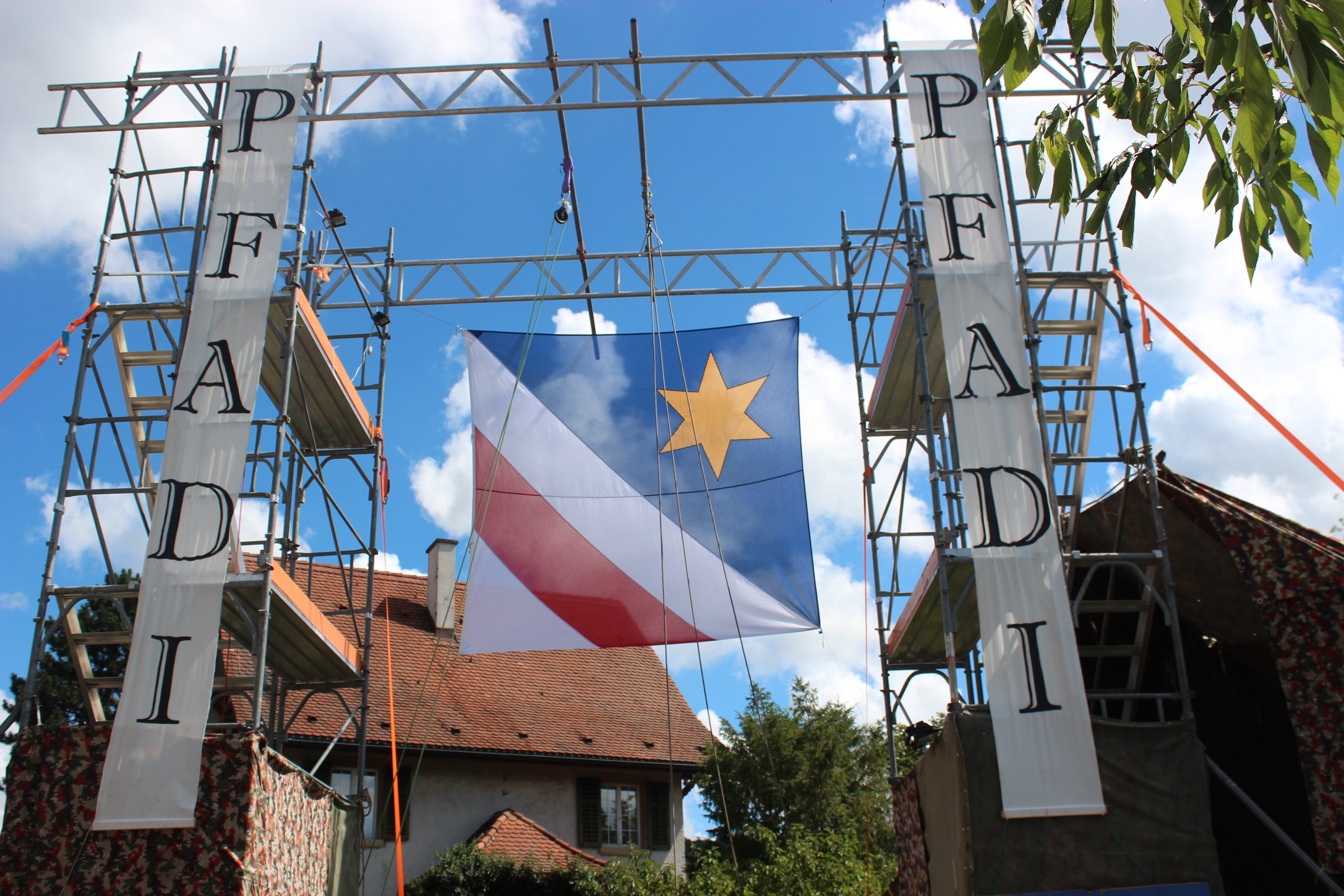
Zolliker Pfadi an der Chilbi
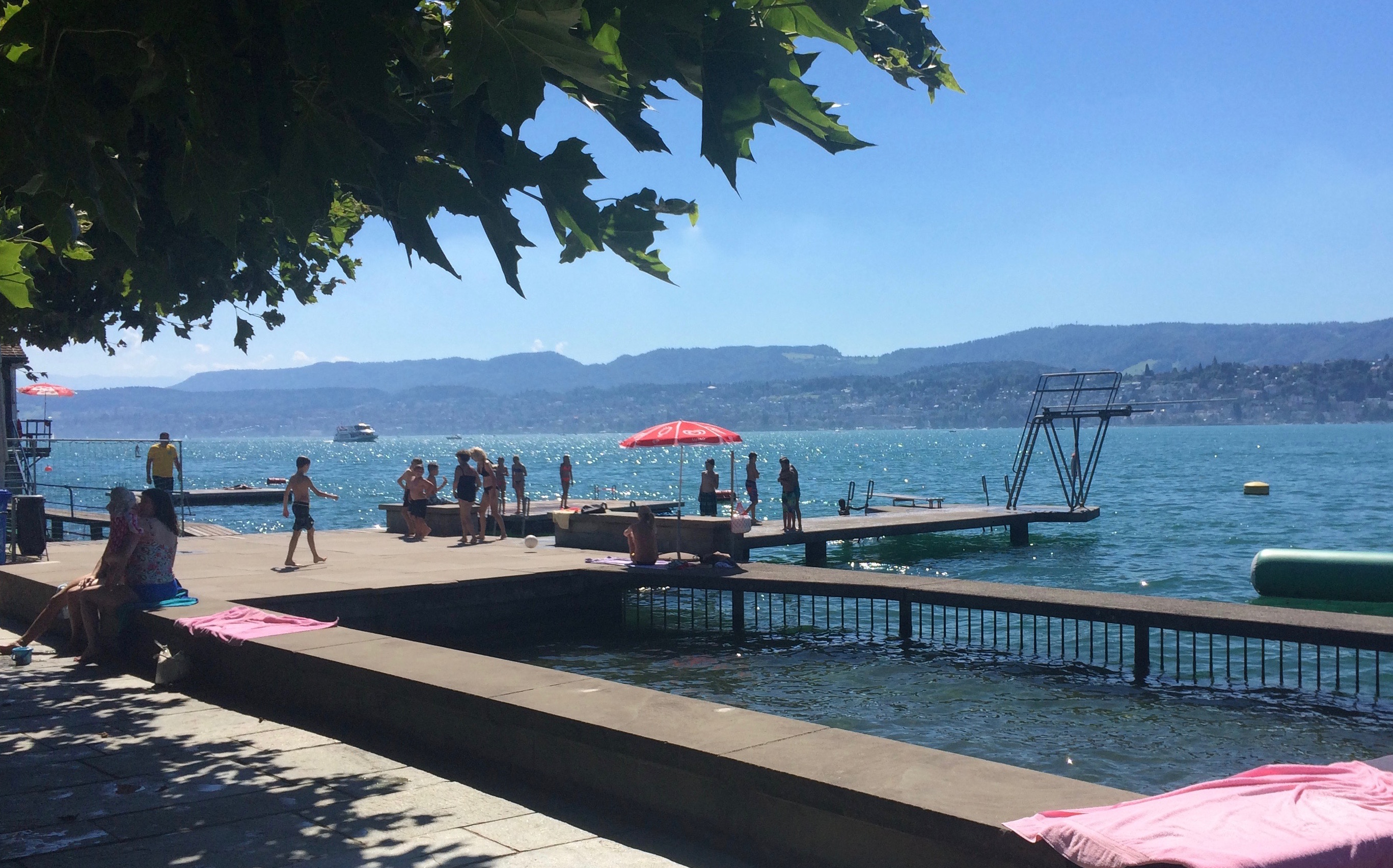
Seebadi Zollikon
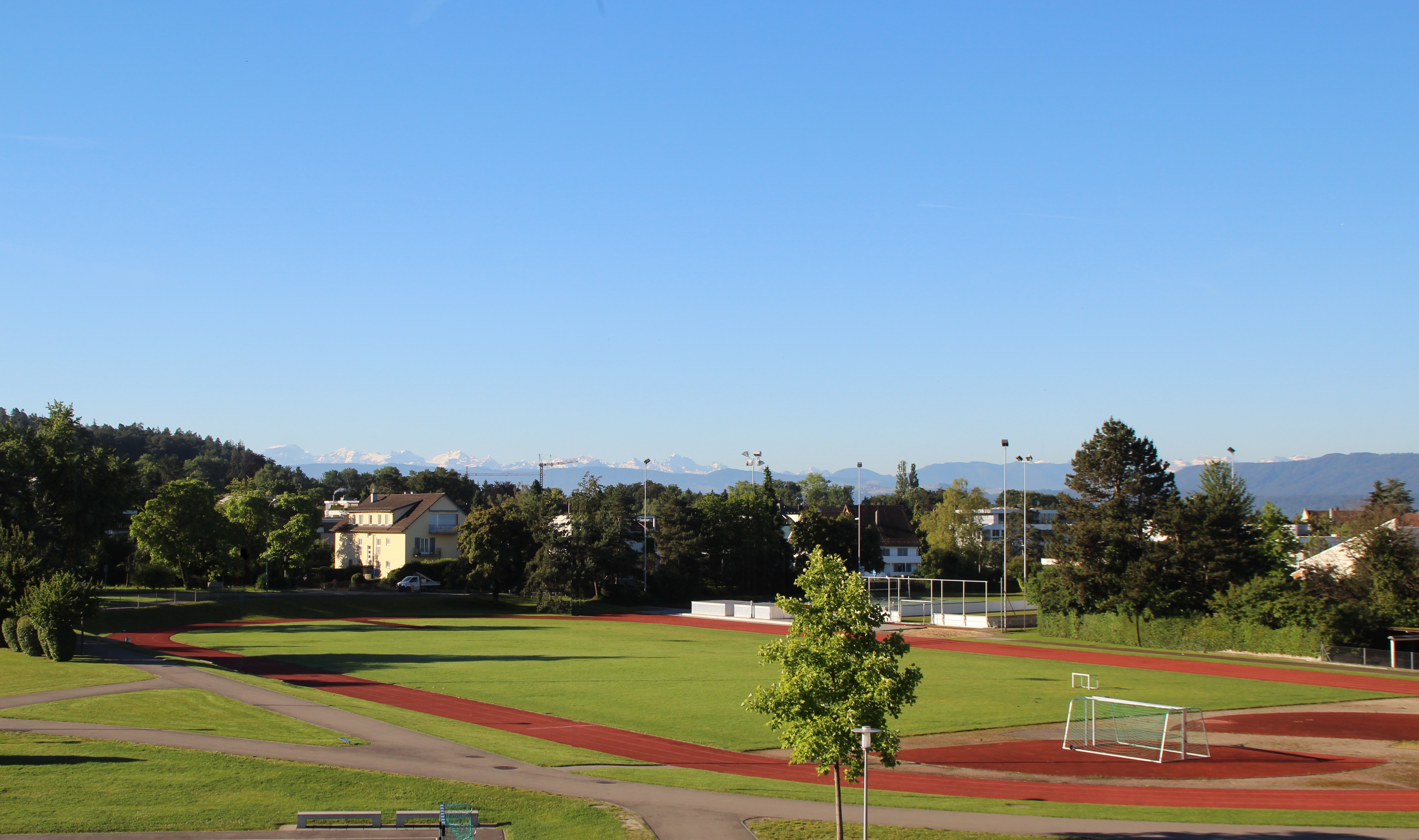
Sportanlage Oescher/Buchholz
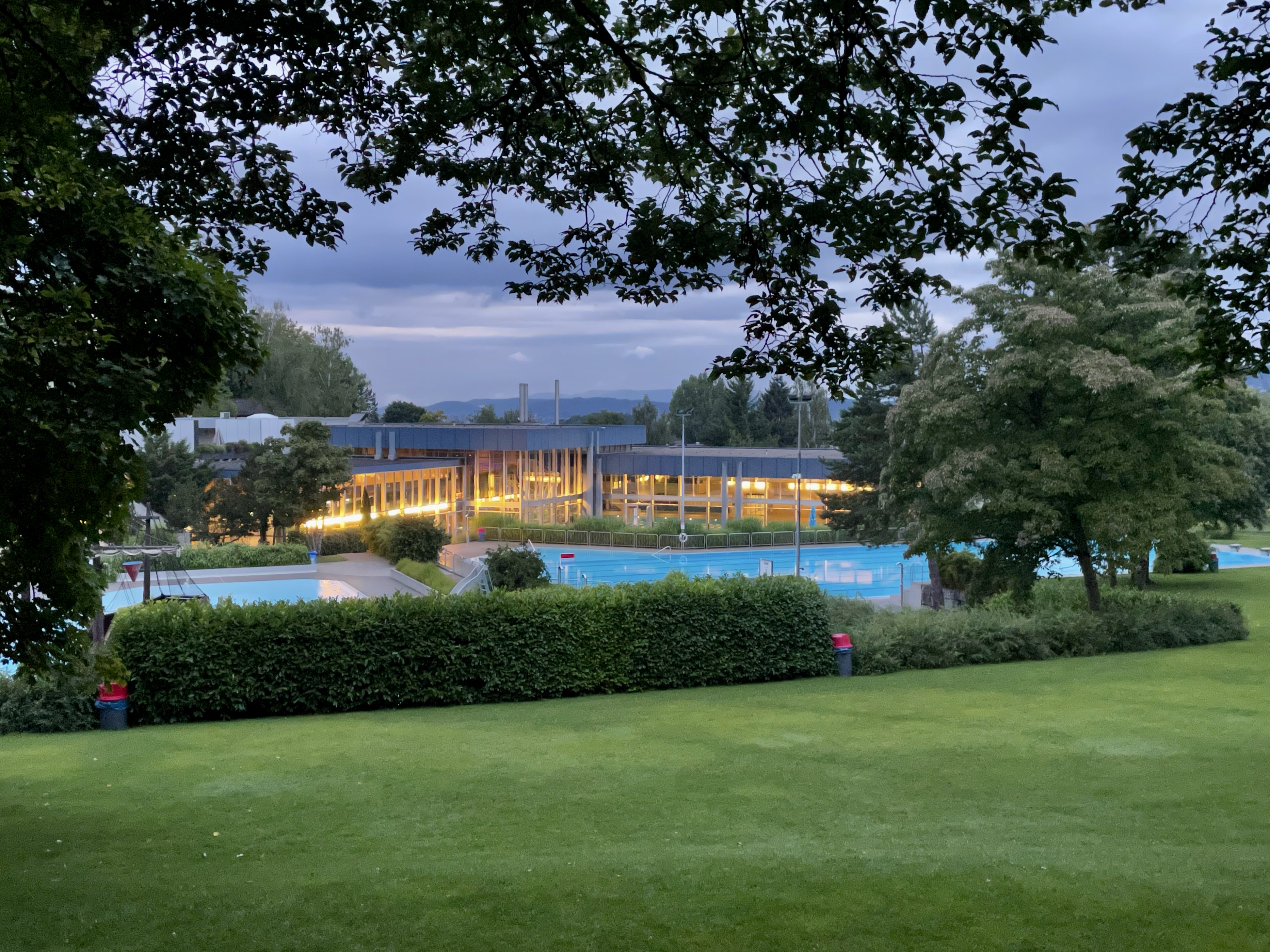
Schwimmbad Fohrbach

## Zollikon auf alten Karten

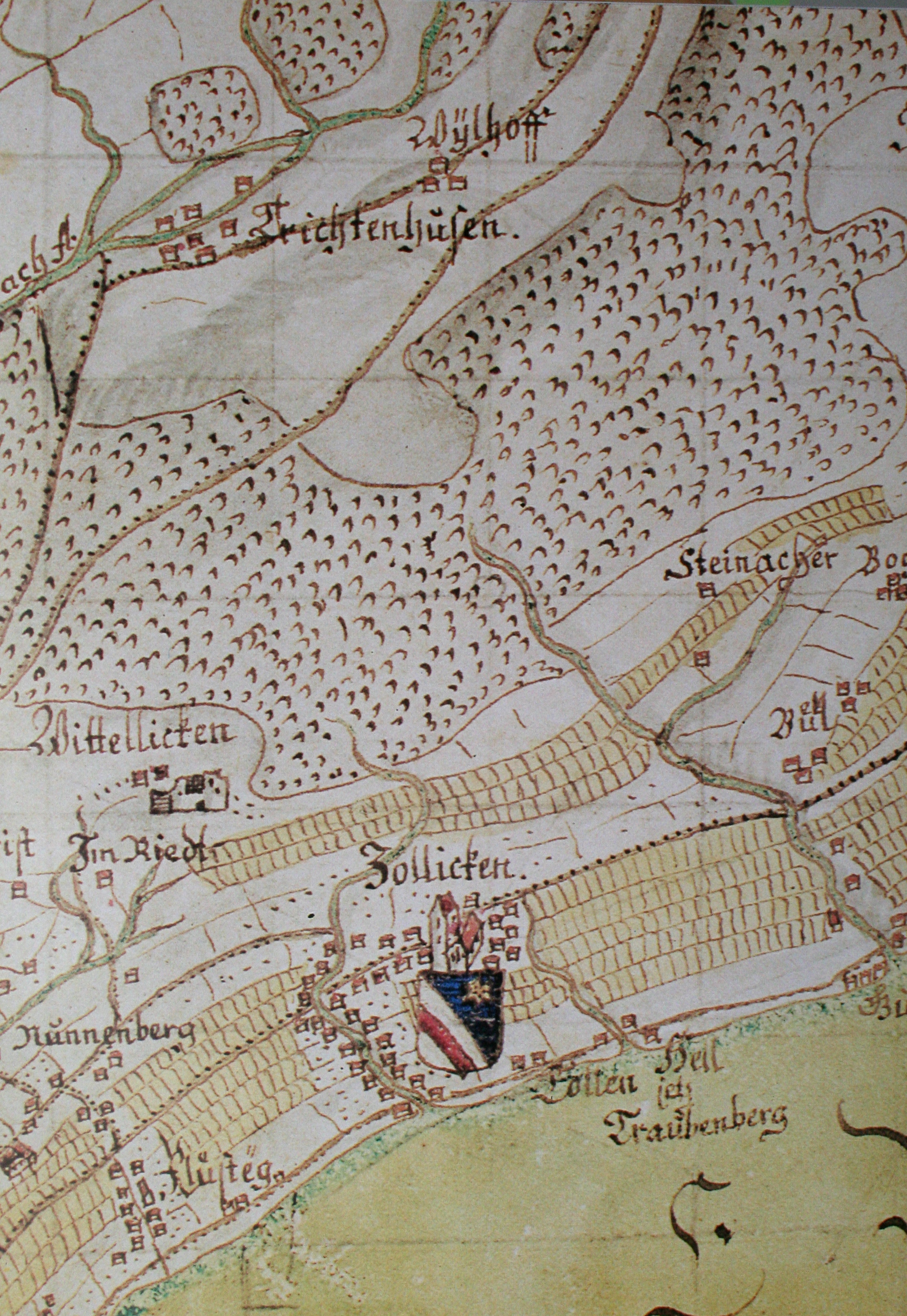
Zollikon auf der Gygerkarte von 1667
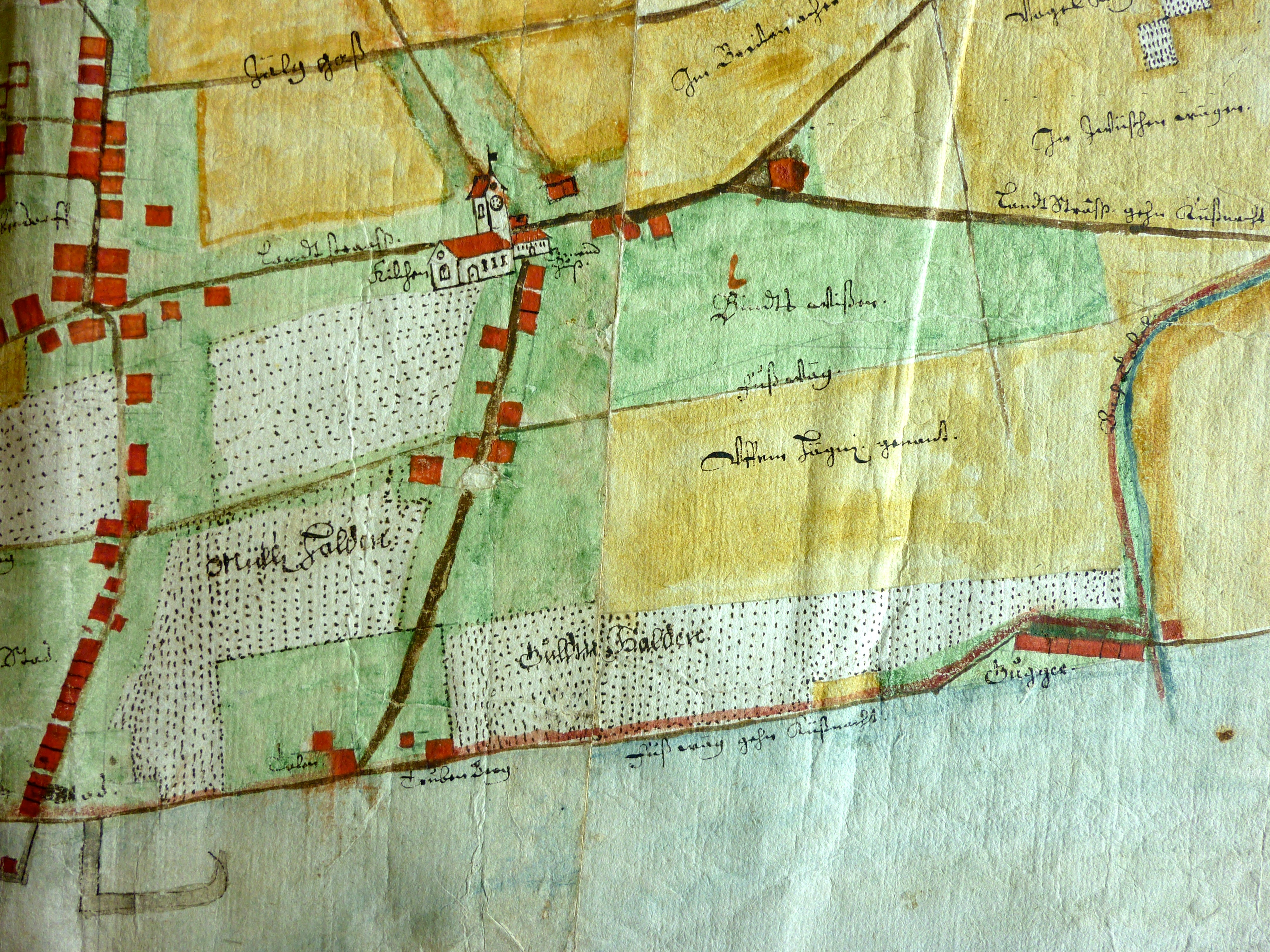
Zollikommer Bann von 1720
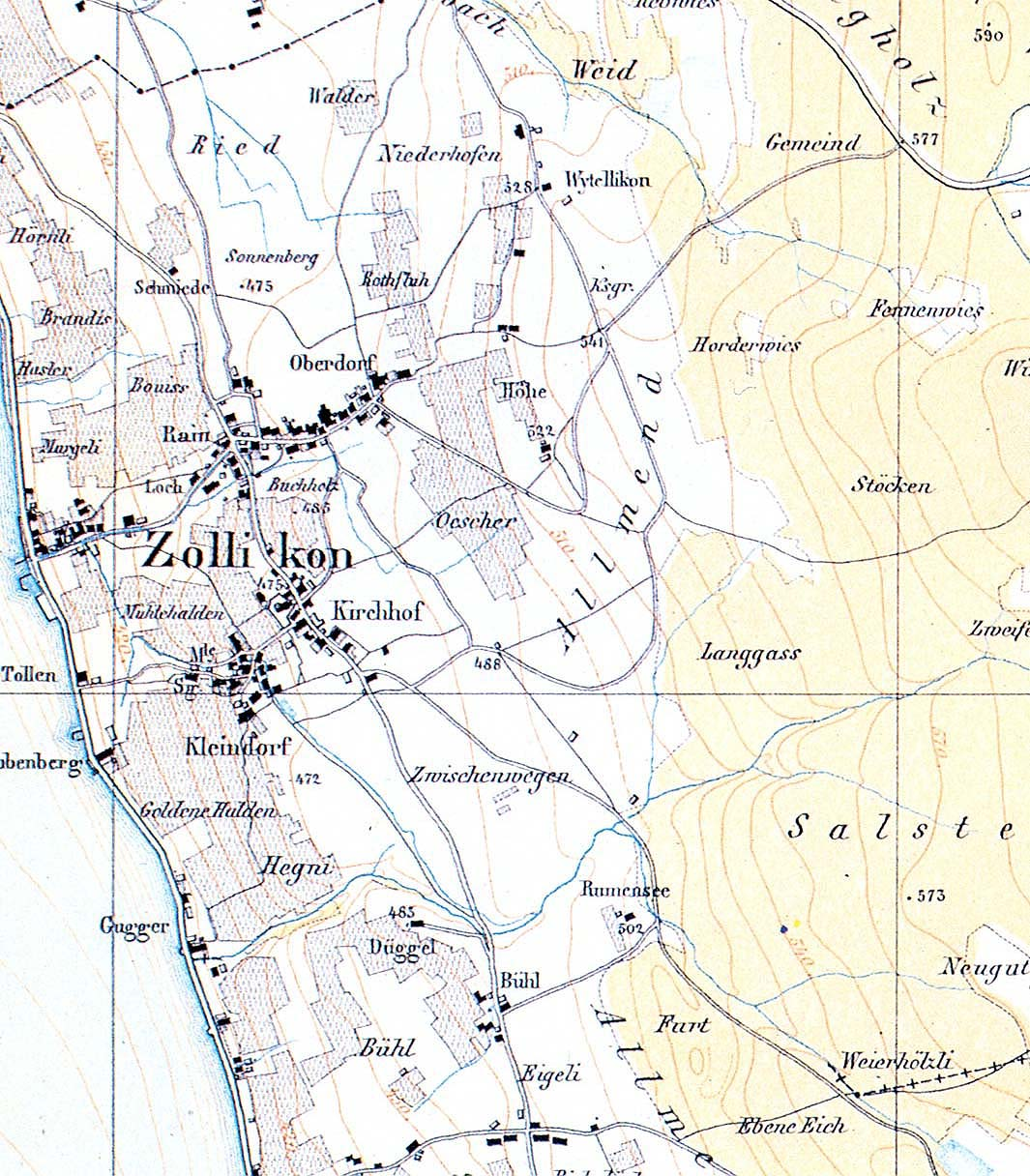
Zollikon auf der Wild-Karte von 1848
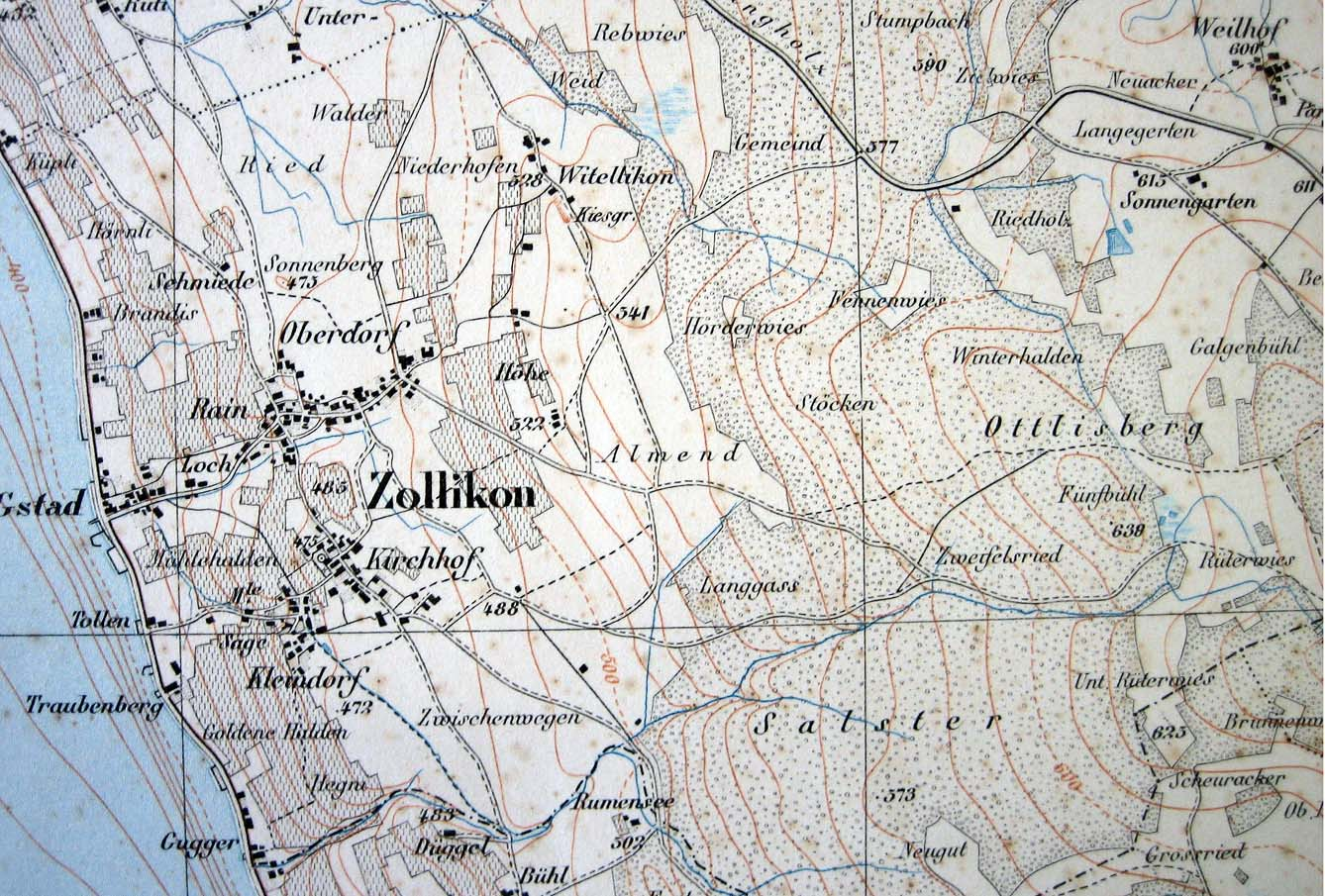
Zollikon auf der Siegfriedkarte von 1881
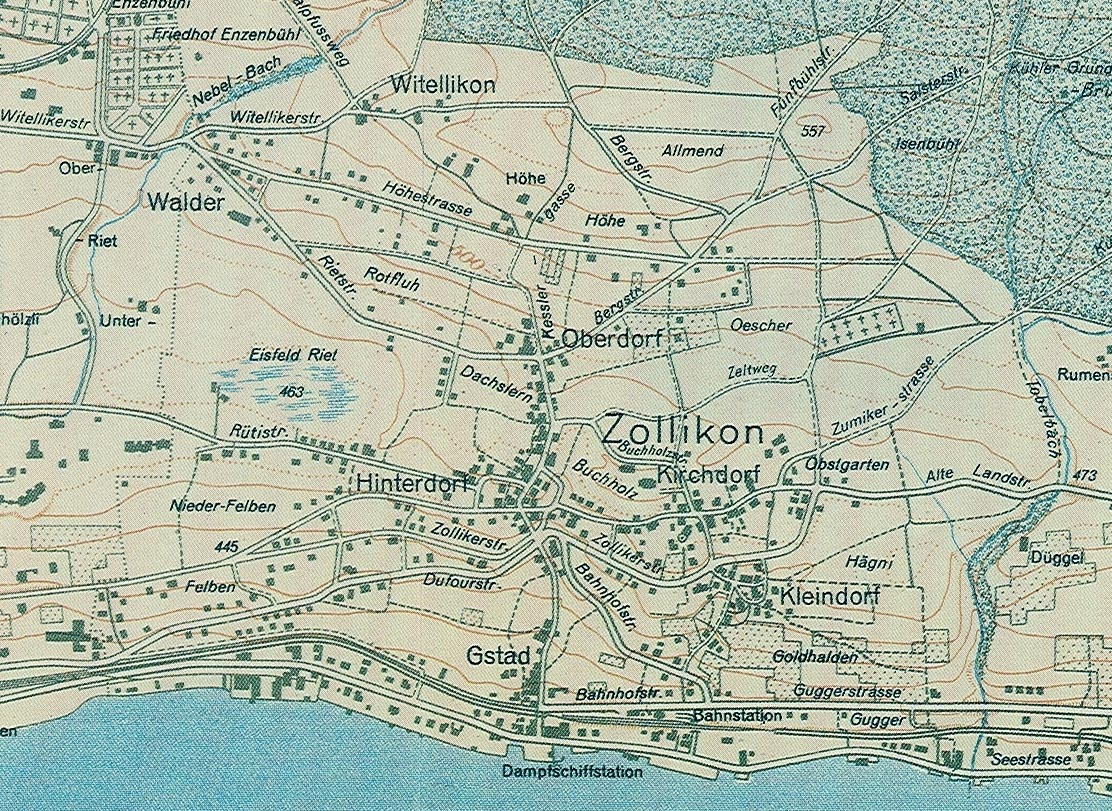
Zollikon auf der Wegkarte von 1919

## Dies und das
- Im August 2019 wurde Zollikon von der Zeitschrift Die Weltwoche im jährlichen Rating zur attraktivsten Gemeinde der Schweiz gewählt.[26]
- Am Zürcher Knabenschiessen 2019 wurde die Zollikerin Neva Menzi mit 35 Punkten Schützenkönigin.[27]
- 1947 vertonte der Zolliker Lehrer und Komponist Jakob «Schaaggi» Spörri (1886–1965) das Gedicht von Emilie Locher-Werling Abiglüte am Zürisee («Abendläuten am Zürichsee»).[28][29]
- Am 7. September 1920 kamen vor Zollikon beim Absturz eines finnischen Flugbootes beide Piloten ums Leben.
- Aus Zollikon stammt die Filmemacherin Rahel von Gunten. Ihr Dokumentarfilm Beyond Tradition, den sie zusammen mit Lea Hagmann geschrieben hatte, erschien im Oktober 2023.

## Persönlichkeiten
- Artur Beul (1915–2010), Komponist
- Vincenzo Biagi (* 1932), Schauspieler
- Eugen Bleuler (1857–1939), Psychiater
- Johann Heinrich Bleuler der Jüngere (1787–1857), Vedutenmaler und Verleger
- Iwan Alexandrowitsch Iljin (1883–1954), Philosoph; lebte in Zollikon
- Paul Bodmer (1886–1983), Maler; hatte sein Atelier im Zollikerberg
- Fritz Boscovits (1871–1965), Kunstmaler und Karikaturist
- Ulrich Bremi (1929–2021), Unternehmer und Politiker (FDP); lebte in Zollikon
- Heinrich Bruppacher (1845–1906), Philologe
- Marcin Dickenmann (* 2000), Fussballspieler
- Robert Dubs (1880–1963), Ingenieur
- Cornelia Forster (1906–1990), Künstlerin
- Arthur Frey (1897–1955), Kirchenpolitiker, lebte in Zollikon
- Bruno Giacometti (1907–2012), Architekt
- Edita Gruberová (1946–2021), Opernsängerin; lebte in Zollikon
- Ludwig Hasler (* 1944), Philosoph und Publizist
- Reto Hänny (* 1947), Schriftsteller
- Niels Hintermann (* 1995), Skirennfahrer; lebt im Zollikerberg
- Dinah Hinz (1934–2020), Schauspielerin; lebte im Zollikerberg
- Klaus Hottinger († 1524), Zürcher Bilderstürmer
- Rudolf Jung (1907–1972), Übersetzer, Buchhändler, homophiler Aktivist
- Vesselina Kasarova (* 1965), Opernsängerin; lebt in Zollikon
- Ulrich Knellwolf (* 1942), Krimiautor und Pfarrer
- Barbara Lukesch (* 1954), Journalistin und Sachbuchautorin; lebt im Zollikerberg
- Herbert Meier (1928–2018), Schriftsteller und Übersetzer
- Hans-Rudolf Meyer (1913–2012), Maler und Illustrator
- Leonhard von Muralt (1900–1970), Historiker und Professor an der Universität Zürich
- Adolf Muschg (* 1934), Schriftsteller und Literaturwissenschaftler
- Elsa Muschg (1899–1976), Lehrerin und Kinderbuchautorin
- Lili Nabholz (* 1944), Politikerin; lebt in Zollikon
- László Polgár (1947–2010), Opernsänger; lebte im Zollikerberg
- Katharina Sallenbach, (1920–2013), Bildhauerin; starb in Zollikon
- Sebastian Schmid (1533–1586), Pfarrer, Astronom und Kartograf
- Werner Schmid (1898–1981), Politiker, Nationalrat und Autor
- Jacob Stickelberger (1940–2022), Liedermacher und Rechtsanwalt; wohnte in Zollikon
- Filip Stojilković (* 2000), schweizerisch-serbischer Fussballspieler
- Karin Stüber (* 1970), Sprachwissenschafterin und Verwaltungsratspräsidentin der Merbag AG
- Sandra Studer (* 1969), Moderatorin
- Laura Thoma (1901–1966), lesbische Aktivistin
- Leander Tomarkin (1895–1967), schweizerisch-US-amerikanischer Mediziner, Erfinder und Hochstapler
- Rudolf Trüb (1922–2010), Sprachwissenschaftler
- Beat Walti (* 1968), Rechtsanwalt und Politiker
- Heini Waser (1913–2008), Maler
- Thomas Widmer (* 1962), Autor und Journalist
- Susanna Woodtli (1920–2019), Germanistin, Historikerin und Feministin; wohnte in Zollikon
- Eduard Zimmermann (1872–1949), Bildhauer; wohnte in Zollikon